# Downton Abbey
Ne doit pas être confondu avec Downton Abbey (film).
Vous lisez un « bon article » labellisé en 2018.
Downton Abbey
Downton Abbey est une série télévisée britannique, créée par Julian Fellowes et coproduite par Carnival Films et Masterpiece. Elle compte 52 épisodes d'une durée moyenne de 50 minutes, répartis en 6 saisons. Elle a été diffusée du 26 septembre 2010 au 25 décembre 2015 sur ITV1 au Royaume-Uni et en Irlande, ainsi qu'au Canada sur VisionTV, et par la suite en Suisse, en France, en Belgique et au Québec. Downton Abbey est une série dramatique historique (un period drama, « drame sur une période historique ») mettant en scène la vie d'une maisonnée aristocratique britannique des années 1910, 1920 et 1930 en accordant la même attention aux aristocrates et aux domestiques qui travaillent à leur service. Au fil des saisons, la série intègre de nombreux éléments empruntés au genre du soap opera.
Downton Abbey a connu un vif succès public et critique au Royaume-Uni puis, de façon moins attendue, aux États-Unis et dans le reste du monde. Les critiques de presse, enthousiastes pour les deux premières saisons, ont considéré que la série peinait parfois à maintenir sa qualité initiale, en particulier dans les saisons 3 et 4. Saluée pour sa capacité à s'inscrire dans la continuité du genre du drame historique télévisé tout en le renouvelant, Downton Abbey a aussi suscité des reproches portant sur sa représentation jugée nostalgique et idéalisée de l'aristocratie britannique. La série a remporté de nombreuses récompenses (qualité générale, jeu des acteurs, scénario, costumes, musique). Devenue culte aux États-Unis, Downton Abbey a donné lieu à un nombre inhabituel de produits dérivés pour une série télévisée britannique. Elle a constitué un moment important dans le renouveau du genre des séries télévisées historiques au début des années 2010.
L'intrigue est prolongée au cinéma dans les longs métrages Downton Abbey (2019), Downton Abbey 2 : Une nouvelle ère (2022) et Downton Abbey : The Grand Finale (2025). Ces suites remportent à leur tour un grand succès.

## Synopsis

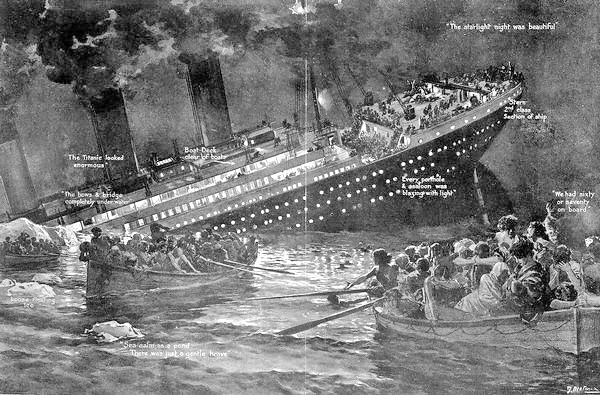
Le naufrage du Titanic marque le début de l'intrigue de Downton Abbey. Ici, une illustration parue en 1912.

Cette série met en scène la vie d'une famille aristocratique anglaise fictive, les Crawley, et de leurs domestiques, à Downton Abbey, un château anglais entouré d'un domaine rural situé dans le Yorkshire, au Royaume-Uni. L'intrigue de la première saison commence le 15 avril 1912, le jour du naufrage du Titanic. Dans les étages où vivent les maîtres (upstairs), la famille Crawley reçoit une mauvaise nouvelle par télégramme car les héritiers du domaine ont péri lors du naufrage. La famille se retrouve dans une situation délicate car le domaine est soumis à l’entail, c'est-à-dire qu'il doit intégralement passer à un héritier mâle, le titre de Comte de Grantham, le domaine et la fortune de la famille étant indissociables. Or lord Robert et lady Cora Crawley n'ont aucun fils, seulement trois filles, Mary, Edith et Sybil, qui ne peuvent prétendre ni au titre ni à l'héritage. Le lointain cousin Matthew Crawley, avocat et fils d'Isobel Crawley, est le nouvel héritier. Il arrive à Downton Abbey où il découvre un style de vie nouveau pour lui, où des règles très strictes régissent la vie entre aristocrates et serviteurs.
Pendant ce temps, dans les sous-sols (downstairs) où travaillent les domestiques, le maître d'hôtel Charles Carson et l'intendante Mrs Elsie Hughes dirigent un personnel nombreux. John Bates, un ancien compagnon d'armes du comte pendant la guerre des Boers, est engagé par lui comme valet et vient s'installer à Downton. Il s'attire aussitôt l'hostilité de plusieurs serviteurs, en particulier de l'ambitieux Thomas Barrow, qui convoite cette place depuis longtemps.
Si la première saison plante décors et protagonistes, la deuxième montre comment la Première Guerre mondiale fait basculer les destins des personnages, maîtres et domestiques. Les saisons suivantes montrent les changements progressifs qui se produisent dans la société anglaise après la guerre, à la fin des années 1910 et au début des années 1920 : les femmes acquièrent davantage de libertés pour s'impliquer dans les affaires du domaine et en politique, ainsi que dans les domaines amoureux et sexuel ; la technologie progresse avec la diffusion rapide de l'automobile et les progrès des ustensiles de cuisine, l'arrivée de l'électricité dans les habitations et du téléphone ; les mœurs et les codes sociaux changent peu à peu ; le train de vie luxueux autrefois mené par les demeures aristocratiques comme Downton Abbey passe de mode car s'avérant trop coûteux, donc difficile à maintenir, ce qui pose la question du modèle économique de ces propriétés. La vente d'une partie des fermes et des terrains du domaine s'impose, ainsi que la réduction du personnel, mal vécu par Robert Crawley, certaines familles de fermiers travaillant à Downton Abbey depuis des décennies, voire depuis plusieurs générations. Les intrigues sentimentales et familiales des maîtres et des domestiques et leurs réactions aux changements sociaux constituent le cœur du récit, auxquels s'ajoutent des intrigues secondaires ponctuelles de type policier. Bien que le ton de la série soit le plus souvent sérieux, elle met volontiers en scène les traits d'esprit dont étaient friands les milieux aristocratiques de l'époque.
La sixième et dernière saison de la série s'achève à la date du 1er janvier 1926.

## Distribution
Notes : 
- La situation maritale des personnages est donnée pour la fin de la dernière saison.
- SN# signifie que l'acteur ou l'actrice a joué dans un épisode Spécial Noël des saisons 2 à 6. Si rien n'est précisé, cela signifie que le personnage apparaît dans toutes les saisons.

### Famille Crawley («Upstairs»)
- Hugh Bonneville (VF : Patrick Bonnel) : Lord Robert Crawley, comte de Grantham
- Elizabeth McGovern (VF : Odile Cohen) : Lady Cora Crawley (née Levinson), comtesse de Grantham
- Michelle Dockery (VF : Ingrid Donnadieu) : Lady Mary Josephine Talbot (née Crawley), fille aînée de Lord et Lady Grantham, épouse puis veuve de Matthieu, mère de George puis remariée à Henry Talbot.
- Laura Carmichael (VF : Anneliese Fromont) : Lady Edith Pelham (née Crawley) marquise d'Hexham, fille cadette de Lord et Lady Grantham, mère de Marigold
- Jessica Brown Findlay (VF : Karine Foviau) : Lady Sybil Cora Branson (née Crawley), benjamine des filles de Lord et Lady Grantham et mère de Sybbie Branson (saisons 1 à 3)
- Maggie Smith (VF : Mireille Delcroix) : Lady Violet Crawley comtesse douairière de Grantham, mère de Lord Grantham
- Samantha Bond (VF : Anne Kerylen) Lady Rosaline Painswick (Rosamund Painswick) fille de la comtesse douairière de Grantham et sœur de Lord Grantham
- Dan Stevens (VF : Damien Witecka) : Matthieu Crawley (Matthew Crawley) héritier et cousin de Lord Grantham au troisième degré (saisons 1 à 3)
- Penelope Wilton (VF : Sylvie Genty) : Isabelle Grey (ex Crawley) (Isobel Grey) Lady Merton, mère de Matthieu Crawley
- Allen Leech (VF : Yannick Blivet) : Tom Branson ancien chauffeur, époux puis veuf de Lady Sybil, père de Sybbie, co-gestionnaire du domaine
- Peter Egan (VF : Jean-Luc Kayser)[note 1] : Hugh « Shrimpie » MacClare marquis de Flintshire (SN3, saison 5, SN6)
- Phoebe Nicholls (VF : Marie-Martine) : Susan MacClare marquise de Flintshire, cousine de Lord Grantham (SN3, saison 5)
- Lily James (VF : Laëtitia Godès) : Lady Rose Aldridge (née MacClare) fille du marquis et de la marquise de Flintshire, petite-cousine de Lord Grantham (SN3 à saison 6)
- Matt Barber (en) (VF : Olivier Augrond) : Atticus Aldridge fils de Lord et Lady Sinderby, époux de Lady Rose Aldridge (saison 5, SN6)
- Ava Mann (saison 4) et Fifi Hart (saisons 5 et 6) : Sybil « Sybbie » Branson fille de Tom et Sybil Branson, petite-fille de Lord Grantham (saisons 3 à 6)
- Cole et Logan Weston (saison 4) et Oliver et Zac Barker (saisons 5 et 6) : George Crawley fils de Matthew Crawley et Lady Mary, héritier et petit-fils de Lord Grantham (saisons 3 à 6)
- Eva & Karina Samms : Marigold fille illégitime de Lady Edith et de Michael Gregson, petite-fille de Lord Grantham (saisons 5 et 6)
- Shirley MacLaine (VF : Évelyne Grandjean) : Martha Levinson richissime Américaine, mère de Lady Grantham (saison 2, SN4)
- Paul Giamatti (VF : Gérard Darier) : Harold Levinson fils de Martha Levinson et frère de Lady Grantham (SN4)

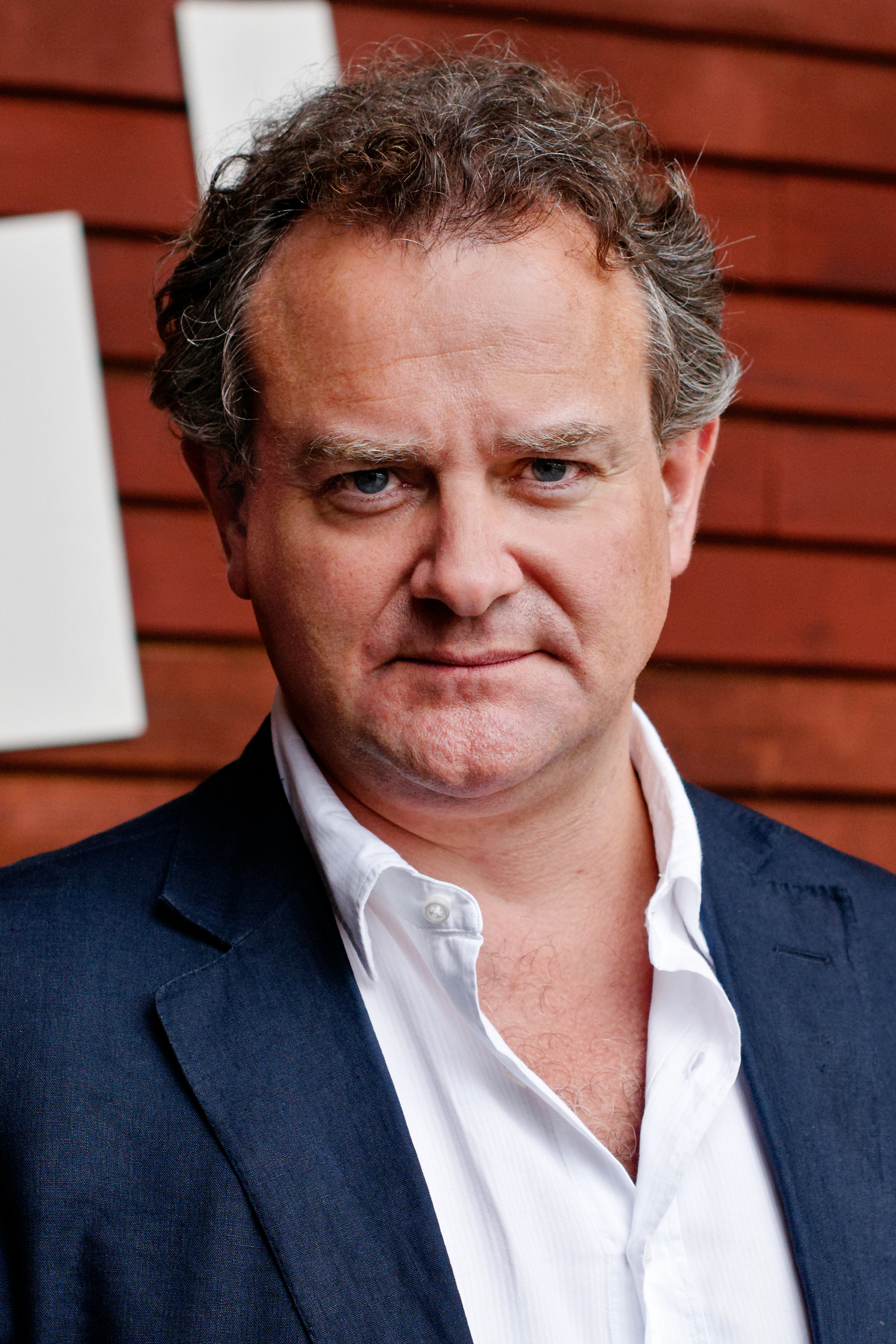
Hugh Bonneville (Robert Crawley).
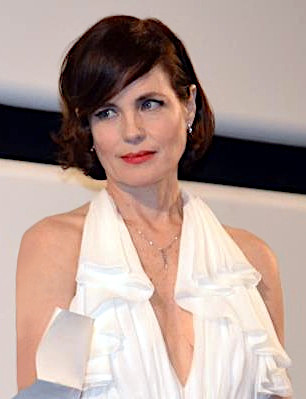
Elizabeth McGovern (Cora Crawley).
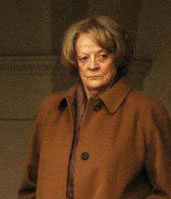
Maggie Smith (Violet Crawley).
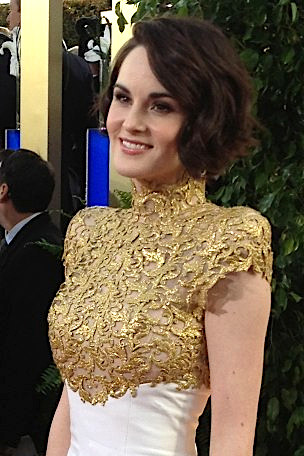
Michelle Dockery (Mary Crawley).
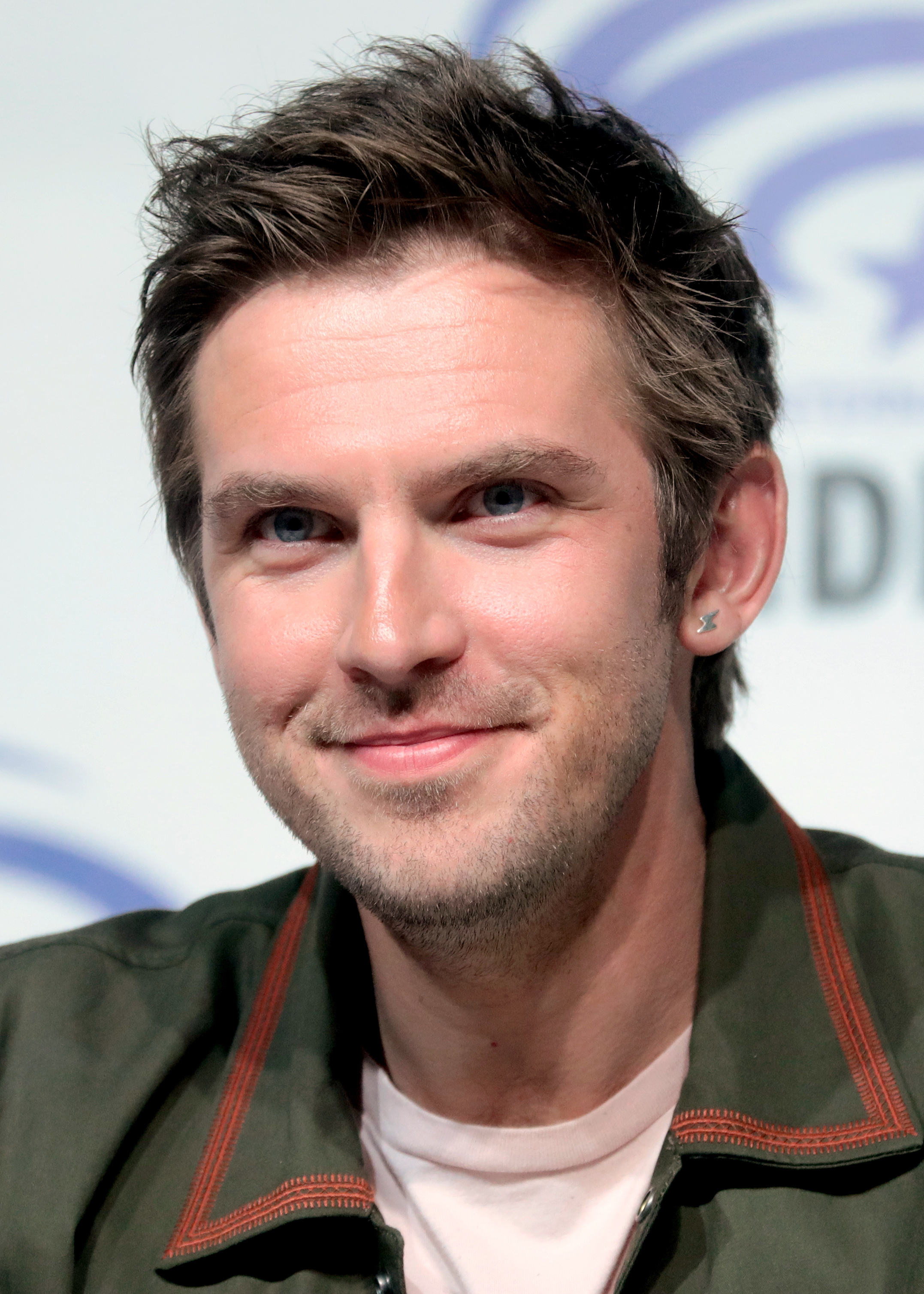
Dan Stevens (Matthew Crawley).
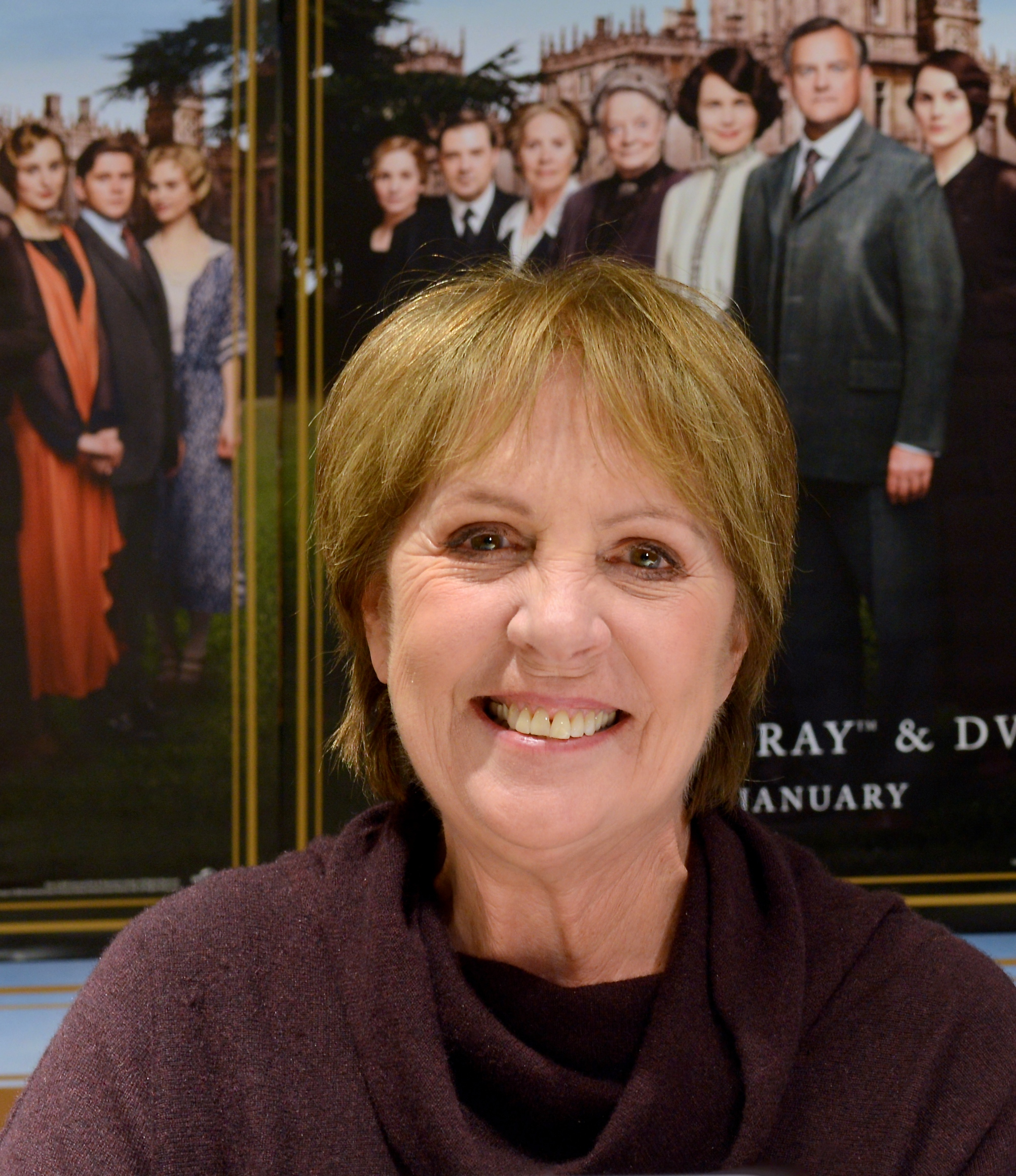
Penelope Wilton (Isobel Crawley).

### Domestiques («Downstairs»)
- Jim Carter (VF : Vincent Grass) : Charles « Charlie » Carson, majordome de Downton, époux d'Elsie Carson
- Phyllis Logan (VF : Denise Metmer) : Elsie Carson (née Hughes), gouvernante, épouse de Charles Carson
- Brendan Coyle (VF : Pascal Casanova) : John Bates, valet de chambre de Lord Grantham, époux d'Anna Bates
- Joanne Froggatt (VF : Olivia Luccioni) : Anna Bates (née Smith), première femme de chambre (saisons 1 et 2), femme de chambre de Lady Mary (saison 3-6), épouse de John Bates
- Siobhan Finneran (VF : Annie Le Youdec) : Sarah O’Brien, femme de chambre de Lady Grantham (saisons 1 à 3)
- Rob James-Collier (VF : Stéphane Pouplard) : Thomas Barrow, premier valet de pied (en) (saison 1), officier soignant (saison 2) puis valet de Lord Grantham (saison 3), sous-majordome (saisons 3 à 6) et majordome (SN6)
- Lesley Nicol (VF : Nicole Favart) : Beryl Patmore, cuisinière
- Sophie McShera (VF : Audrey Sablé) : Daisy Mason (née Robinson), aide-cuisinière (en) (saisons 1 et 2) puis cuisinière (saison 3 à 6), veuve de William Mason
- Thomas Howes (VF : Fabrice Fara) : William Mason, second valet de pied puis soldat et serviteur militaire de Matthew Crawley (saisons 1 et 2)
- Rose Leslie (VF : Jessica Monceau) : Gwen Harding, (née Dawson) femme de chambre (saison 1), secrétaire et épouse de Mr Harding (saison 6)
- Cal MacAninch (VF : Didier Cherbuy) : Henry Lang, valet de chambre de Lord Grantham (saison 2)
- Clare Calbraith (VF : Alexandra Garijo) : Jane Moorsum, femme de chambre, éphémère attirance de Lord Grantham (saison 2)
- Amy Nuttall (VF : Delphine Rivière) : Ethel Parks, femme de chambre à Downton Abbey (saison 2) puis femme de chambre et cuisinière d'Isabelle Crawley (saison 3)
- Kevin Doyle (VF : François Lescurat) : Joseph Molesley, valet d'Isabelle Crawley (saisons 1 et 2), valet de chambre de Matthew Crawley (saison 3), valet de pied puis premier valet de pied à Downton (saisons 4 à 6) et instituteur (saison 6)
- Christine Lohr (VF : Sylvia Bergé) : May Bird, cuisinière d'Isabelle Crawley (saisons 1 à 3)
- Matt Milne (VF : Taric Mehani) : Alfred Nugent, neveu de Sarah O'Brien, valet de pied et premier valet de pied (saisons 3 et 4). Apprenti cuisinier au Ritz (saison 4).
- Edward Speleers (VF : Benjamin Gasquet) : James « Jimmy » Kent, valet puis premier valet de pied (saisons 3 à 5)
- Cara Theobold (VF : Léopoldine Serre) : Ivy Stuart, fille de cuisine (saisons 3 et 4)
- MyAnna Buring (VF : Delphine Braillon) : Edna Braithwaite, femme de chambre (saison 3) puis femme de chambre de Lady Grantham (saisons 3 et 4)
- Raquel Cassidy (VF : Dominique Westberg) : Phyllis Baxter, femme de chambre de Lady Grantham (saisons 4 à 6)
- Michael C. Fox (VF : Benjamin Jungers) : Andrew « Andy » Parker, valet de pied (saisons 5 et 6)
- Jeremy Swift (VF : Guillaume Bouchède) : Septimus Spratt, majordome de Lady Violet Crawley (saisons 4 à 6)
- Sue Johnston (VF : Régine Blaess) : Gladys Denker, femme de chambre de Lady Violet Crawley (saisons 5 et 6)

#### Note
Dans la version française, certains prénoms ont été légèrement modifiés. Ainsi, Matthew Crawley, Isobel Crawley et Ethel  Parks deviennent respectivement Matthieu Crawley, Isabelle Crawley et Esther Parks.

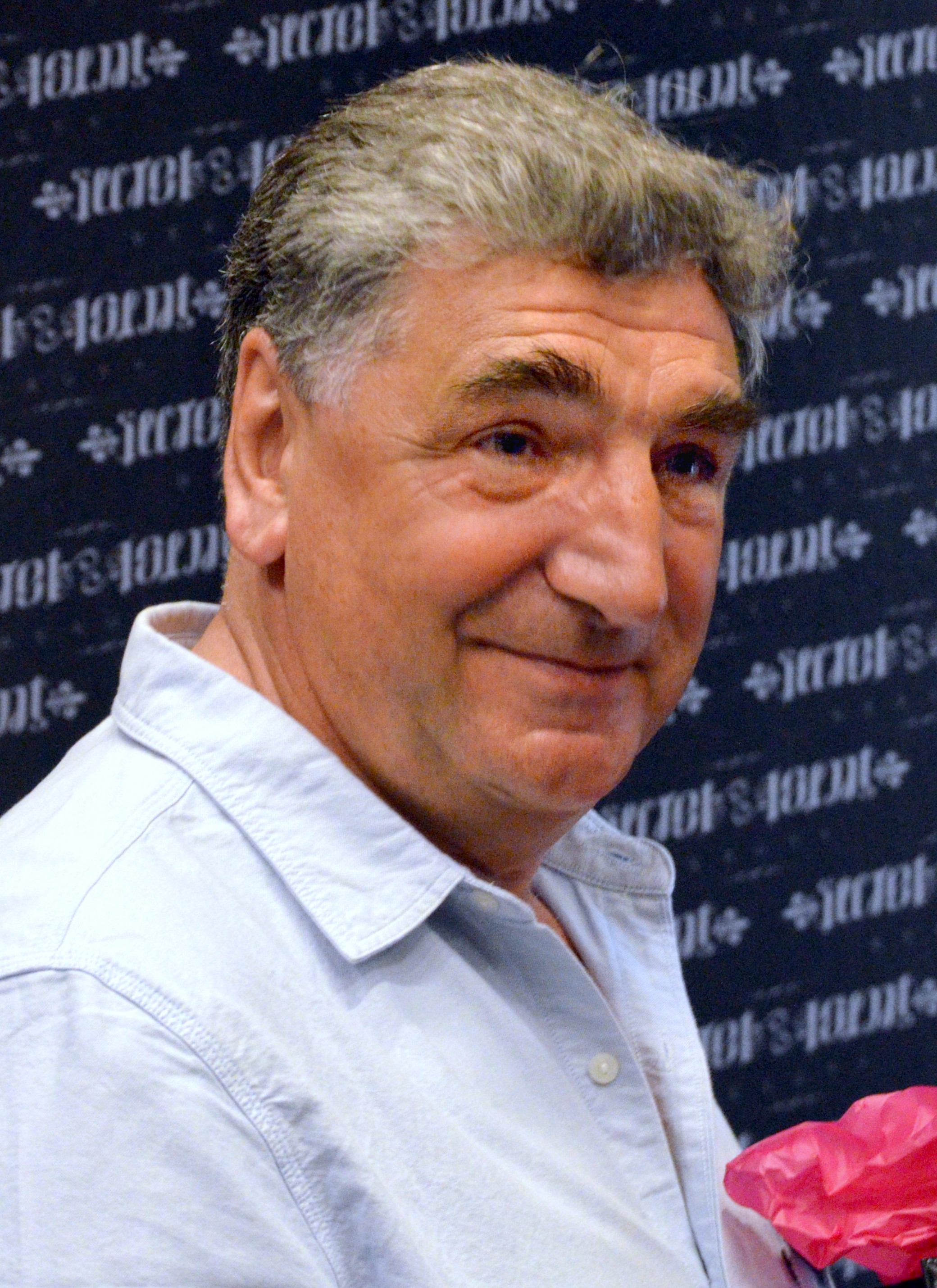
Jim Carter (M. Carson).
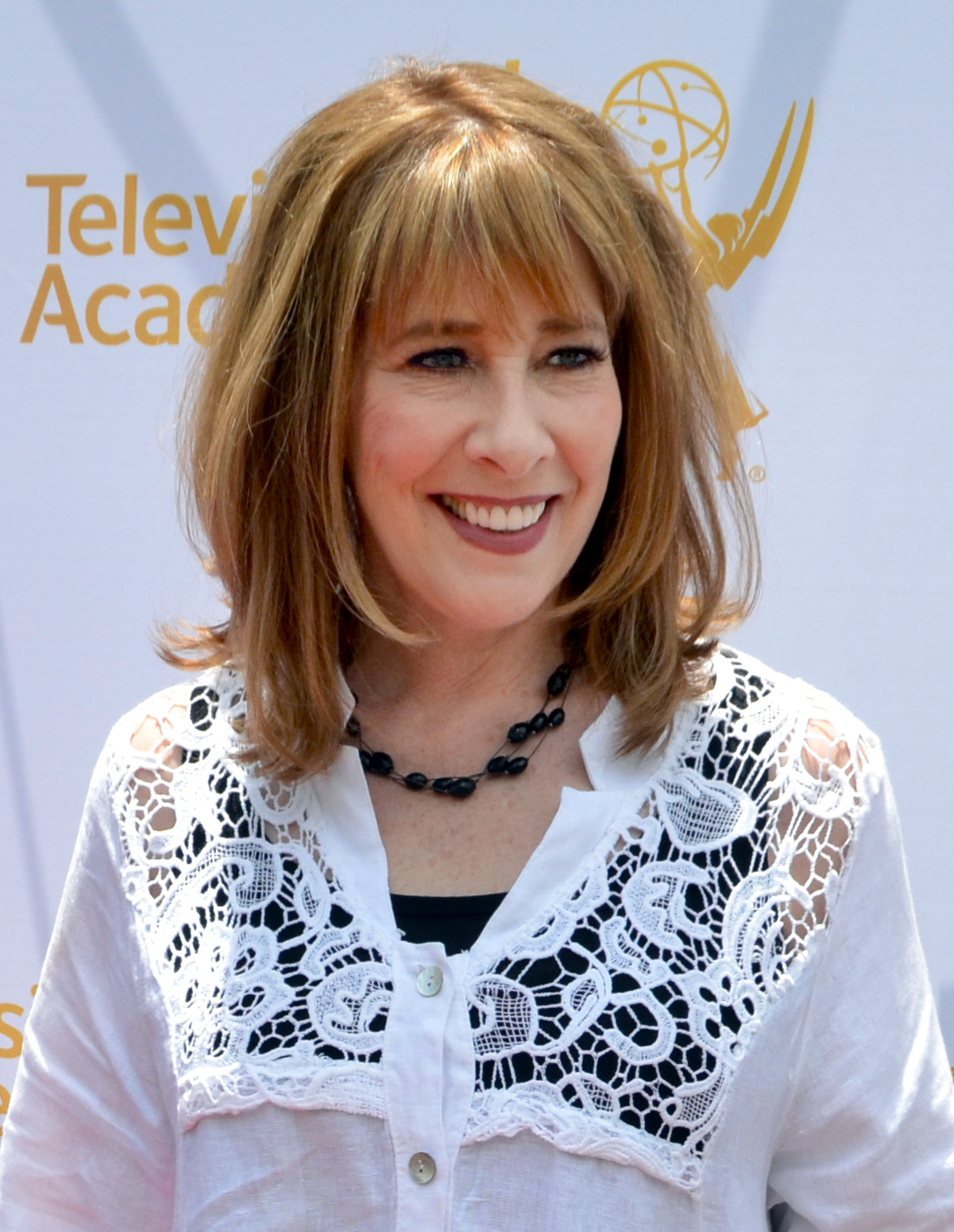
Phyllis Logan (Mme Hughes).
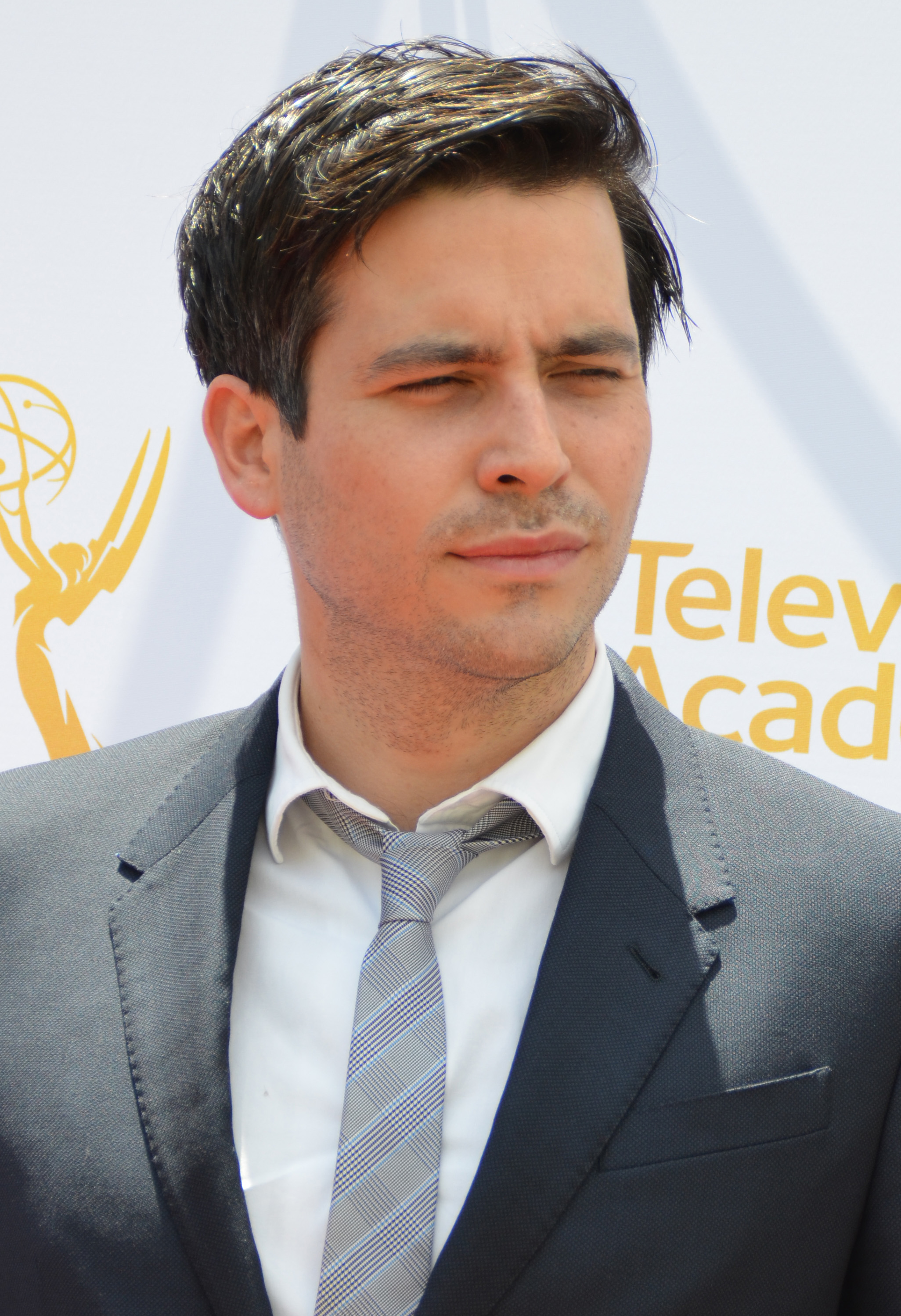
Rob James-Collier (Thomas Barrow).
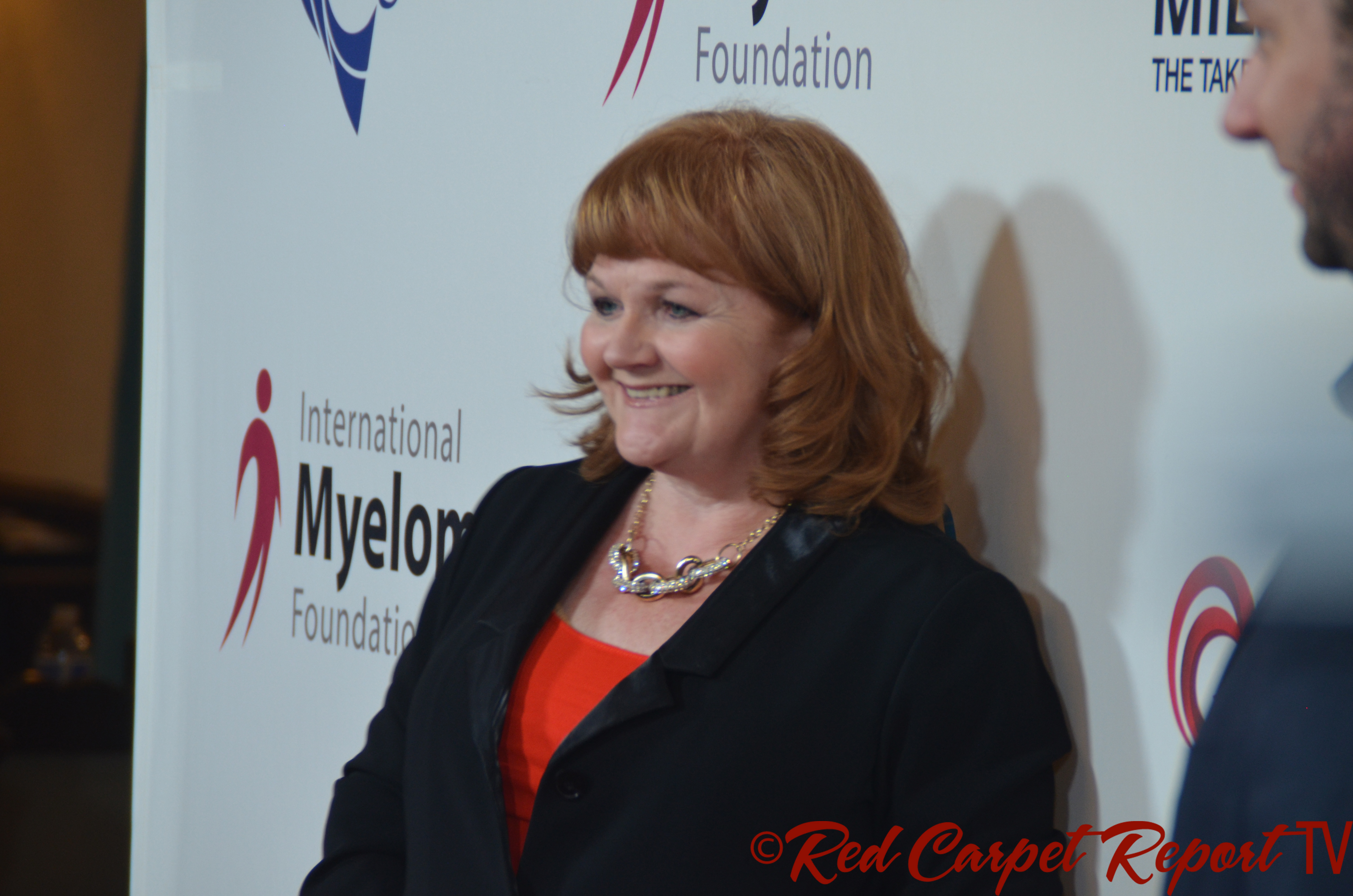
Lesley Nicol (Mme Patmore).
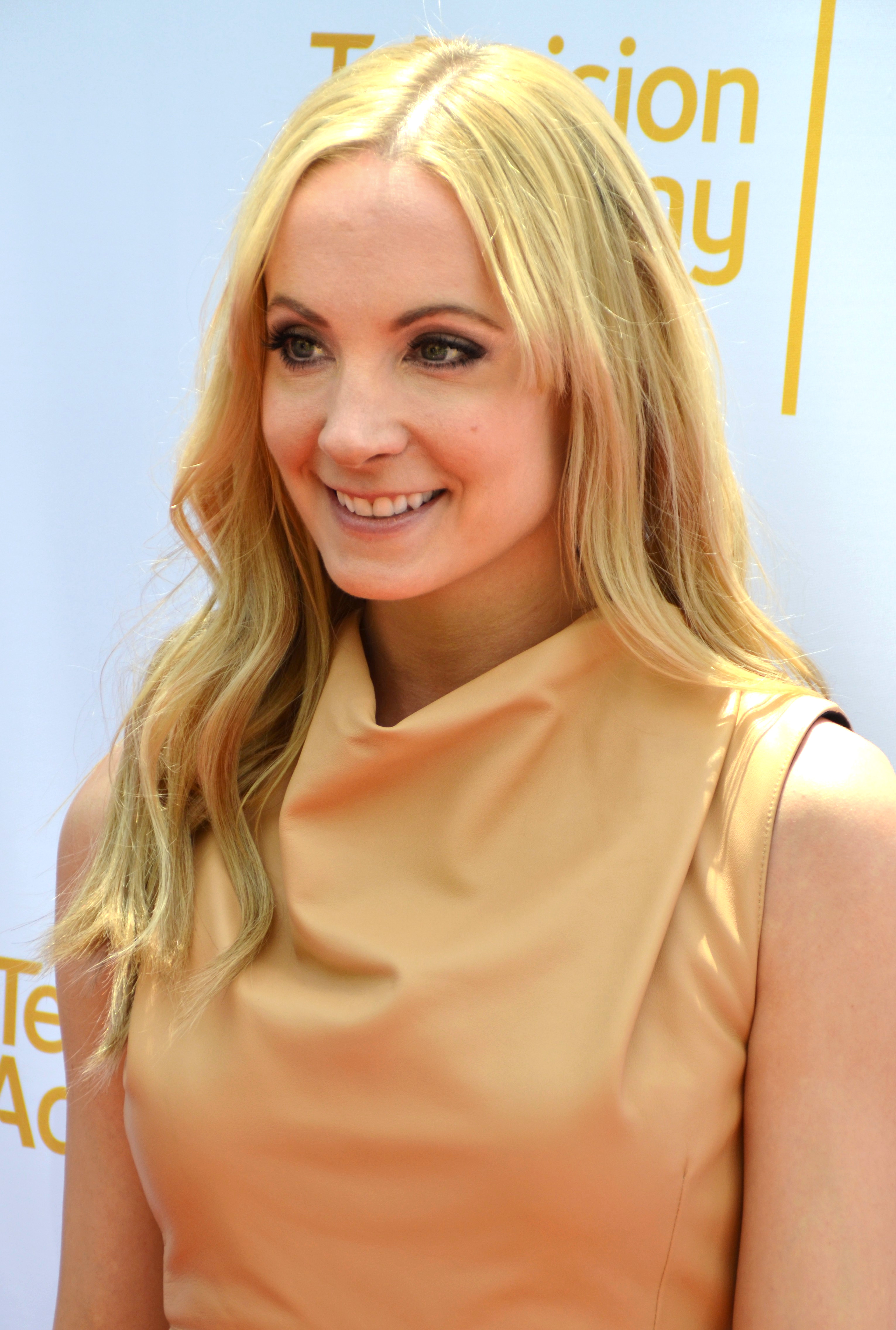
Joanne Froggatt (Anna Smith).
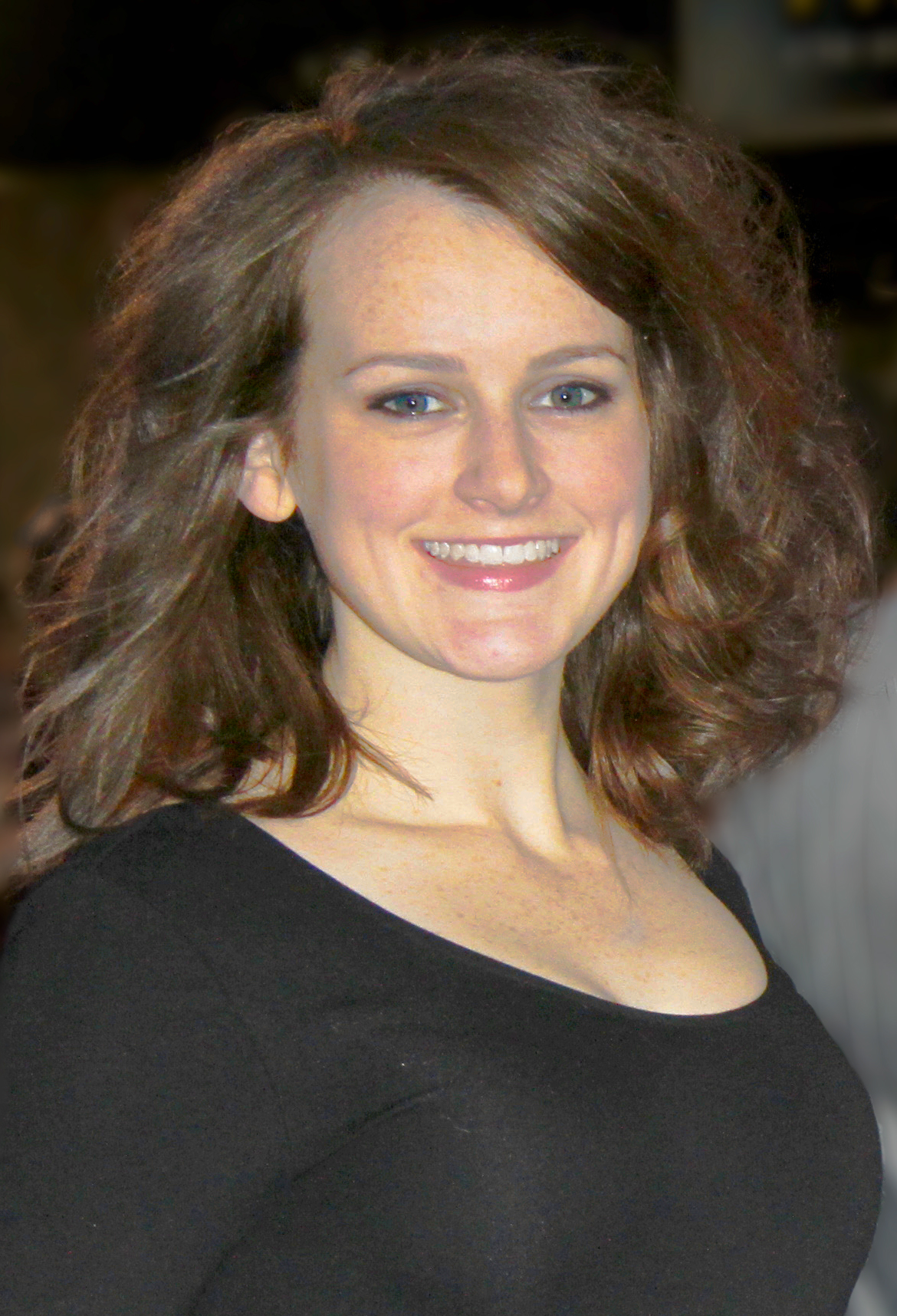
Sophie McShera (Daisy Robinson).

### Proches et relations de la famille Crawley
- Jonathan Coy (VF : Jean-François Laley) : George Murray, avocat de Lord Grantham (saison 1, SN2, saisons 3 et 5)
- David Robb (VF : Bernard Alane) : Dr Richard Clarkson, médecin du domaine et directeur de l'hôpital
- Brendan Patricks (VF : Frédéric Popovic) : Evelyn Napier, soupirant de Lady Mary (saisons 1, 4 et 6)
- Zoe Boyle (VF : Fily Keita) : Miss Lavinia Catherine Swire, fiancée de Matthew Crawley (saison 2)
- Iain Glen (VF : Frédéric van den Driessche) : Sir Richard Carlisle, patron de presse, soupirant de Lady Mary (saison 2)
- Michael Cochrane (VF : Frédéric Cerdal) : révérend Albert Travis, vicaire de Downton Village (saisons 2, 3 et 6)
- Robert Bathurst (VF : Jean-Philippe Puymartin) : Sir Anthony Strallan, soupirant de Lady Edith (saisons 1 à 3)
- Charles Edwards (VF : Eric Legrand) : Michael Gregson, éditeur d'un journal, amant de Lady Edith et père biologique de Marigold (saisons 3 et 4)
- Douglas Reith (VF : Bernard Lanneau) : Lord Merton, parrain de Lady Mary, soupirant puis mari d'Isabelle Crawley (saison 3 à 6)
- Tom Cullen (VF : Julien Sibre) : Anthony Foyle, Lord Gillingham, soupirant de Lady Mary (saison 4 et 5)
- Julian Ovenden (VF : Rémi Bichet) : Charles Blake, soupirant de Lady Mary (saison 4 et 5)
- Daisy Lewis (VF : Julia Vaidis-Bogard) : Sarah Bunting, maîtresse d'école et amie de Tom Branson (saisons 4 à 5)
- Andrew Scarborough (VF : Loic Houdré) : Timothy « Tim » Drewe, fermier, père d'adoption de Marigold, la fille de Lady Edith (saison 4 à 6)
- Matthew Goode (VF : Franck Monsigny) : Henry Talbot, coureur automobile, soupirant puis mari de Mary Crawley (SN5 et saison 6)
- Harry Hadden-Paton (VF : Thibaut Lacour) : Herbert « Bertie » Pelham, septième marquis d'Hexham, soupirant puis mari d'Edith Crawley (SN5 et saison 6)

## Élaboration de la série

### Scénario

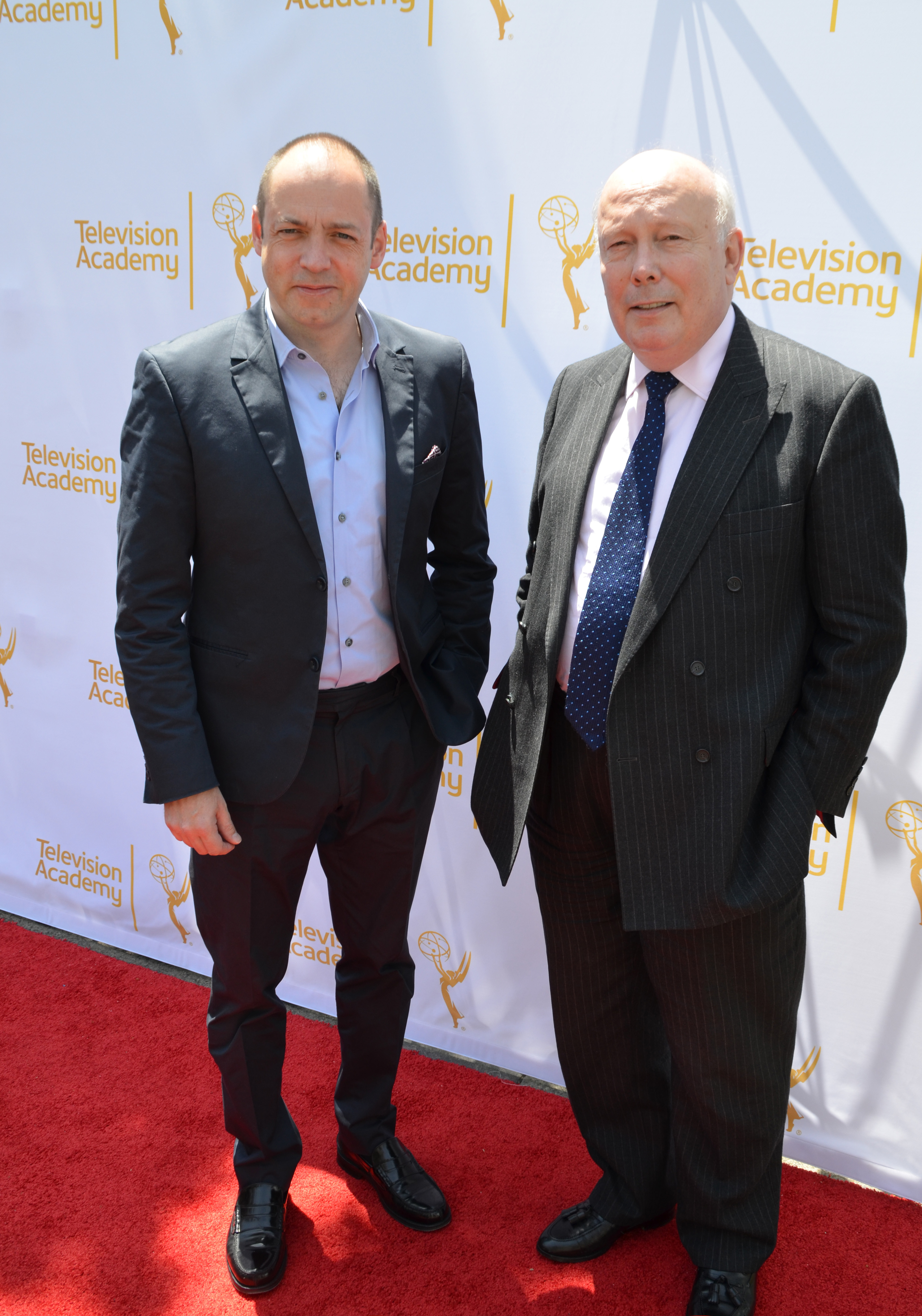
Gareth Neame, producteur de la série (à gauche) et Julian Fellowes, créateur de la série (à droite), en 2014.

La série Downton Abbey est créée et scénarisée par Julian Fellowes. Au moment où il se lance dans l'écriture de la série, Fellowes possède une carrière d'acteur de petits rôles, et est devenu depuis peu écrivain et scénariste : il a d'abord écrit un roman sur l'aristocratie anglaise inspiré par sa propre expérience et intitulé Snobs (qui paraît en 2004) avant de s'orienter vers l'écriture scénaristique et de connaître le succès avec Gosford Park. Le film Gosford Park, réalisé par Robert Altman, est sorti en 2001. Julian Fellowes en a écrit le scénario et les dialogues. Le film présente un univers et des thèmes qui apparaissent a posteriori proches de ceux de Downton Abbey, puisqu'il se déroule dans une demeure rurale anglaise dans les années 1930. Le film est un succès auprès de la critique et vaut à Julian Fellowes un Oscar du meilleur scénario.
Le producteur Gareth Neame, des studios Carnival Films, est à l'initiative de la série. Il  souhaite la produire autour d'un thème proche de celui de Gosford Park. Il contacte donc Julian Fellowes pour lui demander si un tel projet l'intéresserait. D'abord réticent à l'idée de travailler à une série proche du film Gosford Park, de peur de ne pas réussir à faire aussi bien, Julian Fellowes réfléchit à la proposition. Il apaise ses inquiétudes initiales et recontacte Neame quelques semaines après pour lui proposer les grandes lignes de la première saison de Downton Abbey.
Plusieurs inspirations littéraires influencent l'écriture des scénarios. Fellowes a indiqué par la suite que la série devait beaucoup aux univers littéraires de l'écrivaine américaine Edith Wharton, et en particulier à son roman The Custom of the Country paru en 1913 (traduit en 1964 sous le titre Les Beaux Mariages), qui raconte l'ascension sociale d'Undine Spragg, une jeune femme d'origine modeste à la personnalité ambitieuse et cupide, dans le New York des années 1930. Il s'inspire aussi du roman historique d'Isabel Colegate The Shooting Party (La Partie de chasse), paru en 1980, qui décrit un scandale provoqué par des rivalités personnelles au cours d'une partie de chasse dans l'aristocratie anglaise en 1913.
Les médias britanniques et américains ont remarqué des similitudes entre les personnages de la série et des personnes réelles. Plusieurs ont noté que le scénario de la série s'inspirait aussi en partie de l'histoire de la famille aristocratique du cinquième comte de Carnarvon, ancêtre des propriétaires du château de Highclere où Downton Abbey est tournée. Le scénario reprend notamment plusieurs péripéties de la vie d'Almina Wombwell, devenue cinquième comtesse de Carnarvon après avoir épousé le comte et égyptologue George Herbert. Une biographie récente d'Almina Wombwell mentionne des aspects de sa vie nettement plus sombres que ceux évoqués par la série. La comtesse Fiona Carnarvon, propriétaire de Highclere au moment du tournage, a proposé elle-même par la suite une biographie d'Almina Wombwell qui se réclame ouvertement d'un lien d'inspiration avec Downton Abbey, en passant sous silence nombre d'aspects mentionnés dans d'autres biographies,. Julian Fellowes est un ami de Fiona Carnarvon. Une journaliste du Guardian remarque que la femme de Julian Fellowes, Emma Kitchener, est la plus proche parente encore en vie du comte Kitchener. Elle ne peut pas hériter de son titre puisqu'elle est une femme, une situation qui rappelle celle de lady Mary au début de la série. Julian Fellowes a confié que les personnages de la série s'inspirent de personnes réelles, préférant ne pas indiquer lesquelles, de peur que les intéressés ne le prennent mal.
Outre les personnages principaux de la série, certaines péripéties s'inspirent de faits. La mort du diplomate Kemal Pamuk dans le lit de Mary est librement inspirée d'une anecdote retrouvée par un ami de Fellowes dans les archives d'une grand-tante à propos d'un diplomate mort au lit pendant une relation sexuelle avec une femme de bonne famille célibataire : les femmes de la maison avaient ramené subrepticement le cadavre jusque dans son lit pour éviter un scandale.

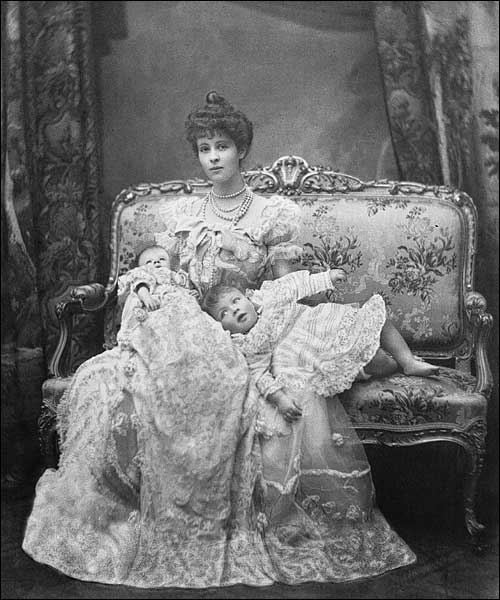
Consuelo Vanderbilt et ses deux enfants, en 1899.

Le mariage entre Cora et Robert fait référence aux « fiancées vendues » (« bartered brides »), ces filles de milliardaires américains mariées, parfois de force, par leurs parents, à un noble anglais impécunieux : il y gagnait la fortune nécessaire à entretenir son domaine et faire honneur à son titre ; elle y trouvait un titre et une position sociale. Les parents de la mariée en retiraient le prestige et la reconnaissance sociale attachés à l'alliance avec une famille britannique de noble lignage. Les exemples de telles alliances se comptent par douzaines, parmi lesquels l'un des plus marquants est le mariage du neuvième duc de Malborough avec Consuelo Vanderbilt, en larmes, contrainte par sa mère Alva Vanderbilt à une union malheureuse qui s'est soldée par un divorce. Cette famille en particulier ne fait pas partie des inspirations explicites de Fellowes. Elle a été comparée par la presse à celle de Downton Abbey à plusieurs reprises,.
La femme de Julian Fellowes, Emma Kitchener, sert de correctrice officieuse pour les scénarios de la série : elle est la première à lire la première version des scénarios écrits par son mari. Elle les annote abondamment en proposant des corrections que Julian adopte la plupart du temps, avant de transmettre la nouvelle version à Carnival Films. C'est elle qui propose notamment que le personnage du domestique Bates soit handicapé.
Le scénario est distribué aux acteurs deux ou trois épisodes avant le tournage. Ils ne connaissent pas très en avance ce qui va arriver à leur personnage, ce qui les aide à s'impliquer dans l'histoire. Les acteurs se montrent satisfaits des scénarios et demandent peu d'aménagements.
Au fil des saisons, Julian Fellowes rencontre plusieurs difficultés d'écriture. Les départs de certains acteurs importants de la série lui imposent des contraintes extérieures inattendues. Quand Jessica Brown Findlay (qui joue lady Sibyl Crawley) décide de ne pas reconduire son contrat, Fellowes doit lui faire quitter la série pendant la saison 3. Il décide de la mort de son personnage, en parvenant à la mettre en scène d'une façon que la presse et les spectateurs jugent bien intégrée à l'intrigue. Quand Dan Stevens (qui incarne Matthew Crawley) décide également de ne pas reconduire son contrat au-delà de la saison 3, Fellowes doit également supprimer son personnage, au cours d'un épisode. Matthew Crawley meurt brutalement à la fin de l'épisode spécial de Noël, diffusé fin 2012.
La série était initialement prévue en cinq saisons. La productrice Liz Trubridge explique qu'au fil des saisons l'équipe de la série s'est rendu compte que les différents fils narratifs mis en place ne pourraient pas être clos de façon satisfaisante en cinq saisons seulement. Poussée par le succès de la série, la décision a été prise de l'allonger d'une année, le temps de parvenir à un dénouement plus développé, sans étirer inutilement l'intrigue et en soutenant son succès.

### Attribution des rôles
La plupart des acteurs et des actrices choisis pour jouer dans Downton Abbey ne sont pas des célébrités du cinéma ou de la télévision. Une exception notable est Maggie Smith qui, avant d'incarner la comtesse douairière lady Violet Grantham, était déjà connue en tant qu'actrice shakespearienne, ayant notamment incarné la duchesse de York dans une adaptation cinématographique de Richard III réalisée par Richard Loncraine en 1995.

### Budget
Série historique, Downton Abbey nécessite un budget important, difficile à réunir par une production britannique. Le producteur Gareth Neame opte alors pour une co-production associant la société de production britannique Carnival Films et la série Masterpiece, qui vise à diffuser des séries britanniques par le réseau de télévision américain PBS ; une telle association entre studios britanniques et groupes télévisuels américains est de plus en plus pratiquée au cours des années suivantes afin de permettre à des productions télévisuelles britanniques de rivaliser avec les séries américaines aux budgets de plus en plus astronomiques. Le groupe ITV se montre tout de suite très intéressé par le projet, ce qui facilite notablement le financement de la série.
Pendant les deux premières saisons, le budget moyen d'un épisode de Downton Abbey s'élève à un peu plus d'un million de livres britanniques. C'est un budget très élevé pour une série britannique, inférieur de moitié à celui d'une série américaine de la même période comme Mad Men. Afin d'optimiser les contraintes budgétaires, Downton Abbey réutilise notamment certains costumes auparavant employés pour des films de cinéma américains : par exemple, une robe rouge portée par Michelle Dockery (lady Mary Crawley) a déjà été portée par Catherine Zeta-Jones dans le thriller Au-delà de l'illusion en 2007.
Au printemps 2012, le gouvernement britannique envisage des réductions d'impôts pour encourager les séries télévisées britanniques à choisir leurs lieux de tournage au Royaume-Uni plutôt que de filmer à l'étranger, souvent pour des raisons budgétaires. Des séries comme Downton Abbey (filmée au Royaume-Uni) bénéficieraient de ces réductions d'impôts conçues selon le modèle de ce qui existe déjà pour les tournages de films au Royaume-Uni.

### Lieux de tournage et décors

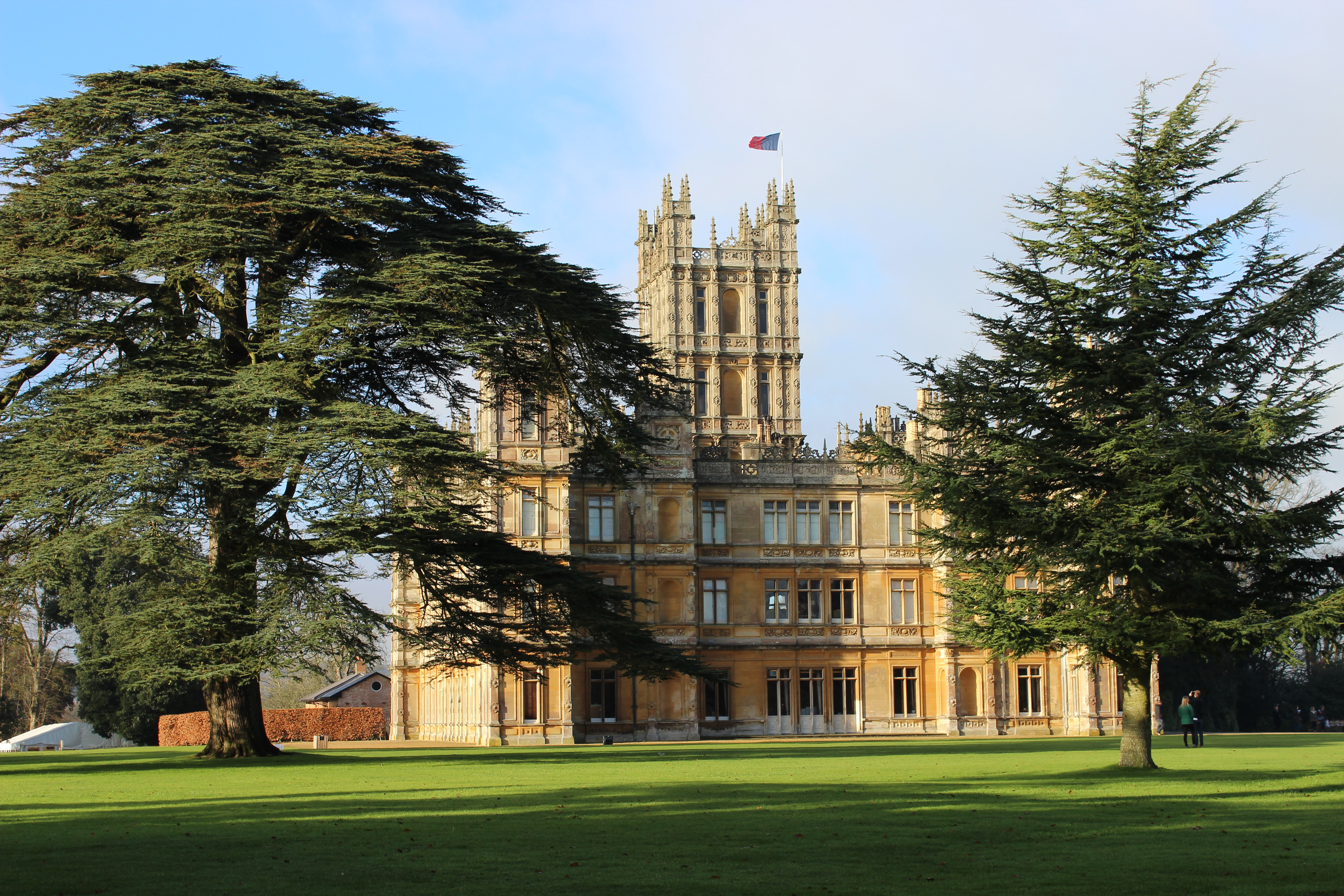
Le château de Highclere représente Downton Abbey, la demeure des Crawley.

Le château de Highclere, dans le Hampshire est utilisé pour figurer Downton Abbey. Highclere, dont le bâtiment actuel a été érigé dans les années 1830 selon des plans conçus par l'architecte Charles Barry dans un style néo-gothique, est à ce moment la résidence de Geordie Herbert, huitième comte de Carnarvon et de sa famille, dont Julian Fellowes est un ami. L'équipe de la série passe six mois à visiter de nombreuses demeures anglaises dans diverses régions à la recherche du lieu convenable pour tourner la série ; Julian Fellowes insiste en faveur de Highclere, en arguant que c'est un monument architectural important et que l'endroit est représentatif de la confiance en elle-même qu'avait l'aristocratie britannique dans les années 1910. La comtesse de Carnarvon, propriétaire du château de Highclere et amie de Fellowes, indique que ce dernier a écrit la série avec Highclere en tête, car c'est une demeure qu'il connaissait bien.
Les scènes d'extérieur montrant la demeure des Crawley sont tournées à Highclere, de même que la majorité des scènes d'intérieur situées dans les appartements des maîtres. Le choix du château de Highclere permet d'utiliser de nombreuses pièces comme décors sans grands changements, car les intérieurs sont encore proches de ce qu'ils étaient dans les années 1920. Quelques accessoires sont ajoutés, notamment des palmiers en pots, très à la mode à la fin des années 1910.
Les scènes d'intérieur montrant l'office, les cuisines et les locaux et domestiques sont tournées dans les studios Ealing à Londres. En effet, les pièces destinées aux domestiques, au château de Highclere, n'existent plus. Les décors des locaux destinés aux domestiques ont été reconstitués d'après un travail de repérage et de documentation dans plusieurs châteaux anglais, notamment celui d'Harewood House, à Leeds. Les couleurs des murs sont modifiées afin d'être plus monochromes, pour accentuer la différence avec les étages des maîtres. Selon le chef décorateur de la série, Donal Woods, les décorateurs ont visité une quarantaine de demeures anglaises pour se documenter sur l'apparence des cuisines de l'époque afin d'élaborer les décors. Le fourneau en fonte (qui fonctionnait au charbon) a été fabriqué en prenant pour modèle le fourneau d'une maison située à Leeds. Il est pourvu de plaques amovibles permettant d'approcher les caméras des acteurs. Woods a également fait acheter, en ligne, des ustensiles anciens, moules en cuivre, bols, mixeurs, machines à émincer et des éviers à revêtement en pierre. Il estime qu'environ 60 à 70 % de l'équipement de l'office est d'époque. Parmi les accessoires figurent aussi un tableau mural pourvu de rabats qui se replient pour permettre de vérifier quel type de ressource commence à s'épuiser et doit être bientôt réapprovisionné. Les cuisinières de la série utilisent parfois des briques de Bath (commercialisées à Bridgwater à l'époque) qui étaient des ancêtres des éponges à récurer.

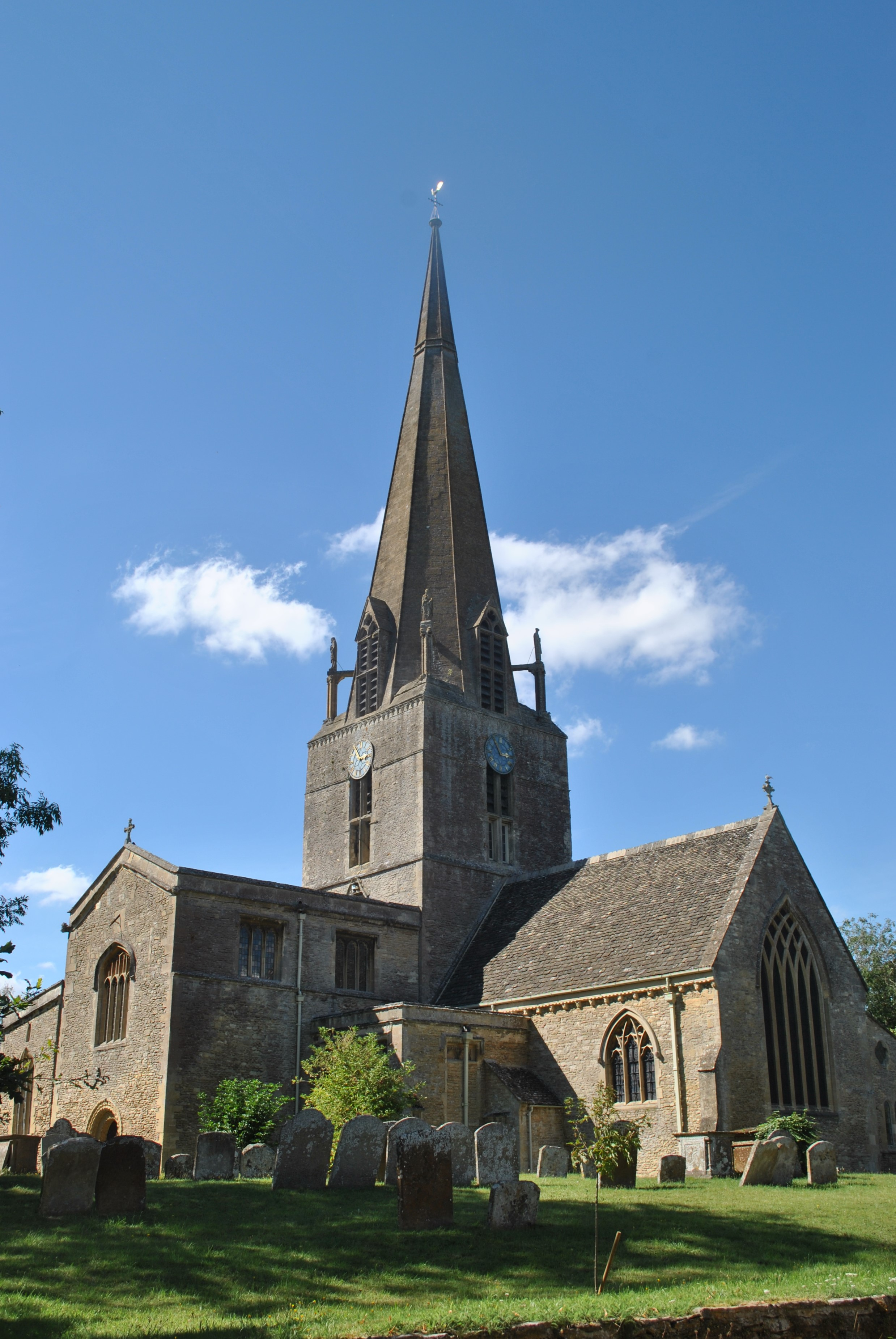
L'église St Mary à Bampton fournit le décor de plusieurs scènes de mariages et d'enterrements.

Le village de Downton n'est pas situé avec précision dans les dialogues de la série. Les allusions variées des personnages ont conduit la presse anglaise à le situer à peu près dans le Yorkshire du Nord : les domestiques parlent d'aller à l'église à Easingwold, Mathew Crawley évoque la possibilité de s'associer avec un cabinet d'avocats à Ripon. Downton a ainsi été situé dans un triangle formé par Ripon, Thirsk et Easingwold. Les scènes qui se déroulent dans le village de Downton ont été tournées majoritairement à Bampton, un village situé plus au sud-ouest, dans l'Oxfordshire. La maison d'Isobel Crawley y est représentée par Churchgate House, l'ancien presbytère de Bampton. Les scènes situées dans l'hôpital de Downton ont été tournées dans l'ancienne Grammar School, qui abrite dans la réalité la Bampton Community Archive. L'église St Michael and All Angels du village de Downton, lieu de plusieurs mariages, enterrements et baptêmes au fil de la série, est figurée par une église de Bampton, St Mary’s Church. Les scènes situées sur la foire de Downton et dans les pubs anglais fictionnels « The Grantham Arms » et « The Dog & Duck » ont été tournées à Church View, toujours à Bampton. La bibliothèque de Bampton a aussi été utilisée régulièrement pour la série. La gare de Downton, quant à elle, a eu pour lieu de tournage Horsted Keynes Station, située dans le Sussex.
La maison de lady Violet, la comtesse douairière de Grantham, a été filmée à Byfleet Manor, dans le Surrey.
Les scènes situées à la Ferme de l'If (Yew Tree Farm), où travaillent M. Drewe puis M. Mason, ont été tournées au village de Cogges, dans l'Oxfordshire, où se trouvent un manoir du XIIIe siècle et une ferme ancienne. L'endroit joue un rôle important dans les intrigues de la saison 5 impliquant lady Edith Crawley.
Les scènes de la série qui se déroulent à Londres sont tournées dans plusieurs endroits. La résidence de Grantham House, pied à terre de la famille à Londres, a été représentée par des intérieurs filmés à Basildon Park, dans le Berkshire. Pour l'appartement de la tante Rosamund à Londres, situé dans la série au 35 Belgrave Square, les scènes ont été tournées à West Wycombe Park, dans le Buckinghamshire. Une scène impliquant Rose et située dans la série au palais royal de Buckingham a en réalité été tournée à Lancaster House, dans le quartier de St. James's, à Londres.
Plusieurs châteaux ont également servi de lieux de tournage pour des épisodes au cours desquels la famille est invitée par des parents ou des amis de la haute aristocratie britannique. Duneagle Castle, le château écossais où vivent lord et lady Flincher, les cousins des Grantham, montrés dans l'épisode de Noël paru en 2012, est représenté par un château écossais, le château d'Inveraray, résidence du duc d'Argyll. La résidence de Lord Sinderby, Brancaster Castle, vue dans les épisodes de Noël parus en 2014 et en 2015, où a lieu une importante partie de chasse à laquelle sont invités les Crawley, a été filmée au château d'Alnwick, dans le Northumberland,, célèbre pour avoir déjà servi comme décor de Poudlard dans les films Harry Potter.
Les scènes de la saison 2 montrant les champs de bataille de la Première Guerre mondiale sont tournées aux studios d'Ackenham, près d'Ipswich, dans le Suffolk, où se trouvent des reconstitutions de champs de bataille et de tranchées destinées aux tournages de films historiques. Les scènes de course automobile de la saison 6 sont tournées dans le Surrey, sur l'ancien circuit automobile de Brooklands, construit en 1906. Plusieurs scènes ayant lieu à bord de trains sont tournées au North Yorkshire Moors Railway, un ensemble de trains anciens datant d'entre 1930 et 1950 et régulièrement utilisés comme décors pour des films, téléfilms et séries historiques.

### Costumes et maquillages

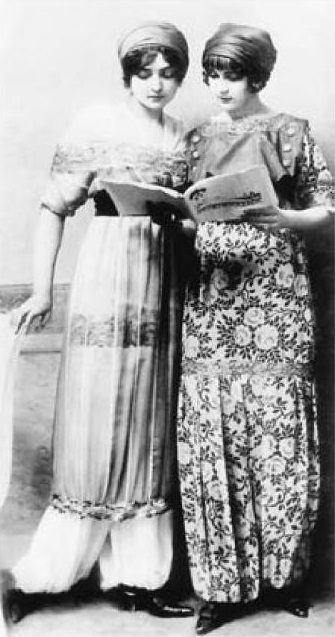
Photographie de 1911 montrant deux femmes portant des tenues conçues par le couturier français Paul Poiret. Le "pantalon de harem" inspire une tenue de lady Sybil dans la série.

Downton Abbey réclame un grand nombre de costumes différents en raison du mode de vie de ses personnages aristocrates, qui changent très souvent de toilette. À eux seuls, les cinq personnages principaux féminins ont nécessité 1 280 costumes sur l'ensemble de la série. En raison des contraintes budgétaires de la série, la majorité des costumes utilisés pour Downton Abbey n'est pas créée pour l'occasion mais louée à des firmes de location de costumes, notamment à la firme Angels pour les robes portées par les actrices principales. La costumière Susannah Buxton indique lors d'une interview que seul un tiers des costumes vus dans la série est neuf, car les créer tous « aurait coûté une fortune, bien plus que le budget dont nous disposions ». Cependant, les costumes portés par les maîtres (« upstairs ») font l'objet de davantage de dépenses car 60 % d'entre eux environ sont créés pour l'occasion,. D'autres costumes et accessoires vestimentaires sont achetés d'occasion sur des brocantes ou des marchés aux puces, notamment à Londres et Paris et en Écosse, puis le plus souvent décousus et reconstruits selon les besoins des costumières. Chaque vêtement d'époque de ce genre étant une pièce unique, les costumières doivent parfois les acheter avant de savoir exactement quand elles les utiliseront. Une robe des années 1920 achetée de cette façon peut coûter jusqu'à 1 000 livres britanniques et doit ensuite être réassemblée pendant plusieurs jours par les costumières de la série. Les robes les plus longues à préparer sont celles de la comtesse douairière Lady Violet, qui comportent des ornements très élaborés courant sur plusieurs épaisseurs de tissu. Les costumes sont confectionnés en suivant des contraintes liées au personnage et au scénario : lady Mary, par exemple, s'habille en suivant de près la mode de son époque. Ils sont aussi ajustés de l'intérieur, en particulier les dessous, afin d'offrir un confort moderne aux acteurs et actrices.
Les costumières de la série s'inspirent des créations de la haute couture des années 1910-1920. Le « pantalon de harem » porté par lady Sybil dans un épisode de la première saison de la série, et qui scandalise sa grand-mère, s'inspire des créations du couturier français Paul Poiret qui a beaucoup fait pour renouveler la mode féminine dans les années 1910-1920. Les costumes de la série s'inspirent aussi d'autres couturiers et couturières de l'époque, principalement Jeanne Lanvin et Coco Chanel, et plus occasionnellement de Miu Miu (marque de Prada) ou de Stella McCartney.
Le recours au maquillage pose un problème d'exactitude historique, car la plupart des femmes de l'époque n'en utilisaient pas, mais il n'est pas possible de s'en passer pour la série. La maquilleuse Ann Oldham décide d'employer une base de maquillage Armani ou Chanel, dont le rendu est translucide mais confère à la peau la luminosité nécessaire aux caméras pour le tournage. L'équipe de maquillage ajoute ponctuellement des touches de fard et de rouge à lèvres. Pour le personnage du majordome Carson, l'acteur Jim Carter est coiffé avec de la brillantine dans les premiers temps, mais le produit s'avère peu pratique à la longue. Pour la saison 2, le département du maquillage se charge de fabriquer des prothèses de moignons et des maquillages de fausses blessures pour les soldats blessés de la Première Guerre mondiale qui arrivent à Downton.

### Documentation et consultant historique

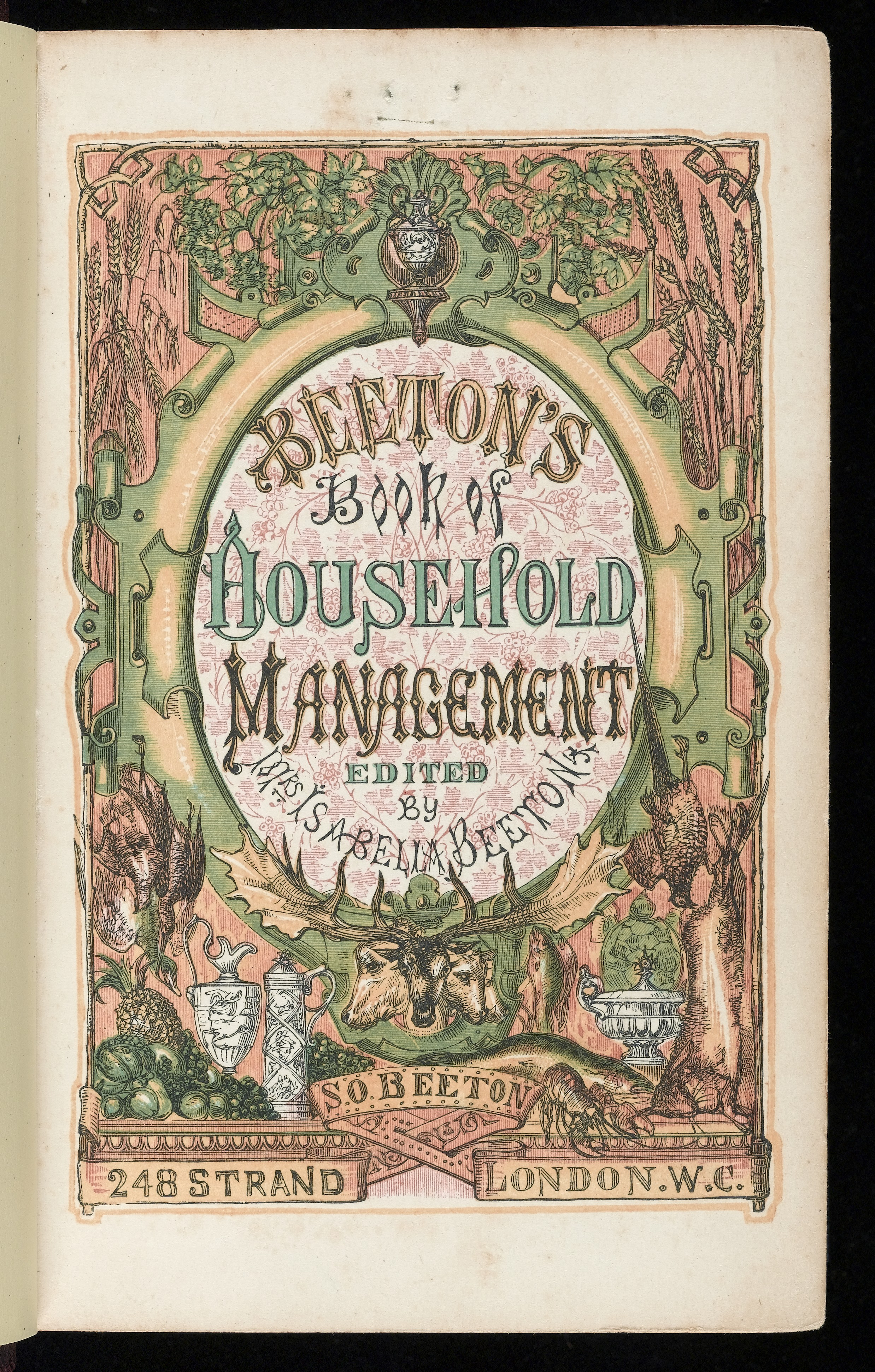
Couverture de Mrs Beeton's Book of Household Management, un guide pour les maîtresses de maison de l'Angleterre victorienne.

Julian Fellowes souhaite reconstituer l'époque de la série (les années 1910-1920) de son mieux, en s'appuyant sur sa connaissance approfondie du sujet. Cependant, pour plus de sûreté, il engage un expert en étiquette et en manières, Alastair Bruce, comme consultant historique sur le tournage. Bruce indique en interview que son rôle consiste à « guider l'équipe de production et en particulier le réalisateur pendant qu'ils donnent vie aux mots de Julian Fellowes. Cela implique d'adopter le bon comportement social et aussi de donner aux acteurs un sentiment de confiance pendant qu'ils incarnent leur personnage ». Il se prononce ainsi sur de nombreux points de détail concernant les rapports entre les classes sociales et les manières propres à chacune. Par exemple, il est hors de question que la femme du comte serre la main d'un nouveau majordome. Les femmes de l'époque ne doivent pas croiser les jambes, d'autant que les jupes courtes n'existent pas encore. Il intervient sur des sujets tels que la disposition des couverts, les manières de table ou le port de gants, et vérifie aussi le maintien des acteurs et la prononciation des mots. Il fournit également des conseils sur l'état d'esprit des personnages lorsque dans la saison 4 l'une des domestiques se fait violer. Les réactions des personnages, notamment de la victime qui est incapable d'aller parler à la police, reflètent le tabou et la honte qui pesaient à l'époque sur les victimes de viols : la révélation du crime jetait l'opprobre sur leur maison et elles pouvaient perdre métier et mari si elles prenaient la parole.
Le langage employé dans la série fait l'objet d'un compromis entre un effort de documentation et des anachronismes mesurés. Le producteur de la série, Gareth Neame, indique avoir opté avec les autres concepteurs pour un « juste milieu » afin que le propos « sonne vrai » mais permette aussi aux personnages de parler « un peu comme nous », afin de permettre l'identification des spectateurs,. Il estime qu'utiliser invariablement un langage conforme à ce qu'il était à l'époque eût été « impossible à jouer » et « très, très pénible à écouter »,. Les dialogues de la série emploient donc parfois des mots ou expressions actuels, ou bien un peu anciens mais qui ne remontent pas jusqu'aux années 1910-1920. Parmi les anachronismes lexicaux figurent l'emploi du mot pregnant par Anna Bates pour parler de grossesse et celui du terme quid par lady Mary pour évoquer l'argent. Parmi les mots anciens, mais pas au point de remonter jusqu'aux années 1910-1920, figure par exemple une expression employée par Thomas Barrow : « Get knotted ! » (signifiant « Allez en Enfer ! ») qui remonte aux années 1940.
Les accessoiristes recourent également à une documentation historique détaillée dans la préparation des plateaux de tournage. La styliste culinaire Lisa Heathcote travaille sur les plats servis au cours des épisodes en s'aidant de livres de recettes du XIXe siècle comme le célèbre Mrs Beeton's Book of Household Management, un guide destiné aux maîtresses de maison de l'Angleterre victorienne paru en 1863 et qui contient toutes sortes de renseignements allant de la façon de diriger les domestiques plus ou moins haut placés jusqu'à la bonne disposition des mets sur un plat. Comme de nombreuses scènes de la série montrent des personnages en train de manger, les plats doivent avoir l'air authentiques et frais, ce qui conduit les accessoiristes spécialisés dans la cuisine à cuisiner des dizaines de plats pour le tournage d'une seule scène, car après des dizaines de prises les mets n'ont plus un aspect très appétissant. La nourriture utilisée est cependant authentique en général, hormis quelques exceptions, comme les plats de poisson et de fruits de mer, que Lisa Heathcote reconstitue à l'aide de poulet et d'autres ingrédients afin d'éviter les problèmes posés par l'usure et les mauvaises odeurs de ces accessoires après plusieurs prises.
En dépit de ce recours à une documentation abondante, Julian Fellowes admet volontiers avoir quelque peu idéalisé les réalités de l'époque à laquelle se déroule la série. Cité dans un article de Télérama en 2013, il remarque : « Vivre cette époque assis devant sa télé est bien plus plaisant que d'en supporter la réalité. Vous n'avez pas à vous lever à 5 heures du matin pour récurer le four, ni même à changer cinq fois de robe chaque jour. »

### Musique
La musique de Downton Abbey, notamment son générique de début, est composée par le compositeur écossais John Lunn. Lunn a indiqué avoir été influencé par des compositeurs classiques tels que Jean-Sébastien Bach, Béla Bartók ou Igor Stravinsky, mais il dit apprécier également beaucoup les groupes de musique électronique comme Radiohead ou encore la musique funk des années 1960 comme James Brown et Sly and the Family Stone. Pour composer la bande originale de la série, Lunn s'est documenté sur les compositions des années 1910, mais a rencontré des difficultés car les musiques de l'époque reposaient sur des partitions excessivement recherchées et complexes. Il a finalement opté pour une mélodie beaucoup plus simple dans son principe, tout en conservant l'inspiration historique de la période pour l'orchestration elle-même. Il compose 30 secondes de musique en s'inspirant du début du premier épisode, sans savoir que ce morceau deviendra finalement le générique de toute la série. Ce morceau résume et annonce les principaux thèmes de la série, tous introduits dans le premier épisode : le rythme répétitif de la musique évoque la vitesse et l'énergie d'un train, un solo de piano plaintif évoquant l'anxiété du valet Bates qui ignore ce qui l'attend au cours de son travail à Downton Abbey et des notes tragiques qui donnent l'idée d'un passage irrévocable du temps avec les incertitudes qu'il apporte, notamment le naufrage du Titanic. La musique du générique étant une composante importante de sa personnalité, il était primordial qu'elle soit immédiatement reconnaissable.
La musique du reste de la série accompagne et souligne les émotions des péripéties du scénario, qui tournent principalement autour des relations entre les personnages. Lunn compose plusieurs thèmes consacrés à la maison, qu'il considère comme un personnage de la série à part entière, ainsi que plusieurs thèmes consacrés aux personnages et à leurs relations. Il a indiqué en interview, : « Ce n'est pas Pierre et le Loup, mais c'est bel et bien utile pour définir la place des personnages dans le drame. » Il existe ainsi un thème pour Anna et John Bates qui, inventé pour l'épisode 1, les accompagne avec diverses variations pendant toute la série. Certains thèmes liés à Matthew jusqu'à la saison 3 disparaissent en même temps que le personnage mais sont amenés à réapparaître ponctuellement dans les scènes impliquant Mary afin d'indiquer son état d'esprit pendant son deuil dans la saison 4.
John Lunn travaille avec le créateur de la série, Julian Fellowes, et avec son producteur, Gareth Neame. Il visionne les images de la série avant de composer la musique. La série dispose de moyens importants consacrés à la musique : chaque épisode a droit à sa propre séance d'enregistrement avec un orchestre symphonique. Chaque saison et chaque épisode réclament de nouvelles idées musicales pour accompagner la narration. Chaque épisode comprend deux ou trois moments où la musique peut prendre le pas sur les dialogues et s'imposer aux côtés de l'image au premier plan de la narration, ce dont le compositeur tâche de tirer tout le parti possible. Lunn ressent le succès de la série comme ayant généré des attentes et des exigences plus élevées.
Les scènes de départ et de séparation ont souvent pour thème la musique d'une chanson traditionnelle britannique célèbre, Auld Lang Syne (ce n'est qu'un au revoir). Lors du tout dernier épisode, à la fin de la sixième saison, cette chanson est entonnée par plusieurs personnages de la série.

### Fiche technique
- Titre : Downton Abbey
- Création : Julian Fellowes
- Réalisation : collectif, principalement Brian Percival (6 épisodes, 2010-2012), David Evans (6 épisodes, 2012-2015), Philip John (6 épisodes, 2013-2015), Andy Goddard (5 épisodes, 2011-2012), Catherine Morshead (5 épisodes, 2013-2014), Minkie Spiro (5 épisodes, 2014-2015), Brian Kelly (4 épisodes, 2010-2011), Michael Engler (4 épisodes, 2014-2015)[51]
- Scénario : Julian Fellowes avec la collaboration de Tina Pepler (1 épisode en 2010 et de Shelagh Stephenson (1 épisode en 2010)[51]
- Direction artistique : collective, principalement Mark Kebby (19 épisodes, 2010-2012), Chantelle Valentine (15 épisodes, 2013-2015), Charmian Adams (8 épisodes, 2010-2012)[51]
- Décors : Gina Cromwell, Judy Farr, Linda Wilson[51]
- Costumes : Susannah Buxton, Rosalind Ebbutt, Caroline McCall, Anna Robbins[51]
- Photographie : plusieurs directeurs, principalement Nigel Willoughby (22 épisodes, 2011-2014), Graham Frake (10 épisodes, 2013-2015), Gavin Struthers (6 épisodes, 2011), David Katznelson (5 épisodes, 2010), David Marsh (4 épisodes, 2010-2011)[51]
- Montage : collectif, principalement John Wilson (13 épisodes, 2010-2012), Al Morrow (19 épisodes, 2012-2015), Paul Garrick (8 épisodes, 2013-2015))[51]
- Casting : Jill Trevellick, Daniel Hubbard[51]
- Musique : John Lunn
- Production exécutive : Gareth Neame, Julian Fellowes, Rebecca Eaton, Liz Trubridge, Nigel Marchant[51]
- Sociétés de production : Carnival Films et Masterpiece
- Sociétés de distribution : ITV1, VisionTV, Public Broadcasting Service
- Budget : environ 1 million de livres sterling par épisode (saisons 1 et 2)[21]
- Pays d'origine :  Royaume-Uni
- Langue originale : anglais britannique
- Format : couleur - 1.78 : 1 - ProRes 4.4.4 1080p x 25 - son Dolby Digital[51].
- Genre : série dramatique historique (period drama) et soap opera
- Nombre de saisons : 6
- Nombre d'épisodes : 52
- Durée : en moyenne 50 minutes (66 minutes : Season Premieres et Finals ; 92 minutes : Christmas specials)
- Dates de première diffusion :
  - Royaume-Uni : du 26 septembre 2010 au 25 décembre 2015
  - Suisse : à partir d'octobre 2011
  - France : à partir du 10 décembre 2011
  - Québec : à partir du 12 janvier 2013
  - Belgique : à partir du 5 avril 2014

### Diffusion internationale

Logo de la chaîne de télévision britannique ITV1 au moment du lancement de la série en 2010.

Downton Abbey a été diffusée du 26 septembre 2010 au 25 décembre 2015 sur ITV1 au Royaume-Uni et en Irlande, ainsi qu'au Canada sur VisionTV. Aux États-Unis, la série a été diffusée à partir du 9 janvier 2011 sur le réseau PBS dans le cadre de la série Masterpiece, qui présente des programmes britanniques au public américain.
En Suisse, la série a été diffusée à partir d'octobre 2011 sur la chaîne TSR1. En France, Downton Abbey a été diffusée en version multilingue à partir de 10 décembre 2011 sur TMC avant d'être rediffusée à partir du 5 mars 2013 sur TV Breizh puis à partir du 13 avril 2013 sur HD1. La série a également été diffusée au Québec depuis le 12 janvier 2013 à la Télévision de Radio-Canada. Elle a été diffusée en Belgique depuis le 5 avril 2014 sur RTL-TVi et dès le 25 décembre 2014 sur Club RTL où elle a été ensuite rediffusée entre octobre 2016 et février 2017. Cette série est également diffusée sur la chaîne privée réunionnaise Antenne Réunion .
En septembre 2011, Downton Abbey est vendue à 200 pays dans le monde pour des diffusions télévisées. Entre le début de sa diffusion en 2010 et la fin de la sixième et dernière saison en 2015, la série est vendue dans plus de 220 pays dans le monde. Elle rencontre un succès d'audimat non seulement au Royaume-Uni et aux États-Unis mais aussi en Suède, en Russie, en Corée du Sud, au Proche-Orient et dans de nombreux autres pays, à la surprise de ses créateurs ; selon des statistiques avancées par le groupe télévisuel NBC, elle était devenue en 2013 la série la plus regardée au Danemark, la plus programmée aux Pays-Bas et l'une des plus regardées à Singapour et au Brésil. À la fin de sa dernière saison, Downton Abbey est l'une des séries britanniques qui connaît le plus de succès à l'étranger avec la série de science-fiction Doctor Who et l'émission de sport automobile Top Gear.
Downton Abbey a également été diffusée sur plusieurs plate-formes de vidéo à la demande. Elle est diffusée sur Netflix en France à partir de juillet 2017. Le service de vidéo à la demande d'Amazon, Amazon Video, a obtenu en 2014 un contrat d'exclusivité pour la diffusion en ligne de la série aux États-Unis.
La diffusion de la série hors du Royaume-Uni a nécessité un travail spécifique. Des acteurs et actrices de doublage ont été engagés pour doubler les dialogues dans les langues principales des pays non anglophones concernés. Mais des adaptations des épisodes eux-mêmes ont parfois été faites. Les spectateurs américains regardant la série sur PBS voient ainsi des épisodes très légèrement différents des spectateurs britanniques à cause de la nécessité d'adapter les épisodes aux plages horaires prévues pour leur diffusion dans le cadre de la série de PBS Masterpiece, qui intervient quatre mois après la diffusion au Royaume-Uni,,. Dans d'autres pays, des épisodes ont été découpés et réassemblés afin de changer le nombre d'épisodes par saison pour correspondre aux habitudes du public local (par exemple pour passer de neuf à six épisodes par saison). Le producteur Gareth Neame reconnaît que cette pratique est « un peu la pagaille » mais déclare, : « Vous devez vous rendre compte que c'est du commerce, et l'accepter ».

## Épisodes

### Première saison (2010)
Le premier épisode, en avril 1912, s'ouvre sur un évènement : la famille apprend par la presse le naufrage du Titanic et que deux membres de la lignée Grantham, James Crawlay et son fils Patrick ont péri.
Par le passé, Robert, comte de Grantham et propriétaire du château de Downton Abbey, a résolu ses difficultés financières en épousant une riche Américaine, Cora Levinson. Sa dot considérable est liée à l'entail du château à perpétuité. Le couple a trois filles mais aucun fils ; les héritiers des titres et des biens sont James et Patrick Crawley. Lady Mary Crawley, leur fille aînée, devait épouser son cousin au deuxième degré, Patrick, suivant les désirs de ses parents, ce qui leur permettaiit de ne pas perdre Downton.  Le nouvel héritier est donc un cousin au 2e degré de James, Matthew Crawley, issu d'une famille de classe moyenne aisée et avocat. Son père est mort et il vit seul avec sa mère, Isobel Crawley. La première saison est centrée sur la relation entre Mary et Matthew, qui ne découvre pas sans réticence le mode de vie aristocratique de Downton Abbey.
Du côté des domestiques, un nouveau valet, John Bates, rejoint le château lors du premier épisode. Bates a sauvé la vie du comte lors de la guerre des Boers et a été blessé à la jambe. Le comte reconnaissant l'engage en dépit de ce handicap. Bates remplace Thomas Barrow en tant que valet du comte, ce que Thomas n'apprécie pas. Il complote pour évincer Bates, dont le passé est trouble : il a été emprisonné pour vol et libéré récemment. Thomas a son propre secret : il est homosexuel. Sa seule alliée parmi les domestiques est Sarah O'Brien, et tous deux aiment créer des ennuis à leurs collègues afin de servir leurs propres ambitions. Thomas est finalement pris en flagrant délit de vol ; il présente sa démission après avoir trouvé un emploi dans le Royal Army Medical Corps.
Du côté des maîtres, Mary a une brève liaison d'un soir avec un diplomate turc de passage à Downton, Kemal Pamuk, qui meurt malencontreusement d'un arrêt cardiaque dans son lit. Mary, aidée de sa mère Cora et de Anna, la femme de ménage en chef, emporte le corps dans la chambre où il est censé se trouver, pour éviter le scandale. Au fil du temps, Matthew tombe amoureux de Mary, qui rejette sa demande en mariage. Cora, enceinte, fait une fausse couche à la suite d'une malveillance d'O'Brien qui, ayant cru qu'elle serait congédiée, a laissé du savon sur le sol de la salle de bain. O'Brien a l'imprudence de confier ce secret à Barrow. Le bébé était un garçon. La saison se termine au moment de la déclaration de guerre de 1914, peu après l'installation d'un téléphone à Downton Abbey,.
1. Question de succession (Episode One)
2. Le Nouvel Héritier (Episode Two)
3. Le Diplomate turc (Episode Three)
4. Entre ambitions et jalousies (Episode Four)
5. La Rumeur se propage (Episode Five)
6. Secrets dévoilés (Episode Six)
7. La Famille Grantham s'agrandit (Episode Seven)

### Deuxième saison (2011)

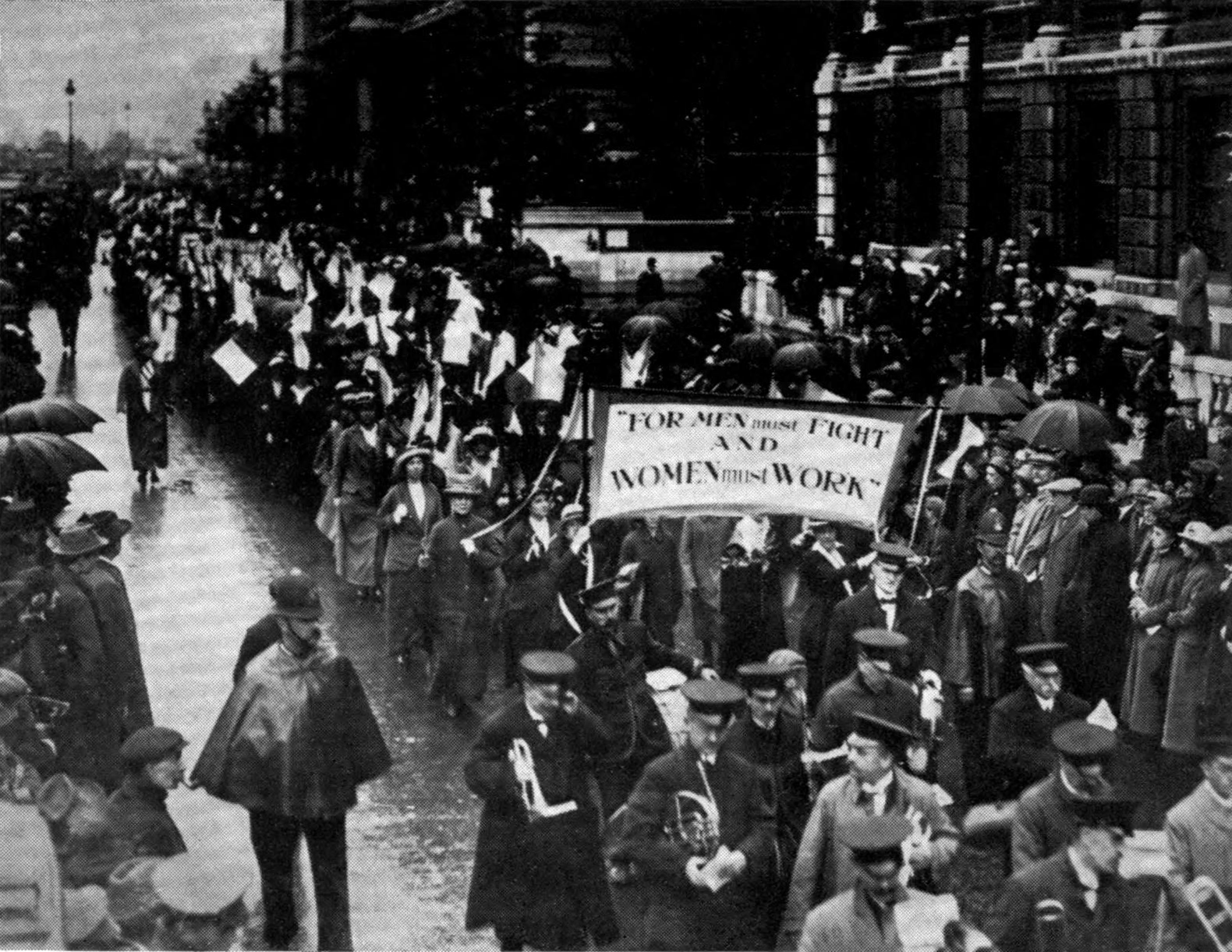
« Mrs Pankhurst's Greatest Parade », manifestation qui rassemble 40000 suffragettes à Londres en 1911.

L'intrigue de la saison 2 commence pendant la Première Guerre mondiale au moment de la bataille de la Somme et se termine pendant l'épidémie de grippe de 1918 (dite « grippe espagnole »).
Matthew se fiance à Lavinia Swire, une fille d'avocat richissime, et rejoint l'armée britannique avec le rang d'officier. William Mason, le second valet de pied, obtient finalement la permission de son père nécessaire pour s'engager dans l'armée et devient l'ordonnance de Matthew. Par malheur, tous deux sont blessés par l'explosion d'une bombe. William meurt de ses blessures à Downton après s'être marié sur son lit de mort à Daisy, l'une des filles de cuisine. Daisy était réticente car elle n'avait que de l'amitié pour William ; Mrs Patmore, la cuisinière de Downton, l'a convaincue d'accepter sa demande afin de rendre ses derniers moments plus heureux. Matthew se remet peu à peu, restant un temps paralysé des jambes.
Lady Mary Crawley admet enfin ses sentiments pour Matthew, tout en se fiançant à Sir Richard Carlisle, un magnat de la presse sans scrupule. Leur relation est orageuse. Carlisle lui fait la faveur de supprimer un article concernant une indiscrétion sur la mort de Kemal Pamuk dans son lit qui l'aurait mise au cœur d'un scandale. Lady Sybil s'implique dans la lutte des suffragettes. La femme de Bates, Vera, cause plusieurs fois des ennuis à John Bates et à Anna, désormais fiancés. Elle menace de dévoiler un secret de la famille Crawley. Quand Mrs Bates meurt mystérieusement, John est fortement soupçonné de l'avoir assassinée : il est arrêté et emprisonné, après avoir épousé Anna.
Matthew et Mary se rendent compte qu'ils sont amoureux l'un de l'autre. Matthew, en homme d'honneur, reste fidèle à Lavinia. Il ignore que Lavinia les a entendus se déclarer leur amour et qu'elle en a été mortifiée. L'épidémie de grippe espagnole arrive jusqu'à Downton Abbey. Cora Crawley tombe sérieusement malade, puis guérit. Lavinia, également frappée, est emportée par la maladie. L'ancien valet Thomas Barrow apporte son aide aux domestiques pendant l'épidémie, ce qui lui vaut d'être réembauché ensuite. Mary et Matthew sont réunis. Bates est déclaré coupable de meurtre et condamné à mort.
La plus jeune fille des Crawley, Sybil, qui déteste son train de vie aristocratique, tombe amoureuse de Tom Branson, leur chauffeur irlandais, aux convictions socialistes affirmées. Cette idylle déplaît fortement à son père et cause de nombreuses tensions au sein de la famille. Tom et Sybil s'enfuient en Irlande après avoir finalement reçu la bénédiction réticente de Robert Crawley.
Esther Parks, une femme de chambre embauchée depuis peu, noue une liaison avec l'un des officiers soignés à Downton, le major Bryant. Mrs Hugues les surprend au lit et renvoie Esther.
Apprenant que cette dernière est enceinte, prise de compassion, elle l'aide. Esther accouche d'un garçon qu'elle nomme Charlie, le prénom de son père, lequel refuse de reconnaître l'enfant, malgré la démarche de Mrs Hugues. L'enfant est confié aux parents du major décédé.
1. La Fiancée de Matthew (Episode One)
2. L'Entraide (Episode Two)
3. La Maison des intrigues (Episode Three)
4. Portés disparus (Episode Four)
5. Le Poids du secret (Episode Five)
6. Retour à Downton (Episode Six)
7. Nouvelles Vies (Episode Seven)
8. Épidémie (Episode Eight)
9. L'Esprit de Noël (Christmas Special: Christmas at Downton Abbey)

### Troisième saison (2012)
Le 3 novembre 2011, ITV confirme la mise en chantier d'une saison 3. Le tournage commence en 2012, pour une diffusion à partir du 16 septembre 2012 sur ITV, le 6 janvier 2013 aux États-Unis sur PBS.

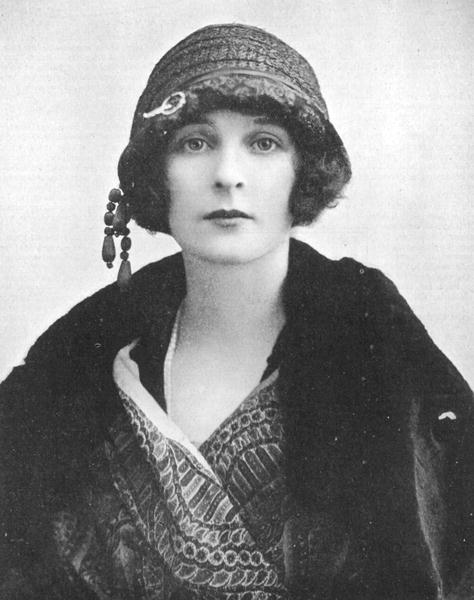
Photographie de la mondaine anglaise Freda Dudley Ward en 1919.

La troisième saison couvre les années 1920-1921.
Mary a finalement rompu ses fiançailles avec Richard Carlisle en dépit de sa tentative de chantage. Le premier épisode voit le mariage de Mary et de Matthew. Cet événement, qui devrait assurer l'avenir du domaine, est suivi de peu par une nouvelle inquiétante : Robert Crawley apprend que la plus grande partie de la fortune familiale (apportée par Cora) a été perdue à cause de son investissement malchanceux en bourse.
Pendant ce temps, Edith Crawley est tombée très amoureuse d'un aristocrate plus âgé qu'elle, Sir Anthony Strallen qui la demande en mariage. Robert décourage d'abord ce prétendant, puis consent devant l'insistance de sa fille. Sir Strallen, encore hésitant, est aussi mal considéré par Lady Violet à cause de la différence d'âge et d'un handicap du bras gauche. Juste devant l'autel et l'assistance, prenant en compte les remarques de la famille, Anthony renonce au mariage humiliant ainsi Edith.
Parmi les domestiques, Bates est toujours en prison et se protège des ruses malveillantes de son codétenu et d'un gardien véreux. Anna cherche les preuves de son innocence. Tom Branson, l'ancien chauffeur, et son épouse Lady Sibyl, reviennent à Downton précipitamment, car il est accusé à juste titre, de l'incendie de la demeure d'un aristocrate irlandais. Tom se dispute avec Robert en raison de leurs divergences politiques et ne trouve plus guère d'affection parmi les domestiques, jaloux de son ascension.
Pour oublier son mariage raté et s'occuper, Edith travaille comme journaliste en tenant une rubrique dans un journal londonien. Elle fait la connaissance du rédacteur en chef, Michael Gregson, très intéressé par ses articles et sa liberté de pensée. Elle en tombe amoureuse. Lui-même ne cache pas ses sentiments. Mais Edith découvre qu'il est marié et le lui reproche ; Gregson lui apprend que sa femme, atteinte d'une malade mentale est internée dans un asile. Dans ce cas, la loi britannique ne permet pas le divorce. 
Une solution possible aux problèmes financiers du domaine se présente lorsque Matthew apprend être l'héritier du père de Lavinia, son ancienne fiancée. Dans un premier temps, il refuse d'accepter cet héritage qui lui pose un dilemme moral. Après la découverte d'une lettre de Lavinia demandant à ce que la fortune de la famille lui revienne et, convaincu peu à peu par Mary, Matthew accepte et investit le montant de l'héritage dans Downton sauvant ainsi le domaine. Robert demande à Matthew, non pas d'investir simplement, mais de devenir son associé. Matthew a désormais son mot à dire dans la gestion du domaine.
Sibyl accouche d'une petite fille sous la surveillance d'un médecin réputé, Sir Philip Tapsell, appelé par Robert. Mais peu après, elle fait une crise d'éclampsie et en meurt, malgré les mises en garde du Dr Clarkson que Sir Philip Tapsell et Robert ont refusé d'écouter. Tom reste seul avec l'enfant, qu'il nomme Sybil, en souvenir de sa mère. Elle est baptisée suivant le rite catholique, souhait de son père et de sa mère, ce qui contrarie beaucoup Robert qui est anglican. Quelques temps après, Tom, suivant la suggestion de Lady Violet, devient le nouveau gestionnaire du domaine. Une bonne nouvelle allège un peu le deuil général : Anna ayant réussi à fournir des preuves de l'innocence de Bates, ce dernier, disculpé et libéré, rentre à Downton et redevient le valet de Robert. Parmi les domestiques, Thomas Barrow tombe amoureux d'un des valets, James (Jimmy), car Miss O'Brien lui a laissé croire que c'était réciproque. Thomas entre dans la chambre de Jimmy pendant qu'il dort et l'embrasse. Jimmy se réveille et repousse violemment Thomas avec comme témoin involontaire Alfred, un des valets, neveu de O'Brien. Les efforts conjoints de Mrs Hugues, de Mr Carson, de Mr Bates et de Miss O'Brien (contrainte et forcée par M. Bates qui a appris par Barow l'épisode de la savonnette) apaisent la situation. En prétextant un malentendu, Robert empêche l'arrestation de Barrow qui a été dénoncé par Alfred auprès de la police. L'affaire est enterrée.
La famille rend visite à Susan, marquise de Flintshire, la nièce de Lady Violet (fille de sa soeur Roberta), et à son mari « Shrimpie », qui résident en Écosse. Mary attend un enfant de Matthew. Le marquis confie à Robert que le domaine est en faillite et va être vendu, ce qui aide Robert à reconnaître que Downton a été sauvé par les efforts de modernisation entrepris par Matthew et par Tom, lesquels l'avaient d'abord laissé sceptique. Mary donne naissance à un fils, George, dans l'allégresse générale. Matthew, parti en voiture pour un simple trajet de routine, meurt brutalement dans un accident de la route,.
1. Mariage à Downton (Episode One)
2. Un dîner à l'américaine (Episode Two)
3. Au pied de l'autel (Episode Three)
4. Le Chemin de la perdition (Episode Four)
5. Quand le destin frappe (Episode Five)
6. L'Insoutenable Chagrin (Episode Six)
7. Une nouvelle ère (Episode Seven)
8. Secrets et Confidences (Episode Eight)
9. Un château en Écosse (Christmas Special: A Journey to the Highlands)

### Quatrième saison (2013)
Le 23 novembre 2012, ITV renouvelle la série pour une quatrième saison dont le premier épisode est programmé le 22 septembre 2013 sur ITV. Le tournage commence en février 2013 pour se terminer le 21 août de la même année.

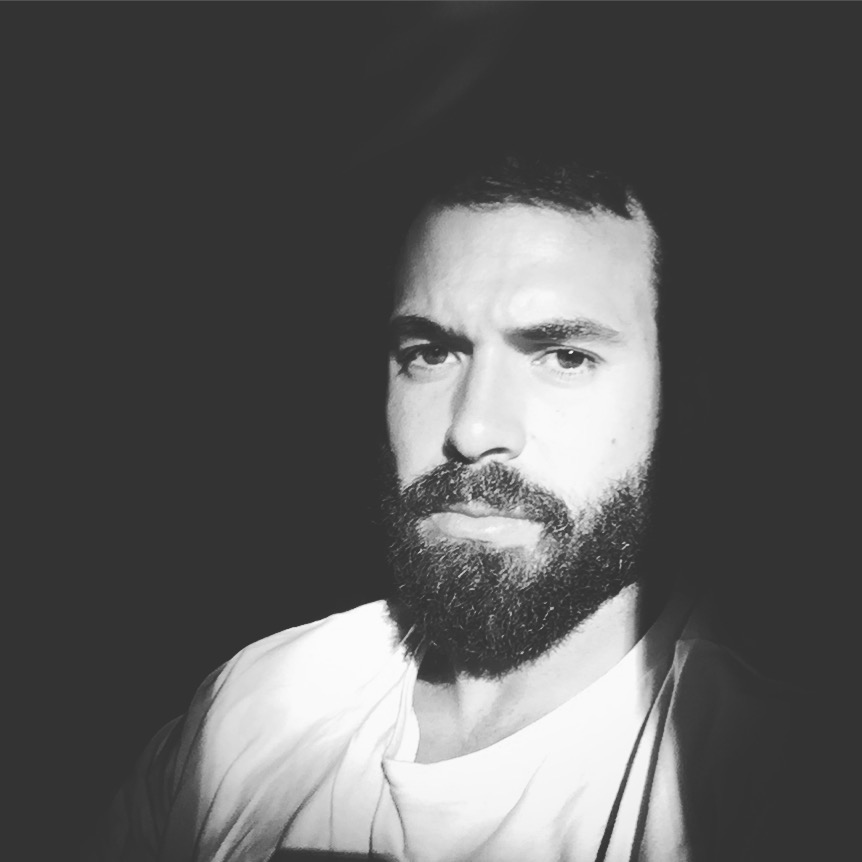
Tom Cullen interprète Lord Gillingham à partir de la saison 4.

L'intrigue de la saison 4 couvre les années 1922-1923. Miss O'Brien, la femme de chambre de Cora, a envie d'aventure et accepte l'offre de Lady Flintshire de devenir sa domestique pour un voyage en Inde. Cora réengage Edna Braithwaite, une jeune femme de chambre qui avait été congédiée après avoir tenté de nouer une liaison avec Tom. Or Edna conservant les mêmes sentiments, elle est congédiée définitivement, puis remplacée par Mrs Baxter, une connaissance de Thomas.
Lady Mary est terriblement affectée par la mort de Matthew. Le testament de Matthew fait d'elle son unique héritière et elle doit donc prendre en charge la gestion de la part du domaine qui appartenait à Matthew jusqu'à ce que leur fils, George, soit adulte. En dépit des réserves de Robert, avec les encouragements de Tom, Mary assume peu à peu un rôle plus actif dans l'administration du domaine. Deux invités, Lord Gillingham et Charles Blake, deviennent des soupirants de Mary, laquelle, toujours en deuil, n'est pas intéressée. Gregson part en Allemagne, le temps d'obtenir la citoyenneté allemande, lui permettant de divorcer. Il cesse de donner de ses nouvelles et Edith découvre qu'elle est enceinte. Elle engage un détective qui découvre que Gregson a été tué par les Chemises brunes d'Hitler pendant une émeute. Avec l'aide de Lady Rosamund, Edith part en Suisse et accouche ainsi en secret d'une fille, Marigold. Lady Rosamund l'incite à laisser Marigold dans une famille adoptive en Suisse. Edith en trouve une à proximité de Downton, les Drewe, fermiers qui vivent sur le domaine à Yew Farm, qui prennent en charge l'enfant mais sans l'adopter officiellement et sans que Mme Drewe connaisse la vérité.
Du côté des domestiques, Anna subit les avances Mr Green du valet de Lord Gillingham lors d'une visite. Elle n'est pas intéressée mais au cours d'une soirée, Mr Green viole Anna. Traumatisée, elle garde ce viol secret avec l'aide de Mrs Hugues, de peur que Bates ne tue le violeur et ne finisse en prison. Mary est mise dans la confidence. Bates découvre le viol mais le nom du violeur en faisant pression sur Mrs Hugues ; par déduction il comprend que c'est Green. Mr Green est tué dans un accident de la route à Londres. Du côté des maîtres, Tom Branson noue une amitié avec Sarah Bunting, une institutrice locale. Cette dernière est radicalement anti-aristocratique, ce qui occasionne des heurts avec Robert.
Dans l'épisode de Noël, Lady Rose présente aux Crawley son amie Freda Dudley Ward, une mondaine qui fréquente le prince de Galles, le futur Édouard VIII (réalité historique). Au cours d'une soirée, Freda montre à Rose une lettre du prince, que Sampson, un aigrefin, lui dérobe, comptant l'utiliser pour créer un scandale en révélant leur liaison. Toute la famille unit ses efforts pour récupérer la lettre. Bates la retrouve dans le manteau de Sampson : Freda la reprend et le scandale est évité,.
1. La Succession (Episode One)
2. Lettre posthume (Episode Two)
3. Faste et Renaissance (Episode Three)
4. Le Prétendant (Episode Four)
5. Rien n'est terminé (Episode Five)
6. Une vraie surprise (Episode Six)
7. Rapprochement (Episode Seven)
8. La Grande Kermesse (Episode Eight)
9. Dernières Festivités (2 parties) (The London Season)

### Cinquième saison (2014)
En novembre 2013, la production renouvelle la série pour une nouvelle saison, dont le tournage prend place de février à août 2014. L'épisode Christmas Special est tourné dans un autre cadre que le château de Highclere, au château d'Alnwick.
Le premier épisode est diffusé au Royaume-Uni le 21 septembre 2014 sur ITV et le 4 janvier 2015 sur PBS aux États-Unis.
L'intrigue de la saison 5 couvre l'année 1924.
La comtesse douairière, Lady Violet, fait des retrouvailles inattendues avec un ancien soupirant, le Prince Kouragine, un exilé russe réduit à la pauvreté comme à la suite de la révolution russe de 1917. Il est toujours amoureux d'elle. Elle lui apporte son aide pour retrouver sa femme restée à Hong Kong et les réunit. Lady Violet apprend l'existence de Marigold, la fille cachée d'Edith. Mrs Drewe supporte de moins en moins bien les visites constantes d'Edith à Marigold, ne sachant toujours pas qu'elle est sa mère. Ayant hérité du magazine dirigé par son amant défunt, Edith emménage à Londres avec sa fille, ce qui désespère Mme Drewe. Pendant ce temps, Charles Blake, l'un des deux soupirants de Mary, manœuvre pour réunir son rival débouté, Tony Gillingham et son ancienne fiancée, Mabel. Cora reçoit des visites régulières d'un expert en peinture, Bricker, qui se dit intéressé par les tableaux conservés à Downton Abbey. Un soir, il s'avère être un amoureux transi ; trop insistant, il est mis dehors par Robert, ce qui cause des tensions temporaires dans le couple. Du côté des domestiques, Anna et John Bates subissent l'enquête policière sur la mort accidentelle de Green, qui pourrait être suspecte. Mrs Patmore reçoit un héritage et investit l'argent dans l'achat d'une propriété. Cela incite Carson à faire de même. Il propose à Mrs Hugues d'investir à deux dans un cottage. Celle-ci lui avoue avoir dépensé toutes ses économies pour le confort d'une sœur malade mentale.
Lord Merton demande en mariage Isobel Crawley, mère du défunt Matthew. Elle accepte dans un premier temps, puis se ravise devant les commentaires méprisants des fils de Lord Merton en référence à ses origines roturières. Rose, cousine des Crawley, se fiance à Atticus Aldridge, fils de Lord et Lady Sinderby, des aristocrates juifs. Lord Sinderby est opposé à l'union de son fils avec une non-juive. Lady Flintshire, la mère de Rose, également opposée au mariage par antisémitisme, recourt à des ruses mesquines pour le faire échouer. Au moment du mariage, elle proclame publiquement son divorce d'avec le père de Rose, dans le but de causer un scandale qui dissuaderait Atticus. Les deux jeunes gens se marient tout de même. Du côté des domestiques, dans l'enquête sur la mort de Green, Anna Bates, soupçonnée, est incarcérée. Pour la libérer, John Bates écrit de faux aveux, puis s'enfuit pour l'Irlande. Deux collègues de Bates, Miss Baxter et le valet de pied Molesley, enquêtent durant leur temps libre et identifient des témoins prouvant que Bates n'était pas à Londres au moment du meurtre, ce qui l'innocente.
Cora apprend la vérité sur Marigold et souhaite la voir élevée à Downton. Edith amène sa fille à Downton, en la présentant comme sa pupille. Robert et Tom finissent par soupçonner, puis par apprendre la vérité. Robert s'implique dans l'édification d'un mémorial de la Première Guerre mondiale dans le village de Downton. Il apprend que Mrs Patmore souhaite y voir figurer le nom de son neveu en dépit de la lâcheté dont ce dernier a été accusé. Il prétend d'abord ne rien pouvoir faire, puis fait apposer une plaque distincte au nom de l'intéressé.
Lord et Lady Sinderby invitent les Crawley au château de Brancaster où ils organisent une partie de chasse. Sur place, Rose, avec l'aide des Crawley, évite à Lord Sinderby un scandale en l'aidant à présenter incognito une ancienne maîtresse ; Rose acquiert ainsi sa reconnaissance. Lors de la fête de Noël de Downton, Tom Branson annonce qu'il part avec sa fille Sybil pour l'Amérique afin d'y travailler pour son cousin. À Noël, Carson demande en mariage Mrs Hugues, qui accepte.

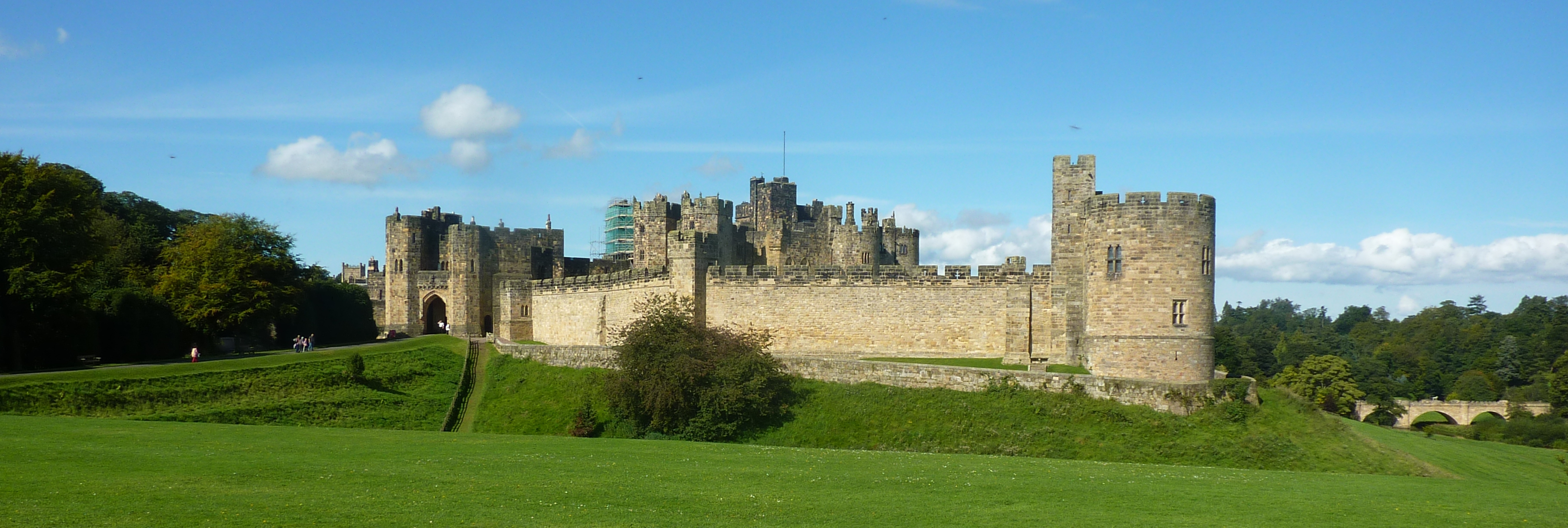
Le château d'Alnwick représente Brancaster, château de lord Hexham, loué par Lord et Lady Sinderby.

1. Tradition et Rébellion (Episode One)
2. Un vent de liberté (Episode Two)
3. Le Bonheur d'être aimé (Episode Three)
4. Révolution à Downton (Episode Four)
5. Tout ce qui compte... (Episode Five)
6. Étape par étape (Episode Six)
7. Désillusions (Episode Seven)
8. Menaces et Préjugés (Episode Eight)
9. La Réconciliation (A Moorland Holiday)

### Sixième saison (2015)

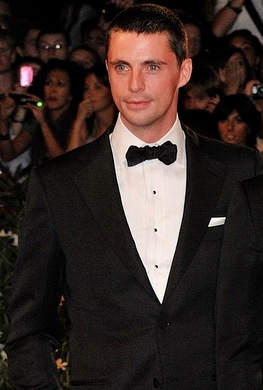
Matthew Goode incarne le coureur automobile Henry Talbot dans les saisons 5 et 6.

En novembre 2014, la production annonce qu'une sixième et ultime saison de Downton Abbey aura lieu. Au Royaume-Uni, elle débute le 20 septembre 2015 sur ITV, et aux États-Unis le 3 janvier 2016 sur PBS.
La sixième saison couvre l'année 1925. Les vents du changement soufflent à Downton Abbey. La classe moyenne prend son essor dans la société britannique. De plus en plus d'aristocrates sont contraints de vendre leurs propriétés ou de réduire fortement leur train de vie. À Downton, Robert et Cora envisagent de réduire le personnel. Barrow, de plus en plus isolé et mal vu depuis deux ans, est encouragé à chercher du travail ailleurs. Une domestique d'une autre maison essaie de faire du chantage à Lady Mary. Robert, prévenu, la décourage et l'oblige à partir après lui avoir remis une faible somme d'argent. Mary devient en bonne et due forme l'agent immobilier de Downton. Edith supervise son magazine plus activement et engage une rédactrice en chef. Lady Violet et Isobel, naguère en paix, se divisent à nouveau à propos d'un projet du gouvernement qui souhaite prendre en charge l'hôpital local, ce que Violet voit comme une perte d'indépendance risquée.
Du côté des domestiques, Anna Bates reçoit l'aide de Lady Mary pour résoudre le problème de santé qui causait ses fausses couches. Mr Carson et Mrs Hugues célèbrent leur mariage dans l'école du village. À cette occasion, Tom rentre définitivement d'Amérique avec Sybil. Les Drewe quittent Downton pour éviter à Mrs Drewe de rester trop attachée à Marigold ; Mr Mason récupère Yew Farm. Le valet de pied Andy offre son aide à Mr Mason. Ce dernier lui conseille de faire certaines lectures pour mieux comprendre l'élevage et l'agriculture, or Andy est illettré. Thomas Barrow entreprend de lui apprendre discrètement à lire.
Lady Violet et Isobel font venir un ministre à Downton, chacune espérant obtenir son appui au sujet de l'hôpital. Au cours d'un dîner tendu, Robert souffre d'une crise aiguë. Un ulcère, dont il souffrait depuis quelque temps sans vouloir en parler, éclate. Opéré en urgence, Robert reste affaibli. Downton sera désormais administré par Mary et par Tom. Mary hésite à accepter un nouveau soupirant, Henry Talbot, passionné de courses de voitures, qui rappelle à Mary un funeste souvenir, celui de la mort de Matthew. Lorsqu'un ami d'Henry meurt lors d'une course à laquelle il a convié Mary et les Crawley, Mary rompt avec lui, incapable de supporter l'idée qu'il puisse être lui aussi victime d'un accident. Pendant ce temps, Lord Merton et Isobel Crawley sont redevenus amis ; la fiancée de Larry Merton, Amelia, les pousse à se fiancer à nouveau. Lady Violet suspecte Amelia de vouloir simplement se débarrasser de Lord Merton afin de récupérer le domaine de ce dernier. Cora devient la nouvelle présidente de l'hôpital de Downton, passé sous contrôle du gouvernement, remplaçant ainsi sa belle-mère, au grand dam de celle-ci.
Edith et Bertie Pelham se rencontrent par hasard à Londres et il l'aide à boucler son magazine. Tous deux tombent amoureux l'un de l'autre. Bertie demande Edith en mariage. Elle hésite à accepter à cause de Marigold dont elle ne lui a pas encore parlé. Or il hérite soudainement du titre de marquis d'Hexham et du château de Brancaster. Il presse Edith, elle accepte, sans lui avoir parlé de Marigold. Mary révèle ce secret à Bertie, qui retire sa proposition. Mary épouse finalement Henry Talbot qui a renoncé aux courses de voitures. Edith vient au mariage malgré son ressentiment envers sa sœur. Mary lui présente des excuses, puis organise sa réconciliation avec Bertie. Du côté des domestiques, Daisy et Mr Molesley, qui se sont instruits au fil des années, passent des examens avec succès. Mr Molesley devient instituteur, une partie de son temps. Mrs Patmore ouvre un bed and breakfast. Barrow, dépressif, fait une tentative de suicide. Il est sauvé par Miss Baxter. Quelques semaines après, il trouve un nouveau poste et n'y est pas heureux.
Lord Merton se voit diagnostiquer une anémie pernicieuse au stade terminal. Amelia empêche Isobel de le voir. Sur les conseils de Lady Violet, Isobel pénètre de force dans leur maison et annonce son intention d'épouser Lord Merton qui accepte. Par la suite, il se rend compte que son anémie n'était pas fatale. Henry et Tom fondent ensemble une concession de vente d'automobiles. Mary annonce qu'elle est enceinte. Du côté des domestiques, Molesley, devenu professeur à plein temps, quitte Downton. Daisy et Andy s'avouent leur amour. Carson, atteint par un début de maladie de Parkinson, prend sa retraite. Thomas Barrow est alors réembauché en tant que majordome, sous l'égide de Carson. Le jour du Nouvel An de 1926, Edith épouse Bertie. Anna perd les eaux et accouche d'un petit garçon dans la chambre de Lady Mary. Les Crawley regardent les Années folles se terminer avec confiance. Lady Violet regrette toujours le passé,.
1. À l'aube d'un nouveau monde (Episode One)
2. Le Piège des émotions (Episode Two)
3. En pleine effervescence (Episode Three)
4. Une histoire moderne (Episode Four)
5. Plus de peur que de mal (Episode Five)
6. En toute franchise (Episode Six)
7. Aller de l'avant (Episode Seven)
8. Les Sœurs ennemies (Episode Eight)
9. Le Plus Beau des cadeaux (The Finale)

## Suites en longs métrages
Peu de temps avant la sortie de la dernière saison, des rumeurs couraient sur une possible septième saison. Toutefois, celles-ci sont démenties lorsque le créateur du programme Julian Fellowes annonce que la sixième saison conclura la série. Une décision prise aussi à cause de la volonté de l'actrice Maggie Smith de quitter la série à la suite de nombreux problèmes de santé, et du succès que connaissent les autres acteurs dont Hugh Bonneville qui est très demandé comme Michelle Dockery.
En février 2024, la presse annonce que la septième saison serait en cours de tournage, dans la plus grande confidentialité. Elle serait diffusée fin 2024, mais il s'agirait finalement d'un 3e et dernier film, et non pas d'une septième saison.
Après la fin de la série en 2015, des rumeurs ont couru selon lesquelles un film serait en cours d'élaboration. Le producteur exécutif, Gareth Name, indique, en novembre 2015, qu'il serait « très intéressé » par un tel projet, sans confirmer qu'un film se ferait. Le créateur de la série, Julian Fellowes, s'est déclaré très ouvert à la possibilité d'un film dérivé de Downton Abbey,.
Ces films sortent en 2019 et en 2022.

### Downton Abbey(2019)
Un premier film, situé après la fin de la saison 6, est réalisé par Michael Engler et sort en 2019. L'intrigue se déroule en 1927. La famille Crawley s'apprête à recevoir la visite du roi et de la reine, alors en déplacement dans le comté, ce qui met toute la maisonnée en émoi, maîtres comme domestiques.

### Downton Abbey 2: Une nouvelle ère(2022)
Une suite au film Downton Abbey, réalisée par Simon Curtis, sort en salles en avril 2022. Une première bande-annonce avait été diffusée en novembre 2021,. L'intrigue se déroule en 1928. Le château des Crawley est choisi pour être le lieu d'un tournage à l'aube du développement des films parlants. En parallèle, la moitié de la famille se rend dans le sud de la France afin d'éclaircir le mystère autour du legs d'une somptueuse villa à la Comtesse douairière par un aristocrate français, qu'elle aurait connu quelques mois avant la naissance de Lord Grantham.

### Downton Abbey 3(2025)
Un an après la sortie du second film, plusieurs rumeurs annonçaient l'arrivée d'une septième saison qui devait se situer après la fin de Downton Abbey 2 : une nouvelle ère. Finalement, il s'agira d'un troisième et dernier film, selon les déclarations d'Imelda Staunton. Dans le troisième film, la famille Crawley va devoir apprendre à se renouveler à la suite du décès d'un des membres importants de leur clan tandis que les évènements politiques de 1929 comme le krach de Wall Street point le bout de son nez.

## Sketchs de l'émissionText Santa

### Le Drôle de Noël de Robert(2014)
En plus du traditionnel épisode de Noël, la chaîne ITV dévoile le 19 décembre 2014 un mini-épisode comique d'une durée d'environ dix minutes dans le cadre de l'émission caritative Text Santa (en). Quatre invités prestigieux rejoignent la distribution pour les quelques minutes de l'épisode : Julian Fellowes, le créateur de la série, dans son propre rôle, l'acteur George Clooney dans le rôle de « George Oceans Gravity, Marquis de Hollywood », l'acteur Jeremy Piven et l'actrice Joanna Lumley. L'épisode commence lorsque Robert Crawley s'aperçoit qu'il a (encore) perdu toute sa fortune et il en conçoit tant de regrets qu'il souhaite ne jamais avoir existé. Un ange lui apparaît alors pour lui montrer ce qui se passerait en son absence à Downton Abbey (un procédé en partie librement inspiré de la nouvelle de Charles Dickens Un chant de Noël). En son absence, la demeure s'écarte complètement des traditions : les femmes s'achètent des vêtements décontractés et affriolants, Isobel Crawley a une amourette avec un marchand de chaussures, la plupart des femmes de la maison (dont Cora) sont folles du marquis de Hollywood, etc.

#### Distribution
- Hugh Bonneville : Robert, comte de Grantham
- Elizabeth McGovern : Cora, comtesse de Grantham
- Maggie Smith : Violet, comtesse douairière
- Michelle Dockery : Lady Mary Crawley
- Laura Carmichael : Lady Edith Crawley
- Jeremy Piven : Mr Gordon Seldridge
- George Clooney : Marquis d'Hollywood
- Joanna Lumley : l'ange gardien
- Penelope Wilton : Isabelle Crawley
- Lily James : Lady Rose Mc Clare
- Phyllis Logan : Mrs Hughes
- Jim Carter : Mr Carson
- Rob James-Collier : Thomas
- Sophie McShera : Daisy
- Lesley Nicol : Mme Patmore
- Julian Fellowes : le scénariste (caméo)

#### Fiche technique
- Réalisation : Julian Fellowes
- Scénario : Julian Fellowes d'après Un chant de Noel de Charles Dickens

### À la recherche du Père Noël(2015)
Un second épisode comique pour l'émission caritative Text Santa est réalisé en 2015 et diffusé par ITV dans la soirée du 18 décembre 2015. Robert Crawley, Edith et Isobel Crawley auditionnent les candidats au rôle de père Noël déguisé en vue de la soirée de Noël à Downton Abbey. Divers membres de la maison et des environs se succèdent ainsi que divers acteurs invités, dont Gordon Ramsay, Gok Wan, Michelle Keegan, Brendan Coyle, Bruce Forsyth et Warwick Davis. Carson se présente à plusieurs reprises avec insistance mais se fait évincer chaque fois. Finalement, après que tous les autres candidats ont été éliminés ou ont claqué la porte, Carson se présente une dernière fois, habillé en père Noël, et est sélectionné à l'unanimité.

#### Distribution
- Hugh Bonneville : Robert, comte de Grantham
- Laura Carmichael : Lady Edith Crawley
- Penelope Wilton : Isabelle Crawley
- Jim Carter : Mr Carson
- Brendan Coyle : Mr Bates
- Bruce Forsyth : lui-même
- Warwick Davis : lui-même
- Michelle Keegan : la chanteuse
- Gordon Ramsay : lui-même
- Lesley Nicol : Madame Patmore
- Phyllis Logan : Madame Hughe
- Elizabeth McGovern : Cora
- Michelle Dockery : Lady Mary
- Samantha Bond : Lady Rosamund

#### Fiche technique
- Réalisation et scénario : Julian Fellowes

## Personnages

### La famille Crawley

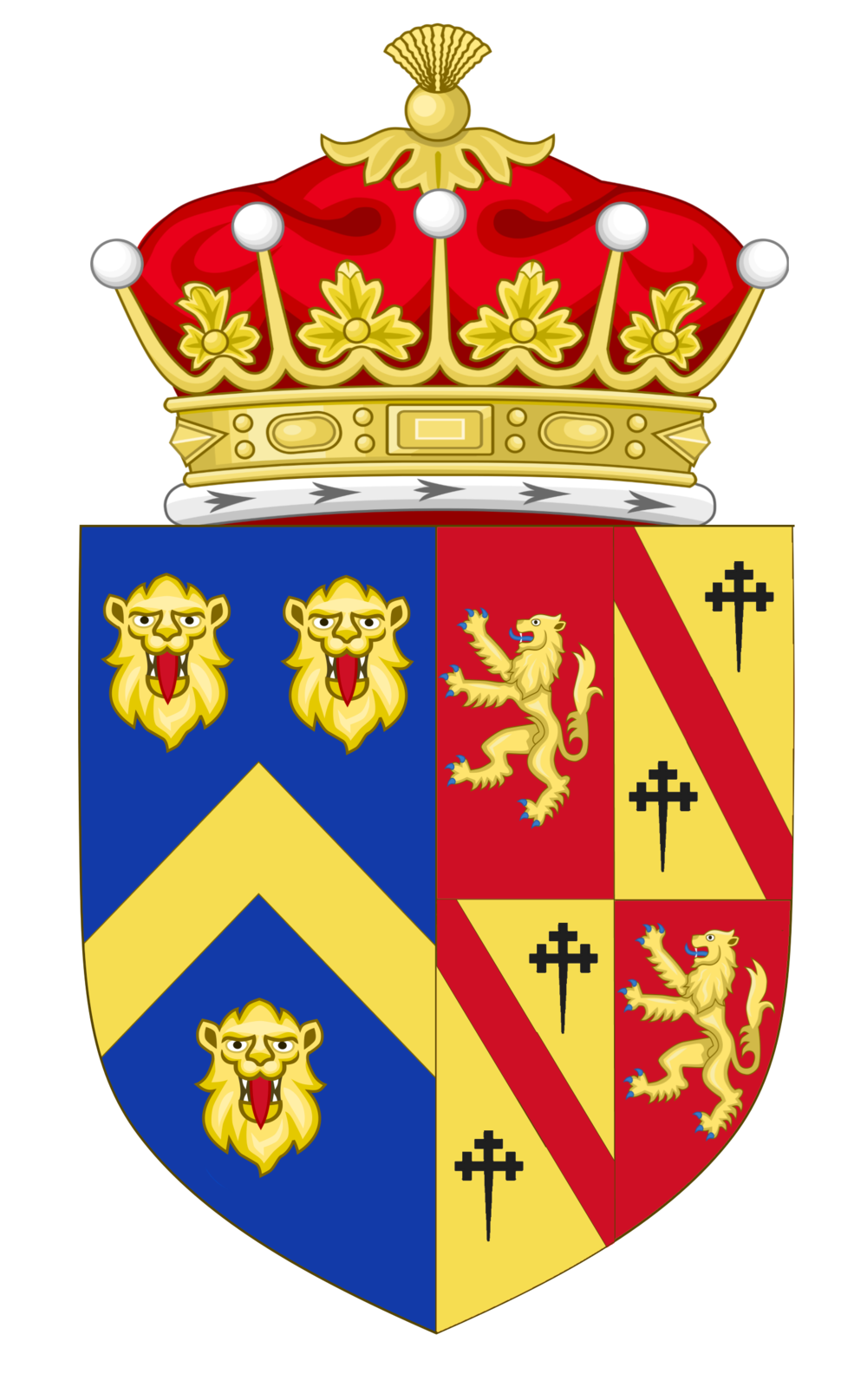
Blason fictif du comte de Grantham dans la série.

#### Robert Crawley, comte de Grantham
Interprété par Hugh Bonneville, le comte Robert Crawley ou Lord Grantham, est un homme charismatique, respecté et aimé de tous, qui consacre sa vie au titre et au domaine dont il a hérité : Downton Abbey. Deux héritages indissociables qu'il a, autrefois, renforcé grâce à son union avec Cora, une Américaine fortunée. Si, à l'origine, leur mariage a été arrangé, il aura suffi d'une année de vie commune pour que leur relation se transforme en une histoire d'amour. Père de trois filles, le comte dirige d'une main ferme et avisée le vaste domaine où cohabitent deux mondes : celui de l'aristocratie et celui de la domesticité, avec sa hiérarchie propre. Au lendemain du naufrage du Titanic, dans lequel meurent deux membres de la famille, le destin des Crawley bascule : aucun héritier direct ne peut prétendre à la succession. Lord Grantham se retrouve avec trois filles à marier, Mary, Edith et Sybil, à qui la loi anglaise interdit d'hériter. La seule solution pour garder la propriété familiale est de marier sa fille aînée, Lady Mary Crawley à un lointain cousin, Matthew, dernier héritier mâle du domaine. Lady Mary se montre réticente.
Royaliste, idéaliste et généreux, il a le souci de bien faire les choses et de satisfaire le plus de gens possibles. S'il est reconnu et respecté, cela lui vaut régulièrement des problèmes car il peut se montrer crédule, notamment sur les questions financières et de gestion du domaine. Heureusement, les femmes de son entourage (et souvent les domestiques) lui font très souvent ouvrir les yeux et prendre les bonnes décisions.

#### Cora Crawley, comtesse de Grantham
Interprétée par Elizabeth McGovern, Cora, fille d'une richissime veuve Américaine et dont le père était juif, a épousé le comte de Grantham peu de temps après son arrivée en Angleterre. Cette union lui permet de s'élever socialement comme de sauver le domaine de son mari. En l'absence d'héritier mâle direct pour le titre et le domaine, indissociables, elle tente de convaincre sa fille aînée, Mary, d'épouser Matthew, sous peine de perdre Downton Abbey, si son époux, le comte, meurt avant elle. Douce, persévérante, un brin naïve, elle est un parfait soutien pour son mari, sauf pendant la guerre où elle va quelque peu le délaisser. Elle se fait souvent manipuler par sa femme de chambre, Mme O'Brien, puis par Thomas Barrow. Elle est entièrement dévouée à sa famille, à ses filles, et sait garder un secret. Elle est une mère pour Rose, la fille des cousins de son mari, très touchée par son accueil qui prénomme sa fille (en troisième prénom) Cora.

#### Violet Crawley, comtesse douairière de Grantham
Interprétée par Maggie Smith, Violet, exigeante et farouchement attachée aux traditions, est la comtesse douairière de Grantham qui soutient indéfectiblement son fils Robert et ses petites-filles. Elle a des relations conflictuelles avec sa belle-fille Cora, roturière américaine dont la fortune a pourtant sauvé Downton, et avec sa fille Rosamund (VF : Rosalind), riche veuve qui vit à Londres.
Violet, incarnation du conservatisme aristocratique anglais, est douée d'un sens de l'humour acerbe servi par un sens de la répartie hors du commun. Ses nombreuses réflexions font souvent des ravages à Downton Abbey. Elle voit par exemple d'un très mauvais œil l'arrivée du nouvel héritier Matthew et de sa mère, Isobel Crawley, et surtout de leurs idées progressistes.
Pourtant, au fil du temps, la comtesse douairière se montre souvent clairvoyante et moins conformiste qu'il n'y paraît. Pour elle, ce qui prime, c'est l'attachement qu'elle porte à sa famille. Quitte parfois à réviser ses propres convictions. Conservatrice et pragmatique.

#### Lady Mary Crawley
Interprétée par Michelle Dockery, Mary Crawley, aînée des trois sœurs, se montre souvent altière, distante, énigmatique et insensible, alors qu'elle est en réalité passionnée et sensuelle. Après la disparition tragique du seul héritier, l'avenir de Downton Abbey repose entre ses mains. Cette responsabilité la rend quelque peu cynique et amère. Elle refuse catégoriquement de se laisser dicter le choix de son futur époux, au grand dam de ses parents. Malgré le soutien sans faille de sa grand-mère Violet, un écart de conduite met en péril l'honneur de la famille et le sien. Courtisée par de nombreux hommes, elle est fantasque avec ses soupirants et souvent cruelle avec sa jeune sœur Edith, moins séduisante. Elle s'adoucit avec le temps et avec les épreuves de la guerre. Elle s'implique de plus en plus dans la gestion du domaine, d'abord en soutien de Matthew contre Robert réticent aux changements que Matthew souhaite lancer, puis après la mort de ce dernier, en cogérance avec Tom, agent du domaine et finalement seule quand ce dernier part en Amérique, son père se retirant progressivement de la gestion courante pour raisons de santé.
Elle a deux enfants, un garçon George de son premier mari Matthew ; et une fille Caroline de son second mariage, prénom qui est un discret hommage à sa mère (Caro/Cora).

#### Lady Edith Crawley
Interprétée par Laura Carmichael, Lady Edith est la sœur cadette de Mary. Intelligente, un peu gauche, moins jolie que ses sœurs, elle a des difficultés à trouver sa place au sein de la famille. Elle est jalouse de Mary, qui ne manque jamais de l'humilier, rentre régulièrement en conflit avec elle jusqu'à la trahir, ce qui a de très graves conséquences sur le destin de Mary. Edith désespère de se marier. La guerre lui permet de se révéler, d'acquérir de l'indépendance et de la confiance en soi, en organisant l'accueil des officiers convalescents dans la demeure familiale. Après la guerre, elle écrit dans un journal sur la place des femmes dans la société britannique. Ses chroniques attirent l'attention d'un propriétaire de journal, marié, Mickael Gregson avec qui elle a une aventure. Ce dernier meurt lors d'un voyage en Allemagne à la suite d'une altercation avec un groupe de militants nazis, sans avoir pu apprendre la grossesse de son amante. Edith met au monde une petite fille, Marigold, qu'elle dissimule à ses proches à l'exception de sa tante Rosamund, témoin de son aventure avec l'éditeur. La révélation de l'identité de Marigold est une source de tension majeure dans la famille. Elle hérite du journal de Mickael et en prend progressivement la direction, devenant la première « femme d'affaires » de sa famille.
Elle trouve le bonheur auprès de Bertie Pelham rencontré lors d'une visite chez les beaux parents de Rose. Il est alors simple agent du domaine. À la mort de son cousin, le marquis d'Hexam (sans enfant), il annonce est être son héritier et le 5e marquis d'Hexam. Edith devient donc marquise, ce qui lui confère un rang supérieur à celui de sa sœur aînée.

#### Lady Sybil Crawley
Interprétée par Jessica Brown Findlay, Lady Sybil est la plus jeune des trois sœurs. Enthousiaste, directe et anticonformiste, son désir de liberté et son militantisme pour le droit de vote des femmes créent des remous dans la famille avec laquelle elle frôle la rupture. Elle entretient des relations empreintes de simplicité avec les serviteurs ; elle encourage notamment Gwen Dawson, sa jeune et ambitieuse femme de chambre, à changer de situation et à monter dans l'échelle sociale. Elle tombe amoureuse de son chauffeur, Tom Branson, avec qui elle a une fille, Sybil. La guerre accélère l'émancipation de Sybil et affermit son besoin d'être utile, : elle devient infirmière à l'hôpital de Downton. Elle meurt malheureusement d'éclampsie, peu après son accouchement au cours de la saison 3.

#### Isobel Crawley(VF: Isabel Crawley)
Interprétée par Penelope Wilton, la mère de Matthew, Mme Isobel Crawley, est intelligente et dotée d'une forte personnalité. Elle s'installe dans le domaine familial avec l'arrivée de Matthew. Isobel éprouve des sentiments complexes, entre la satisfaction et la fierté de voir son fils s'élever socialement et la volonté de ne pas plier devant les Crawley, spécialement Violet, la redoutable douairière. Ayant acquis des compétences d'infirmière pendant la guerre des Boers, veuve de médecin, elle tient à mettre son savoir au service de l'hôpital local et s'intéresse aux problèmes sociaux. Progressiste, très active, elle s'attire souvent les foudres de Violet, femme aux points de vue très différents des siens. Elle acquiert, pendant la guerre, le respect de la famille Crawley et de Violet avec qui elle développe une amitié sincère malgré leurs différences d'opinion.

#### Matthew Crawley(VF: Mathieu Crawley)
Interprété par Dan Stevens, Matthew Crawley est un jeune et lointain cousin, avocat de son métier, désigné unique héritier de Downton Abbey. Son arrivée bouleverse la vie des membres de la famille Crawley. Il doit acquérir les usages d'un milieu qui n'est pas le sien et la capacité de gérer un tel domaine. Initialement réticent à tout changement de mode de vie, il évolue, séduit par la personnalité de Lord Grantham et intéressé par la gestion du domaine. Tout en gardant sa personnalité, il apprend vite les nouveaux codes, ses futures responsabilités et devient apprécié de tous les membres de la famille Crawley. Il fait preuve d'héroïsme exemplaire pendant la guerre. Ses relations avec Mary, tumultueuses et souvent conflictuelles, mais dont il tombe amoureux (et c'est réciproque) sont l'un des pivots de la série, jusqu'à sa mort accidentelle en voiture.

#### Sybil Branson
Interprétée par Ava Mann, Sybil « Sybbie » Branson est la seule enfant de Tom et Lady Sybil Branson, née pendant l'été 1920. C'est la première des petits enfants de Robert et Cora. Sybil a été nommée par son père du nom de sa mère, morte d'éclampsie peu de temps après sa naissance. Tom a choisi Mary et son propre frère Kieran pour parrains. Le père et le grand-père de Sybbie s'opposent à propos de son éducation et de l'endroit où elle doit vivre. Tom décide finalement de rester avec sa fille à Downton, après que Cora l'a convaincu de l'avantage pour les enfants de grandir dans une famille. Tout le monde se préoccupe d'elle, particulièrement Carson à qui elle rappelle sa mère, et Mary qui espère lui donner une enfance heureuse malgré la perte de sa mère. Elle est élevée avec son cousin George.

#### Arbre généalogique
|                           |                           |                                               |                                               |                                               |                                               |                                               |                                               |                                                  |                                                  |                                                  |                                                  |                                                  |                                                  |                                              |                                              |                                              |                                              |                                              |                                              |                                    |                                    | 3e Comte de Grantham (décédé)      | 3e Comte de Grantham (décédé)      | 3e Comte de Grantham (décédé) | 3e Comte de Grantham (décédé) | 3e Comte de Grantham (décédé) | 3e Comte de Grantham (décédé) |                               |                               | Comtesse de Grantham (décédée) | Comtesse de Grantham (décédée) | Comtesse de Grantham (décédée) | Comtesse de Grantham (décédée) | Comtesse de Grantham (décédée) | Comtesse de Grantham (décédée) |                                |                                |                                |                                |                                  |                                  |                                  |                                  |                                  |                                  |                            |                            |                                                 |                                                 |                                                 |                                                 |                                                 |                                                 |                                               |                                               |                                               |                                               |                                               |                                               |                                      |                                      |                           |                           |                                                   |                                                   |                                                   |                                                   |                                                   |                                                   |                         |                         |                         |                         |                         |                         |                 |                 |                                                                 |                                                                 |                                                                 |                                                                 |                                                                 |                                                                 |                                        |                                        |                              |                              |                                                 |                                                 |                                                 |                                                 |                                                 |                                                 |  |  |  |  |  |  |
|                           |                           |                                               |                                               |                                               |                                               |                                               |                                               |                                                  |                                                  |                                                  |                                                  |                                                  |                                                  |                                              |                                              |                                              |                                              |                                              |                                              |                                    |                                    | 3e Comte de Grantham (décédé)      | 3e Comte de Grantham (décédé)      | 3e Comte de Grantham (décédé) | 3e Comte de Grantham (décédé) | 3e Comte de Grantham (décédé) | 3e Comte de Grantham (décédé) |                               |                               | Comtesse de Grantham (décédée) | Comtesse de Grantham (décédée) | Comtesse de Grantham (décédée) | Comtesse de Grantham (décédée) | Comtesse de Grantham (décédée) | Comtesse de Grantham (décédée) |                                |                                |                                |                                |                                  |                                  |                                  |                                  |                                  |                                  |                            |                            |                                                 |                                                 |                                                 |                                                 |                                                 |                                                 |                                               |                                               |                                               |                                               |                                               |                                               |                                      |                                      |                           |                           |                                                   |                                                   |                                                   |                                                   |                                                   |                                                   |                         |                         |                         |                         |                         |                         |                 |                 |                                                                 |                                                                 |                                                                 |                                                                 |                                                                 |                                                                 |                                        |                                        |                              |                              |                                                 |                                                 |                                                 |                                                 |                                                 |                                                 |  |  |  |  |  |  |
|                           |                           |                                               |                                               |                                               |                                               |                                               |                                               |                                                  |                                                  |                                                  |                                                  |                                                  |                                                  |                                              |                                              |                                              |                                              |                                              |                                              |                                    |                                    |                                    |                                    |                               |                               |                               |                               |                               |                               |                                |                                |                                |                                |                                |                                |                                |                                |                                |                                |                                  |                                  |                                  |                                  |                                  |                                  |                            |                            |                                                 |                                                 |                                                 |                                                 |                                                 |                                                 |                                               |                                               |                                               |                                               |                                               |                                               |                                      |                                      |                           |                           |                                                   |                                                   |                                                   |                                                   |                                                   |                                                   |                         |                         |                         |                         |                         |                         |                 |                 |                                                                 |                                                                 |                                                                 |                                                                 |                                                                 |                                                                 |                                        |                                        |                              |                              |                                                 |                                                 |                                                 |                                                 |                                                 |                                                 |  |  |  |  |  |  |
|                           |                           |                                               |                                               |                                               |                                               |                                               |                                               |                                                  |                                                  |                                                  |                                                  |                                                  |                                                  |                                              |                                              |                                              |                                              |                                              |                                              |                                    |                                    |                                    |                                    |                               |                               |                               |                               |                               |                               |                                |                                |                                |                                |                                |                                |                                |                                |                                |                                |                                  |                                  |                                  |                                  |                                  |                                  |                            |                            |                                                 |                                                 |                                                 |                                                 |                                                 |                                                 |                                               |                                               |                                               |                                               |                                               |                                               |                                      |                                      |                           |                           |                                                   |                                                   |                                                   |                                                   |                                                   |                                                   |                         |                         |                         |                         |                         |                         |                 |                 |                                                                 |                                                                 |                                                                 |                                                                 |                                                                 |                                                                 |                                        |                                        |                              |                              |                                                 |                                                 |                                                 |                                                 |                                                 |                                                 |  |  |  |  |  |  |
| fils cadet                | fils cadet                | fils cadet                                    | fils cadet                                    | fils cadet                                    | fils cadet                                    |                                               |                                               | épouse                                           | épouse                                           | épouse                                           | épouse                                           | épouse                                           | épouse                                           |                                              |                                              |                                              |                                              |                                              |                                              |                                    |                                    |                                    |                                    |                               |                               | 4e Comte de Grantham (décédé) | 4e Comte de Grantham (décédé) | 4e Comte de Grantham (décédé) | 4e Comte de Grantham (décédé) | 4e Comte de Grantham (décédé)  | 4e Comte de Grantham (décédé)  |                                |                                | Comtesse de Grantham (décédée) | Comtesse de Grantham (décédée) | Comtesse de Grantham (décédée) | Comtesse de Grantham (décédée) | Comtesse de Grantham (décédée) | Comtesse de Grantham (décédée) |                                  |                                  |                                  |                                  |                                  |                                  |                            |                            |                                                 |                                                 |                                                 |                                                 |                                                 |                                                 |                                               |                                               |                                               |                                               |                                               |                                               |                                      |                                      |                           |                           |                                                   |                                                   |                                                   |                                                   |                                                   |                                                   |                         |                         |                         |                         |                         |                         |                 |                 |                                                                 |                                                                 |                                                                 |                                                                 |                                                                 |                                                                 |                                        |                                        |                              |                              |                                                 |                                                 |                                                 |                                                 |                                                 |                                                 |  |  |  |  |  |  |
| fils cadet                | fils cadet                | fils cadet                                    | fils cadet                                    | fils cadet                                    | fils cadet                                    |                                               |                                               | épouse                                           | épouse                                           | épouse                                           | épouse                                           | épouse                                           | épouse                                           |                                              |                                              |                                              |                                              |                                              |                                              |                                    |                                    |                                    |                                    |                               |                               | 4e Comte de Grantham (décédé) | 4e Comte de Grantham (décédé) | 4e Comte de Grantham (décédé) | 4e Comte de Grantham (décédé) | 4e Comte de Grantham (décédé)  | 4e Comte de Grantham (décédé)  |                                |                                | Comtesse de Grantham (décédée) | Comtesse de Grantham (décédée) | Comtesse de Grantham (décédée) | Comtesse de Grantham (décédée) | Comtesse de Grantham (décédée) | Comtesse de Grantham (décédée) |                                  |                                  |                                  |                                  |                                  |                                  |                            |                            |                                                 |                                                 |                                                 |                                                 |                                                 |                                                 |                                               |                                               |                                               |                                               |                                               |                                               |                                      |                                      |                           |                           |                                                   |                                                   |                                                   |                                                   |                                                   |                                                   |                         |                         |                         |                         |                         |                         |                 |                 |                                                                 |                                                                 |                                                                 |                                                                 |                                                                 |                                                                 |                                        |                                        |                              |                              |                                                 |                                                 |                                                 |                                                 |                                                 |                                                 |  |  |  |  |  |  |
|                           |                           |                                               |                                               |                                               |                                               |                                               |                                               |                                                  |                                                  |                                                  |                                                  |                                                  |                                                  |                                              |                                              |                                              |                                              |                                              |                                              |                                    |                                    |                                    |                                    |                               |                               |                               |                               |                               |                               |                                |                                |                                |                                |                                |                                |                                |                                |                                |                                |                                  |                                  |                                  |                                  |                                  |                                  |                            |                            |                                                 |                                                 |                                                 |                                                 |                                                 |                                                 |                                               |                                               |                                               |                                               |                                               |                                               |                                      |                                      |                           |                           |                                                   |                                                   |                                                   |                                                   |                                                   |                                                   |                         |                         |                         |                         |                         |                         |                 |                 |                                                                 |                                                                 |                                                                 |                                                                 |                                                                 |                                                                 |                                        |                                        |                              |                              |                                                 |                                                 |                                                 |                                                 |                                                 |                                                 |  |  |  |  |  |  |
|                           |                           |                                               |                                               | fils                                          | fils                                          | fils                                          | fils                                          | fils                                             | fils                                             |                                                  |                                                  | épouse                                           | épouse                                           | épouse                                       | épouse                                       | épouse                                       | épouse                                       |                                              |                                              |                                    |                                    |                                    |                                    |                               |                               |                               |                               | 5e Comte de Grantham (décédé) | 5e Comte de Grantham (décédé) | 5e Comte de Grantham (décédé)  | 5e Comte de Grantham (décédé)  | 5e Comte de Grantham (décédé)  | 5e Comte de Grantham (décédé)  |                                |                                | Comtesse de Grantham (décédée) | Comtesse de Grantham (décédée) | Comtesse de Grantham (décédée) | Comtesse de Grantham (décédée) | Comtesse de Grantham (décédée)   | Comtesse de Grantham (décédée)   |                                  |                                  |                                  |                                  |                            |                            |                                                 |                                                 |                                                 |                                                 |                                                 |                                                 |                                               |                                               |                                               |                                               |                                               |                                               |                                      |                                      |                           |                           |                                                   |                                                   |                                                   |                                                   |                                                   |                                                   |                         |                         |                         |                         |                         |                         |                 |                 |                                                                 |                                                                 |                                                                 |                                                                 |                                                                 |                                                                 |                                        |                                        |                              |                              |                                                 |                                                 |                                                 |                                                 |                                                 |                                                 |  |  |  |  |  |  |
|                           |                           |                                               |                                               | fils                                          | fils                                          | fils                                          | fils                                          | fils                                             | fils                                             |                                                  |                                                  | épouse                                           | épouse                                           | épouse                                       | épouse                                       | épouse                                       | épouse                                       |                                              |                                              |                                    |                                    |                                    |                                    |                               |                               |                               |                               | 5e Comte de Grantham (décédé) | 5e Comte de Grantham (décédé) | 5e Comte de Grantham (décédé)  | 5e Comte de Grantham (décédé)  | 5e Comte de Grantham (décédé)  | 5e Comte de Grantham (décédé)  |                                |                                | Comtesse de Grantham (décédée) | Comtesse de Grantham (décédée) | Comtesse de Grantham (décédée) | Comtesse de Grantham (décédée) | Comtesse de Grantham (décédée)   | Comtesse de Grantham (décédée)   |                                  |                                  |                                  |                                  |                            |                            |                                                 |                                                 |                                                 |                                                 |                                                 |                                                 |                                               |                                               |                                               |                                               |                                               |                                               |                                      |                                      |                           |                           |                                                   |                                                   |                                                   |                                                   |                                                   |                                                   |                         |                         |                         |                         |                         |                         |                 |                 |                                                                 |                                                                 |                                                                 |                                                                 |                                                                 |                                                                 |                                        |                                        |                              |                              |                                                 |                                                 |                                                 |                                                 |                                                 |                                                 |  |  |  |  |  |  |
|                           |                           |                                               |                                               |                                               |                                               |                                               |                                               |                                                  |                                                  |                                                  |                                                  |                                                  |                                                  |                                              |                                              |                                              |                                              |                                              |                                              |                                    |                                    |                                    |                                    |                               |                               |                               |                               |                               |                               |                                |                                |                                |                                |                                |                                |                                |                                |                                |                                |                                  |                                  |                                  |                                  |                                  |                                  |                            |                            |                                                 |                                                 |                                                 |                                                 |                                                 |                                                 |                                               |                                               |                                               |                                               |                                               |                                               |                                      |                                      |                           |                           |                                                   |                                                   |                                                   |                                                   |                                                   |                                                   |                         |                         |                         |                         |                         |                         |                 |                 |                                                                 |                                                                 |                                                                 |                                                                 |                                                                 |                                                                 |                                        |                                        |                              |                              |                                                 |                                                 |                                                 |                                                 |                                                 |                                                 |  |  |  |  |  |  |
|                           |                           |                                               |                                               |                                               |                                               |                                               |                                               |                                                  |                                                  |                                                  |                                                  |                                                  |                                                  |                                              |                                              |                                              |                                              |                                              |                                              |                                    |                                    |                                    |                                    |                               |                               |                               |                               |                               |                               |                                |                                |                                |                                |                                |                                |                                |                                |                                |                                |                                  |                                  |                                  |                                  |                                  |                                  |                            |                            |                                                 |                                                 |                                                 |                                                 |                                                 |                                                 |                                               |                                               |                                               |                                               |                                               |                                               |                                      |                                      |                           |                           |                                                   |                                                   |                                                   |                                                   |                                                   |                                                   |                         |                         |                         |                         |                         |                         |                 |                 |                                                                 |                                                                 |                                                                 |                                                                 |                                                                 |                                                                 |                                        |                                        |                              |                              |                                                 |                                                 |                                                 |                                                 |                                                 |                                                 |  |  |  |  |  |  |
|                           |                           |                                               |                                               |                                               |                                               |                                               |                                               | fils                                             | fils                                             | fils                                             | fils                                             | fils                                             | fils                                             |                                              |                                              | épouse                                       | épouse                                       | épouse                                       | épouse                                       | épouse                             | épouse                             |                                    |                                    | fils cadet                    | fils cadet                    | fils cadet                    | fils cadet                    | fils cadet                    | fils cadet                    |                                |                                | épouse                         | épouse                         | épouse                         | épouse                         | épouse                         | épouse                         |                                |                                | 6e Comte de Grantham (décédé)    | 6e Comte de Grantham (décédé)    | 6e Comte de Grantham (décédé)    | 6e Comte de Grantham (décédé)    | 6e Comte de Grantham (décédé)    | 6e Comte de Grantham (décédé)    |                            |                            | Violet Crawley, Comtesse douairière de Grantham | Violet Crawley, Comtesse douairière de Grantham | Violet Crawley, Comtesse douairière de Grantham | Violet Crawley, Comtesse douairière de Grantham | Violet Crawley, Comtesse douairière de Grantham | Violet Crawley, Comtesse douairière de Grantham |                                               |                                               |                                               |                                               |                                               |                                               | Isidore Levinson (décédé)            | Isidore Levinson (décédé)            | Isidore Levinson (décédé) | Isidore Levinson (décédé) | Isidore Levinson (décédé)                         | Isidore Levinson (décédé)                         |                                                   |                                                   | Martha Levinson                                   | Martha Levinson                                   | Martha Levinson         | Martha Levinson         | Martha Levinson         | Martha Levinson         |                         |                         | Roberta         | Roberta         | Roberta                                                         | Roberta                                                         | Roberta                                                         | Roberta                                                         |                                                                 |                                                                 | époux                                  | époux                                  | époux                        | époux                        | époux                                           | époux                                           |                                                 |                                                 |                                                 |                                                 |  |  |  |  |  |  |
|                           |                           |                                               |                                               |                                               |                                               |                                               |                                               | fils                                             | fils                                             | fils                                             | fils                                             | fils                                             | fils                                             |                                              |                                              | épouse                                       | épouse                                       | épouse                                       | épouse                                       | épouse                             | épouse                             |                                    |                                    | fils cadet                    | fils cadet                    | fils cadet                    | fils cadet                    | fils cadet                    | fils cadet                    |                                |                                | épouse                         | épouse                         | épouse                         | épouse                         | épouse                         | épouse                         |                                |                                | 6e Comte de Grantham (décédé)    | 6e Comte de Grantham (décédé)    | 6e Comte de Grantham (décédé)    | 6e Comte de Grantham (décédé)    | 6e Comte de Grantham (décédé)    | 6e Comte de Grantham (décédé)    |                            |                            | Violet Crawley, Comtesse douairière de Grantham | Violet Crawley, Comtesse douairière de Grantham | Violet Crawley, Comtesse douairière de Grantham | Violet Crawley, Comtesse douairière de Grantham | Violet Crawley, Comtesse douairière de Grantham | Violet Crawley, Comtesse douairière de Grantham |                                               |                                               |                                               |                                               |                                               |                                               | Isidore Levinson (décédé)            | Isidore Levinson (décédé)            | Isidore Levinson (décédé) | Isidore Levinson (décédé) | Isidore Levinson (décédé)                         | Isidore Levinson (décédé)                         |                                                   |                                                   | Martha Levinson                                   | Martha Levinson                                   | Martha Levinson         | Martha Levinson         | Martha Levinson         | Martha Levinson         |                         |                         | Roberta         | Roberta         | Roberta                                                         | Roberta                                                         | Roberta                                                         | Roberta                                                         |                                                                 |                                                                 | époux                                  | époux                                  | époux                        | époux                        | époux                                           | époux                                           |                                                 |                                                 |                                                 |                                                 |  |  |  |  |  |  |
|                           |                           |                                               |                                               |                                               |                                               |                                               |                                               |                                                  |                                                  |                                                  |                                                  |                                                  |                                                  |                                              |                                              |                                              |                                              |                                              |                                              |                                    |                                    |                                    |                                    |                               |                               |                               |                               |                               |                               |                                |                                |                                |                                |                                |                                |                                |                                |                                |                                |                                  |                                  |                                  |                                  |                                  |                                  |                            |                            |                                                 |                                                 |                                                 |                                                 |                                                 |                                                 |                                               |                                               |                                               |                                               |                                               |                                               |                                      |                                      |                           |                           |                                                   |                                                   |                                                   |                                                   |                                                   |                                                   |                         |                         |                         |                         |                         |                         |                 |                 |                                                                 |                                                                 |                                                                 |                                                                 |                                                                 |                                                                 |                                        |                                        |                              |                              |                                                 |                                                 |                                                 |                                                 |                                                 |                                                 |  |  |  |  |  |  |
|                           |                           |                                               |                                               |                                               |                                               |                                               |                                               |                                                  |                                                  |                                                  |                                                  |                                                  |                                                  |                                              |                                              |                                              |                                              |                                              |                                              |                                    |                                    |                                    |                                    |                               |                               |                               |                               |                               |                               |                                |                                |                                |                                |                                |                                |                                |                                |                                |                                |                                  |                                  |                                  |                                  |                                  |                                  |                            |                            |                                                 |                                                 |                                                 |                                                 |                                                 |                                                 |                                               |                                               |                                               |                                               |                                               |                                               |                                      |                                      |                           |                           |                                                   |                                                   |                                                   |                                                   |                                                   |                                                   |                         |                         |                         |                         |                         |                         |                 |                 |                                                                 |                                                                 |                                                                 |                                                                 |                                                                 |                                                                 |                                        |                                        |                              |                              |                                                 |                                                 |                                                 |                                                 |                                                 |                                                 |  |  |  |  |  |  |
| Reginald Crawley (décédé) | Reginald Crawley (décédé) | Reginald Crawley (décédé)                     | Reginald Crawley (décédé)                     | Reginald Crawley (décédé)                     | Reginald Crawley (décédé)                     |                                               |                                               | Isobel Grey (précédemment Crawley, née Turnbull) | Isobel Grey (précédemment Crawley, née Turnbull) | Isobel Grey (précédemment Crawley, née Turnbull) | Isobel Grey (précédemment Crawley, née Turnbull) | Isobel Grey (précédemment Crawley, née Turnbull) | Isobel Grey (précédemment Crawley, née Turnbull) |                                              |                                              | Richard Grey, Baron Merton                   | Richard Grey, Baron Merton                   | Richard Grey, Baron Merton                   | Richard Grey, Baron Merton                   | Richard Grey, Baron Merton         | Richard Grey, Baron Merton         |                                    |                                    | James Crawley (décédé)        | James Crawley (décédé)        | James Crawley (décédé)        | James Crawley (décédé)        | James Crawley (décédé)        | James Crawley (décédé)        |                                |                                |                                |                                |                                |                                |                                |                                |                                |                                | Rosamund Painswick (née Crawley) | Rosamund Painswick (née Crawley) | Rosamund Painswick (née Crawley) | Rosamund Painswick (née Crawley) | Rosamund Painswick (née Crawley) | Rosamund Painswick (née Crawley) |                            |                            | Marmaduke Painswick (décédé)                    | Marmaduke Painswick (décédé)                    | Marmaduke Painswick (décédé)                    | Marmaduke Painswick (décédé)                    | Marmaduke Painswick (décédé)                    | Marmaduke Painswick (décédé)                    |                                               |                                               | Robert Crawley, 7e Comte de Grantham          | Robert Crawley, 7e Comte de Grantham          | Robert Crawley, 7e Comte de Grantham          | Robert Crawley, 7e Comte de Grantham          | Robert Crawley, 7e Comte de Grantham | Robert Crawley, 7e Comte de Grantham |                           |                           | Cora Crawley, Comtesse de Grantham (née Levinson) | Cora Crawley, Comtesse de Grantham (née Levinson) | Cora Crawley, Comtesse de Grantham (née Levinson) | Cora Crawley, Comtesse de Grantham (née Levinson) | Cora Crawley, Comtesse de Grantham (née Levinson) | Cora Crawley, Comtesse de Grantham (née Levinson) |                         |                         | Harold Levinson         | Harold Levinson         | Harold Levinson         | Harold Levinson         | Harold Levinson | Harold Levinson |                                                                 |                                                                 | Susan MacClare, Marquise de Flintshire                          | Susan MacClare, Marquise de Flintshire                          | Susan MacClare, Marquise de Flintshire                          | Susan MacClare, Marquise de Flintshire                          | Susan MacClare, Marquise de Flintshire | Susan MacClare, Marquise de Flintshire |                              |                              | Hugh "Shrimpie" MacClare, Marquis de Flintshire | Hugh "Shrimpie" MacClare, Marquis de Flintshire | Hugh "Shrimpie" MacClare, Marquis de Flintshire | Hugh "Shrimpie" MacClare, Marquis de Flintshire | Hugh "Shrimpie" MacClare, Marquis de Flintshire | Hugh "Shrimpie" MacClare, Marquis de Flintshire |  |  |  |  |  |  |
| Reginald Crawley (décédé) | Reginald Crawley (décédé) | Reginald Crawley (décédé)                     | Reginald Crawley (décédé)                     | Reginald Crawley (décédé)                     | Reginald Crawley (décédé)                     |                                               |                                               | Isobel Grey (précédemment Crawley, née Turnbull) | Isobel Grey (précédemment Crawley, née Turnbull) | Isobel Grey (précédemment Crawley, née Turnbull) | Isobel Grey (précédemment Crawley, née Turnbull) | Isobel Grey (précédemment Crawley, née Turnbull) | Isobel Grey (précédemment Crawley, née Turnbull) |                                              |                                              | Richard Grey, Baron Merton                   | Richard Grey, Baron Merton                   | Richard Grey, Baron Merton                   | Richard Grey, Baron Merton                   | Richard Grey, Baron Merton         | Richard Grey, Baron Merton         |                                    |                                    | James Crawley (décédé)        | James Crawley (décédé)        | James Crawley (décédé)        | James Crawley (décédé)        | James Crawley (décédé)        | James Crawley (décédé)        |                                |                                |                                |                                |                                |                                |                                |                                |                                |                                | Rosamund Painswick (née Crawley) | Rosamund Painswick (née Crawley) | Rosamund Painswick (née Crawley) | Rosamund Painswick (née Crawley) | Rosamund Painswick (née Crawley) | Rosamund Painswick (née Crawley) |                            |                            | Marmaduke Painswick (décédé)                    | Marmaduke Painswick (décédé)                    | Marmaduke Painswick (décédé)                    | Marmaduke Painswick (décédé)                    | Marmaduke Painswick (décédé)                    | Marmaduke Painswick (décédé)                    |                                               |                                               | Robert Crawley, 7e Comte de Grantham          | Robert Crawley, 7e Comte de Grantham          | Robert Crawley, 7e Comte de Grantham          | Robert Crawley, 7e Comte de Grantham          | Robert Crawley, 7e Comte de Grantham | Robert Crawley, 7e Comte de Grantham |                           |                           | Cora Crawley, Comtesse de Grantham (née Levinson) | Cora Crawley, Comtesse de Grantham (née Levinson) | Cora Crawley, Comtesse de Grantham (née Levinson) | Cora Crawley, Comtesse de Grantham (née Levinson) | Cora Crawley, Comtesse de Grantham (née Levinson) | Cora Crawley, Comtesse de Grantham (née Levinson) |                         |                         | Harold Levinson         | Harold Levinson         | Harold Levinson         | Harold Levinson         | Harold Levinson | Harold Levinson |                                                                 |                                                                 | Susan MacClare, Marquise de Flintshire                          | Susan MacClare, Marquise de Flintshire                          | Susan MacClare, Marquise de Flintshire                          | Susan MacClare, Marquise de Flintshire                          | Susan MacClare, Marquise de Flintshire | Susan MacClare, Marquise de Flintshire |                              |                              | Hugh "Shrimpie" MacClare, Marquis de Flintshire | Hugh "Shrimpie" MacClare, Marquis de Flintshire | Hugh "Shrimpie" MacClare, Marquis de Flintshire | Hugh "Shrimpie" MacClare, Marquis de Flintshire | Hugh "Shrimpie" MacClare, Marquis de Flintshire | Hugh "Shrimpie" MacClare, Marquis de Flintshire |  |  |  |  |  |  |
|                           |                           |                                               |                                               |                                               |                                               |                                               |                                               |                                                  |                                                  |                                                  |                                                  |                                                  |                                                  |                                              |                                              |                                              |                                              |                                              |                                              |                                    |                                    |                                    |                                    |                               |                               |                               |                               |                               |                               |                                |                                |                                |                                |                                |                                |                                |                                |                                |                                |                                  |                                  |                                  |                                  |                                  |                                  |                            |                            |                                                 |                                                 |                                                 |                                                 |                                                 |                                                 |                                               |                                               |                                               |                                               |                                               |                                               |                                      |                                      |                           |                           |                                                   |                                                   |                                                   |                                                   |                                                   |                                                   |                         |                         |                         |                         |                         |                         |                 |                 |                                                                 |                                                                 |                                                                 |                                                                 |                                                                 |                                                                 |                                        |                                        |                              |                              |                                                 |                                                 |                                                 |                                                 |                                                 |                                                 |  |  |  |  |  |  |
|                           |                           |                                               |                                               |                                               |                                               |                                               |                                               |                                                  |                                                  |                                                  |                                                  |                                                  |                                                  |                                              |                                              |                                              |                                              |                                              |                                              |                                    |                                    |                                    |                                    |                               |                               |                               |                               |                               |                               |                                |                                |                                |                                |                                |                                |                                |                                |                                |                                |                                  |                                  |                                  |                                  |                                  |                                  |                            |                            |                                                 |                                                 |                                                 |                                                 |                                                 |                                                 |                                               |                                               |                                               |                                               |                                               |                                               |                                      |                                      |                           |                           |                                                   |                                                   |                                                   |                                                   |                                                   |                                                   |                         |                         |                         |                         |                         |                         |                 |                 |                                                                 |                                                                 |                                                                 |                                                                 |                                                                 |                                                                 |                                        |                                        |                              |                              |                                                 |                                                 |                                                 |                                                 |                                                 |                                                 |  |  |  |  |  |  |
|                           |                           |                                               |                                               |                                               |                                               |                                               |                                               |                                                  |                                                  |                                                  |                                                  |                                                  |                                                  |                                              |                                              |                                              |                                              |                                              |                                              |                                    |                                    |                                    |                                    |                               |                               |                               |                               |                               |                               |                                |                                |                                |                                |                                |                                |                                |                                |                                |                                |                                  |                                  |                                  |                                  |                                  |                                  |                            |                            |                                                 |                                                 |                                                 |                                                 |                                                 |                                                 |                                               |                                               |                                               |                                               |                                               |                                               |                                      |                                      |                           |                           |                                                   |                                                   |                                                   |                                                   |                                                   |                                                   |                         |                         |                         |                         |                         |                         |                 |                 |                                                                 |                                                                 |                                                                 |                                                                 |                                                                 |                                                                 |                                        |                                        |                              |                              |                                                 |                                                 |                                                 |                                                 |                                                 |                                                 |  |  |  |  |  |  |
|                           |                           |                                               |                                               |                                               |                                               |                                               |                                               |                                                  |                                                  |                                                  |                                                  |                                                  |                                                  |                                              |                                              |                                              |                                              |                                              |                                              |                                    |                                    |                                    |                                    |                               |                               |                               |                               |                               |                               |                                |                                |                                |                                |                                |                                |                                |                                |                                |                                |                                  |                                  |                                  |                                  |                                  |                                  |                            |                            |                                                 |                                                 |                                                 |                                                 |                                                 |                                                 |                                               |                                               |                                               |                                               |                                               |                                               |                                      |                                      |                           |                           |                                                   |                                                   |                                                   |                                                   |                                                   |                                                   |                         |                         |                         |                         |                         |                         |                 |                 |                                                                 |                                                                 |                                                                 |                                                                 |                                                                 |                                                                 |                                        |                                        |                              |                              |                                                 |                                                 |                                                 |                                                 |                                                 |                                                 |  |  |  |  |  |  |
|                           |                           | Patrick Crawley Héritier présomptif (disparu) | Patrick Crawley Héritier présomptif (disparu) | Patrick Crawley Héritier présomptif (disparu) | Patrick Crawley Héritier présomptif (disparu) | Patrick Crawley Héritier présomptif (disparu) | Patrick Crawley Héritier présomptif (disparu) |                                                  |                                                  |                                                  |                                                  |                                                  |                                                  | Matthew Crawley Héritier présomptif (décédé) | Matthew Crawley Héritier présomptif (décédé) | Matthew Crawley Héritier présomptif (décédé) | Matthew Crawley Héritier présomptif (décédé) | Matthew Crawley Héritier présomptif (décédé) | Matthew Crawley Héritier présomptif (décédé) |                                    |                                    | Mary Talbot (née Crawley)          | Mary Talbot (née Crawley)          | Mary Talbot (née Crawley)     | Mary Talbot (née Crawley)     | Mary Talbot (née Crawley)     | Mary Talbot (née Crawley)     |                               |                               | Henry Talbot                   | Henry Talbot                   | Henry Talbot                   | Henry Talbot                   | Henry Talbot                   | Henry Talbot                   |                                |                                | Michael Gregson (décédé)       | Michael Gregson (décédé)       | Michael Gregson (décédé)         | Michael Gregson (décédé)         | Michael Gregson (décédé)         | Michael Gregson (décédé)         |                                  |                                  | Edith Pelham (née Crawley) | Edith Pelham (née Crawley) | Edith Pelham (née Crawley)                      | Edith Pelham (née Crawley)                      | Edith Pelham (née Crawley)                      | Edith Pelham (née Crawley)                      |                                                 |                                                 | Herbert "Bertie" Pelham, 5e Marquis de Hexham | Herbert "Bertie" Pelham, 5e Marquis de Hexham | Herbert "Bertie" Pelham, 5e Marquis de Hexham | Herbert "Bertie" Pelham, 5e Marquis de Hexham | Herbert "Bertie" Pelham, 5e Marquis de Hexham | Herbert "Bertie" Pelham, 5e Marquis de Hexham |                                      |                                      | Tom Branson               | Tom Branson               | Tom Branson                                       | Tom Branson                                       | Tom Branson                                       | Tom Branson                                       |                                                   |                                                   | Sybil Branson (décédée) | Sybil Branson (décédée) | Sybil Branson (décédée) | Sybil Branson (décédée) | Sybil Branson (décédée) | Sybil Branson (décédée) |                 |                 | Atticus Aldridge héritier de Daniel Aldridge, 1er Lord Sinderby | Atticus Aldridge héritier de Daniel Aldridge, 1er Lord Sinderby | Atticus Aldridge héritier de Daniel Aldridge, 1er Lord Sinderby | Atticus Aldridge héritier de Daniel Aldridge, 1er Lord Sinderby | Atticus Aldridge héritier de Daniel Aldridge, 1er Lord Sinderby | Atticus Aldridge héritier de Daniel Aldridge, 1er Lord Sinderby |                                        |                                        | Rose Aldridge (née MacClare) | Rose Aldridge (née MacClare) | Rose Aldridge (née MacClare)                    | Rose Aldridge (née MacClare)                    | Rose Aldridge (née MacClare)                    | Rose Aldridge (née MacClare)                    |                                                 |                                                 |  |  |  |  |  |  |
|                           |                           | Patrick Crawley Héritier présomptif (disparu) | Patrick Crawley Héritier présomptif (disparu) | Patrick Crawley Héritier présomptif (disparu) | Patrick Crawley Héritier présomptif (disparu) | Patrick Crawley Héritier présomptif (disparu) | Patrick Crawley Héritier présomptif (disparu) |                                                  |                                                  |                                                  |                                                  |                                                  |                                                  | Matthew Crawley Héritier présomptif (décédé) | Matthew Crawley Héritier présomptif (décédé) | Matthew Crawley Héritier présomptif (décédé) | Matthew Crawley Héritier présomptif (décédé) | Matthew Crawley Héritier présomptif (décédé) | Matthew Crawley Héritier présomptif (décédé) |                                    |                                    | Mary Talbot (née Crawley)          | Mary Talbot (née Crawley)          | Mary Talbot (née Crawley)     | Mary Talbot (née Crawley)     | Mary Talbot (née Crawley)     | Mary Talbot (née Crawley)     |                               |                               | Henry Talbot                   | Henry Talbot                   | Henry Talbot                   | Henry Talbot                   | Henry Talbot                   | Henry Talbot                   |                                |                                | Michael Gregson (décédé)       | Michael Gregson (décédé)       | Michael Gregson (décédé)         | Michael Gregson (décédé)         | Michael Gregson (décédé)         | Michael Gregson (décédé)         |                                  |                                  | Edith Pelham (née Crawley) | Edith Pelham (née Crawley) | Edith Pelham (née Crawley)                      | Edith Pelham (née Crawley)                      | Edith Pelham (née Crawley)                      | Edith Pelham (née Crawley)                      |                                                 |                                                 | Herbert "Bertie" Pelham, 5e Marquis de Hexham | Herbert "Bertie" Pelham, 5e Marquis de Hexham | Herbert "Bertie" Pelham, 5e Marquis de Hexham | Herbert "Bertie" Pelham, 5e Marquis de Hexham | Herbert "Bertie" Pelham, 5e Marquis de Hexham | Herbert "Bertie" Pelham, 5e Marquis de Hexham |                                      |                                      | Tom Branson               | Tom Branson               | Tom Branson                                       | Tom Branson                                       | Tom Branson                                       | Tom Branson                                       |                                                   |                                                   | Sybil Branson (décédée) | Sybil Branson (décédée) | Sybil Branson (décédée) | Sybil Branson (décédée) | Sybil Branson (décédée) | Sybil Branson (décédée) |                 |                 | Atticus Aldridge héritier de Daniel Aldridge, 1er Lord Sinderby | Atticus Aldridge héritier de Daniel Aldridge, 1er Lord Sinderby | Atticus Aldridge héritier de Daniel Aldridge, 1er Lord Sinderby | Atticus Aldridge héritier de Daniel Aldridge, 1er Lord Sinderby | Atticus Aldridge héritier de Daniel Aldridge, 1er Lord Sinderby | Atticus Aldridge héritier de Daniel Aldridge, 1er Lord Sinderby |                                        |                                        | Rose Aldridge (née MacClare) | Rose Aldridge (née MacClare) | Rose Aldridge (née MacClare)                    | Rose Aldridge (née MacClare)                    | Rose Aldridge (née MacClare)                    | Rose Aldridge (née MacClare)                    |                                                 |                                                 |  |  |  |  |  |  |
|                           |                           |                                               |                                               |                                               |                                               |                                               |                                               |                                                  |                                                  |                                                  |                                                  |                                                  |                                                  |                                              |                                              |                                              |                                              |                                              |                                              |                                    |                                    |                                    |                                    |                               |                               |                               |                               |                               |                               |                                |                                |                                |                                |                                |                                |                                |                                |                                |                                |                                  |                                  |                                  |                                  |                                  |                                  |                            |                            |                                                 |                                                 |                                                 |                                                 |                                                 |                                                 |                                               |                                               |                                               |                                               |                                               |                                               |                                      |                                      |                           |                           |                                                   |                                                   |                                                   |                                                   |                                                   |                                                   |                         |                         |                         |                         |                         |                         |                 |                 |                                                                 |                                                                 |                                                                 |                                                                 |                                                                 |                                                                 |                                        |                                        |                              |                              |                                                 |                                                 |                                                 |                                                 |                                                 |                                                 |  |  |  |  |  |  |
|                           |                           |                                               |                                               |                                               |                                               |                                               |                                               |                                                  |                                                  |                                                  |                                                  |                                                  |                                                  |                                              |                                              |                                              |                                              | George Crawley Héritier présomptif           | George Crawley Héritier présomptif           | George Crawley Héritier présomptif | George Crawley Héritier présomptif | George Crawley Héritier présomptif | George Crawley Héritier présomptif |                               |                               |                               |                               |                               |                               |                                |                                |                                |                                |                                |                                |                                |                                |                                |                                |                                  |                                  | Marigold                         | Marigold                         | Marigold                         | Marigold                         | Marigold                   | Marigold                   |                                                 |                                                 |                                                 |                                                 |                                                 |                                                 |                                               |                                               |                                               |                                               |                                               |                                               |                                      |                                      |                           |                           |                                                   |                                                   | Sybil Branson                                     | Sybil Branson                                     | Sybil Branson                                     | Sybil Branson                                     | Sybil Branson           | Sybil Branson           |                         |                         |                         |                         |                 |                 |                                                                 |                                                                 |                                                                 |                                                                 | Victoria Aldridge                                               | Victoria Aldridge                                               | Victoria Aldridge                      | Victoria Aldridge                      | Victoria Aldridge            | Victoria Aldridge            |                                                 |                                                 |                                                 |                                                 |                                                 |                                                 |  |  |  |  |  |  |

### Le personnel

#### Charles Carson
Interprété par Jim Carter, Charles Carson, majordome général de Downton Abbey, règne d'une main de fer sur l'ensemble de la domesticité de Downton Abbey. Plus conservateur que les Grantham, autoritaire, bourru et très attaché aux traditions de la vieille Angleterre, il ne tolère aucun écart au protocole. Il cache pourtant un passé d'acteur de music-hall qu'il a renié depuis de nombreuses années et qui se rappelle à lui lorsque son ancien camarade de scène - désormais sans-le-sou - le sollicite.
Les déboires de certains domestiques et de la famille Crawley sont l'occasion de montrer son côté humain : il est généreux avec les domestiques et soutient ses maîtres en période difficile. Son mariage tardif est l'occasion de découvrir, malgré lui, lorsque son épouse feint un poignet foulé, l'égalité des tâches ménagères et de s'ouvrir à la condition des femmes. Sa loyauté à l'égard des Crawley est totale et il va jusqu'à les considérer comme la seule famille qu'il ait jamais eue. Il traite les filles du comte avec beaucoup d'affection et se permet parfois de leur dire ce qu'il pense. Il a notamment une affection toute particulière envers Lady Mary qu'il a toujours préféré et dont il connaît le vrai caractère fougueux, lui pardonnant tous les écarts qu'il peut juger scandaleux par ailleurs.

#### Elsie Hughes épouse Carson
Interprétée par Phyllis Logan, Elsie Hughes est l'intendante  de la demeure familiale. Elle possède toutes les clés de la maison, gère les ressources et encadre fermement le travail des femmes de chambre. Tout aussi à cheval sur le règlement que Carson, son humanité est plus immédiatement visible, même si elle place très haut ses responsabilités.
Oreille attentive des domestiques, elle plaide régulièrement auprès de Mr Carson en faveur des demandes du personnel. Plus progressiste que ce dernier elle soutient spontanément les changements d'après-guerre.

#### John Bates
Interprété par Brendan Coyle, le nouveau valet de Lord Grantham, John Bates, a participé avec lui à la guerre des Boers et a obtenu ce poste grâce à ce compagnonnage et au fait d'avoir sauvé la vie de Lord Grantham. C'est un homme affable, réservé, dont le passé est mystérieux. Une blessure de guerre l'a rendu boiteux ; sa canne et ses douleurs laissent planer de sérieux doutes quant à sa capacité à assumer ce poste convoité de valet de chambre personnel du maître de Downton. Sa fonction lui attire par ailleurs la jalousie de certains domestiques, mais Anna et Mrs Hughes le soutiennent. Son tact et sa discrétion lui valent même la reconnaissance et l'estime du très sévère majordome, Mr Carson.
Malgré la jalousie qu'entretient Thomas à son égard, M. Bates ira même jusqu'à l'aider lorsque sa réputation sera mise en danger. Accusé du meurtre de sa femme, il frôle la peine de mort et passe du temps en prison. Le courage et la persévérance d'Anna — qui l'a épousé juste avant son arrestation — permettent de découvrir la preuve permettant de l'innocenter. Lord Grantham leur donne un petit cottage, faisant partie du domaine, afin qu'ils s'y installent.

#### Sarah O'Brien
Interprétée par Siobhan Finneran, Sarah O'Brien, première femme de chambre de la maison, est vouée au seul service de Lady Grantham. Froide et calculatrice, c'est une femme dévorée par la jalousie et par l'ambition, prête à toutes les bassesses pour parvenir à ses fins et défendre ses intérêts. Elle a la confiance aveugle de Cora, qu'elle manipule souvent. Thomas est son âme damnée, puis son ennemi lorsqu'il accueille mal Alfred, neveu d'O'Brien.

#### Thomas Barrow
Interprété par Rob James-Collier, le valet de pied Thomas Barrow est dans la maison depuis plus longtemps que William Mason et joue donc de son autorité sur lui. Aussi cruel que beau, il cache son homosexualité dont il s'est régulièrement servi pour approcher des membres de la haute société anglaise qui l'employaient. Il veut s'élever au sein de la hiérarchie domestique par tous les moyens et suit, pour cela, les conseils de O'Brien ; il lorgne notamment la place de valet de Lord Grantham, finalement attribuée à Bates.
Volontaire dès les prémices de la guerre de 14-18, il découvre l'horreur des tranchées. En 1916, exténué, il s'inflige une blessure délibérée, de manière à ne plus retourner au front. Sa blessure grave à la main le renvoie à Downton. Il dissimule sa main définitivement blessée dans un gant. Complice des basses oeuvres d'O'Brien, il en devient l'ennemi quand il rejette son neveu, Alfred. À l'arrivée de James à Downton Abbey, il tombe amoureux de celui-ci et manque de perdre son poste en s'étant mépris sur les sentiments de ce dernier à son égard. À la saison 6, dépressif, mis à l'écart et menacé de licenciement, il fait une tentative de suicide, étant sauvé à temps par Andrew et par Baxter. Il devient majordome à la suite du départ en retraite de Carson.

#### William Mason
Interprété par Thomas Howes, William Mason est un jeune homme doux et modeste. En 1912, il est encore nouveau à Downton Abbey, où il ne s'épanouit pas. Il souffre du mal du pays, et sa famille lui manque. Cette situation est aggravée par ses sentiments secrets pour Daisy, qui l'ignore totalement en faveur de Thomas, son supérieur, qui ne manque jamais de lui faire subir des brimades. Il s'engage dans l'armée pendant la guerre, et se retrouve comme ordonnance militaire de Matthew Crawley. Au cours d'une offensive, les deux hommes sont gravement blessés par l'explosion d'un obus. William protège Matthew en le poussant à temps loin de l'explosion. Il est mortellement touché aux poumons. Rapatrié à Downton, il demande Daisy en mariage, avant de mourir des suites de ses blessures. Il quitte donc la série pendant l'épisode 5 de la deuxième saison.

#### Anna Smith épouse Bates
Interprétée par Joanne Froggatt, la première femme de chambre Anna Smith est attachée au service de Mary, qui l'apprécie beaucoup et qui a grande confiance en elle. C'est une jeune femme romantique, courageuse et droite. D'emblée, elle est en empathie avec Bates, qu'elle épouse, et dont elle accouche d'un fils, Johnny, lors de l'ultime épisode de la dernière saison. Elle devient ensuite la femme de chambre de Lady Mary ; les deux femmes, très liées, s'aident mutuellement tout au long de la série, notamment pour cacher les liaisons de Mary ou pour permettre à Anna d'avoir un enfant, deux problèmes récurrents dans la série. Loyale envers ses maîtres, Anna est toujours là pour les aider, de quelque façon que ce soit.

#### Gwen Dawson épouse Harding
Interprétée par Rose Leslie, la femme de chambre Gwen Dawson partage une chambre avec Anna et a le projet secret de devenir secrétaire. Elle perd souvent l'espoir d'y parvenir, malgré le fervent soutien de Lady Sybil. Finalement, elle devient secrétaire et quitte son poste de Downton Abbey à la fin de la première saison. Au début de la saison 4, elle s'est mariée ; elle revient brièvement dans un épisode de la saison 6, où elle s'est émancipée et travaille à un poste important pour le gouvernement.

#### Ethel Parks(VF: Esther Parks)
Interprétée par Amy Nuttall, Ethel Parks, présente à partir de la deuxième saison, est la femme de chambre qui remplace Gwen. Particulièrement impertinente et naïve, elle rêve d'une autre vie devant les romans-photos et passe son temps à parler de sa future ascension sociale, à la grande irritation des autres domestiques. Elle est renvoyée après sa liaison d'un mois avec Bryant, l'un des officiers soignés à Downton, dont elle est enceinte. Elle demande de l'aide aux parents du défunt père de son enfant. Ceux-ci refusent dans un premier temps, puis avec l'aide d'Isobel Crawley et de Mrs Hughes, elle leur confie son enfant, étant en grande détresse (elle se prostitue pour vivre), sans certitude de le revoir un jour. Elle accepte de travailler non loin de son fils, dont elle est incapable de s'éloigner.

#### Henry Lang
Interprété par Cal MacAninch, Henry Lang est le valet de Lord Grantham au début de la deuxième saison, après le départ brutal de Bates, en raison du chantage de sa femme. Récemment démobilisé de la guerre, il reste traumatisé par le conflit, atteint d'obusite. Malgré sa bonne volonté et son désir de reprendre un travail, il se révèle rapidement trop marqué par la guerre pour reprendre une fonction. Il quitte Downton avec une bonne recommandation de Carson, en attendant de se remettre. Il est remplacé par Thomas, avant le retour de Bates.

#### Beryl Patmore
Interprétée par Lesley Nicol, la cuisinière de Downton Abbey, Beryl Patmore, règne d'une main de maître sur son domaine et désespère que Mrs Hughes lui laisse un jour l'autorité du placard à provisions. Bavarde et truculente, elle a le verbe haut et surmène la jeune Daisy. Intraitable dans le travail, elle se montre aussi clairvoyante et compatissante dans ses relations personnelles et dans celles des autres : elle est, tout au long de la série, la confidente de Mrs Hughes, qui lui demande notamment conseil au sujet de sa maladie puis de son mariage avec Carson.
Méfiante devant les outils modernes, comme le réfrigérateur ou le batteur électrique, elle déplore le danger qu'ils représentent pour son métier.
Bienveillante envers le jeune personnel, elle protège et forme la jeune Daisy qu'elle considère comme sa fille et prend également en charge la formation d'Alfred qui souhaite devenir chef, ainsi que celle de Lady Sybil qui souhaite alors apprendre à cuisiner.
En 2013, les éditions Payot ont réédité Les Tribulations d'une cuisinière anglaise de Margaret Powell, paru en 1968 en Grande-Bretagne, qui a inspiré, quarante années plus tard, les scénaristes de la série pour Mme Patmore.

#### Daisy Robinson épouse Mason
Interprétée par Sophie McShera, Daisy Robinson est une simple fille de cuisine. Au commencement de Downton Abbey, elle est une jeune adolescente au service presque exclusif de Mrs Patmore. Elle est complètement dominée par ses supérieurs et terrorisée à l'idée de rater les innombrables tâches qu'on lui confie. D'une naïveté confondante, elle est amoureuse de Thomas, dont elle ignore l'absence de scrupule et l'homosexualité, malgré les allusions de Mrs Patmore. Un peu simple d'esprit au début de la série, elle déteste l'électricité et n'apprécie pas la modernisation de l'équipement du château. Ce qui ne l'empêche pas de vivre une étrange histoire d'amour et de devenir une cuisinière hors pair. Pendant la guerre, elle épouse William Mason, qui l'aime et dont elle n'est pas amoureuse. Celui-ci meurt peu après le mariage. Daisy reste alors très proche de son beau-père, Mr Mason. Aidée par Joseph Molesley, elle s'éduque petit à petit, tout en acquérant des opinions politiques et passant du temps à lire et à apprendre. Elle réussit brillamment les examens qu'elle passe à l'école. À la fin de la sixième saison, elle rejette Andy, qui est amoureux d'elle, puis s'intéresse à lui quand il renonce finalement à la séduire. Pour attirer son attention, elle adopte une nouvelle coiffure, au résultat ridicule ; elle s'attire les moqueries d'Andy. Finalement, une fois la coiffure de Daisy arrangée par Anna, les deux jeunes gens se réconcilient et s'avouent tacitement leur amour.

#### Joseph Molesley
Interprété par Kevin Doyle, Joseph Molesley est au début de la série un majordome et valet chez Matthew et Isobel Crawley. Proche de ses maîtres, il deviendra, à Downton, le valet de chambre de Matthew jusqu'à la mort de ce dernier, laquelle le choque beaucoup. Gentil, plutôt maladroit, très cultivé, Molesley, sans travail, enchaîne les petits emplois, avant de revenir à Downton comme valet de pied. Il devient instituteur à l'école du village à la fin de la série, après avoir passé les examens qu'il réussit brillamment. D'une nature attentionnée, il aide beaucoup Daisy à s'instruire, soutient Phyllis Baxter, dont il est devenu très proche, quand elle doit résoudre ses problèmes judiciaires, et aide le couple Bates à être finalement innocenté quand Anna et son époux sont accusés de meurtre.

#### Tom Branson
Interprété par Allen Leech, Tom Branson est le chauffeur au service de la maison. Il conduit presque exclusivement Lady Sybil, surtout lorsqu'elle veut assister aux rassemblements pour le droit de vote des femmes, déplacement mal vu de la famille. Il est très amoureux de Lady Sybil et fait tout pour qu'elle accepte ses propres sentiments à son égard. Son statut social freine la bénédiction de la famille quant à son union avec la jeune femme, laquelle ne conçoit pas qu'un simple chauffeur puisse épouser une noble. Étudiant des livres de politique, Branson est un Irlandais avec des idées révolutionnaires, anti-anglaises. Son indépendance d'esprit ne déplaît pas à Sybil, alors en pleine émancipation. Cette prise de position radicale provoque un grand remous lorsque, marié à Sybil, il revient à Downton pour le mariage de Mary. Au fil du temps, les Crawley l'acceptent un peu mieux, en particulier Matthew, qui en fait son témoin de mariage, et Mary, à qui il demande d'être la marraine de sa fille. Il devient l'agent chargé de la gestion du domaine, d'abord avec son beau-père et beau-frère, puis progressivement en duo avec Mary quand cette dernière prend en charge la gestion du domaine à la mort de Matthew. Mal à l'aise dans la haute société, il part quelque temps pour les États-Unis avant finalement de se rendre compte de l'attachement qu'il a pour les Crawley. Il est comme un fils pour Robert ; Mary et Edith le traitent comme un frère. Même Violet, pourtant réticente au début, l'apprécie et reconnait Tom comme un membre à part entière de sa famille, disant qu'il est celui avec le plus de bon sens parmi ses proches après elle. Il réconcilie Matthew et Mary la veille de leur mariage, soutient Edith dans l'acceptation de sa fille naturelle Marigold et dans sa relation adultère avec Bertie, puis pousse Mary dans les bras d'Henry Talbot.

#### James «Jimmy» Kent
Interprété par Ed Speleers, le nouveau second valet James Kent rejoint les rangs de Downton en 1920, après que la maison est sauvée de la faillite. Dès son apparition pour l'obtention du poste, il charme toutes les servantes, et attire également l’œil de Thomas. Jimmy - comme il aime qu'on l'appelle - était le premier valet dans l'ancienne demeure où il exerçait, et était très proche de sa Maîtresse, selon ses allusions. Ivy, la nouvelle fille de cuisine, a un faible pour lui. Il sert inconsciemment Mlle O'Brien dans son plan de vengeance contre Thomas, qui le jette dans les filets de celui-ci. James n'apprécie pas le comportement de Thomas à son égard, surtout quand ce dernier l'embrasse dans son sommeil, et envisage à une action radicale pour que cela cesse. Malgré tout, il accepte qu'ils deviennent amis après que Thomas lui sauve la vie dans une bagarre (faisant preuve d'un « grand courage » comme Jimmy le dira). En 1924, alors que son ancienne employeuse fait une visite à Downton, Jimmy ne résiste pas à la tentation de la rejoindre dans sa chambre. Un incendie éclate alors dans la chambre de Lady Edith, et Jimmy et son amante sont surpris au lit par Lord Grantham, venu avertir du danger les occupants des chambres. Jimmy est renvoyé, et quitte Downton le lendemain, après avoir fait ses adieux à Thomas et l'avoir remercié pour son amitié.

#### Alfred Nugent
Interprété par Matt Milne, Alfred est le neveu de Sarah O'Brien. Il rejoint Downton en 1920, grâce à sa tante qui l'impose à Carson comme nouveau valet de pied. Simple et serviable, Alfred est passionné par la cuisine, et n'est donc pas satisfait par son travail de valet. Amoureux d'Ivy, il est lui-même aimé par Daisy. Ivy a un penchant pour Jimmy et Alfred n'éprouve rien pour Daisy, ce qui fait souffrir cette dernière. Ayant découvert l'homosexualité de Thomas, il manque de le faire arrêter en le dénonçant à la police. Se ravisant à la demande de Lord Grantham, il prétend aux agents venus pour l'arrestation de Thomas, qu'il s'est simplement trompé. À la fin de la saison 4, il quitte définitivement Downton après avoir trouvé un poste de cuisinier à Londres. Daisy, aidé de Mr. Mason, son beau-père, le quitte en bons termes après lui avoir avoué franchement ses sentiments.

#### Ivy Stuart
Interprétée par Cara Theobold, Ivy est une aide de cuisine recrutée en 1920. Dès son arrivée, Alfred tombe sous son charme, ce qui rend jalouse Daisy. Ivy, d'un tempérament plutôt amical, est constamment méprisée par cette dernière. Amoureuse de Jimmy, elle le préfère à Alfred. Jimmy et elle entretiennent une relation, dénuée de sincérité chez Jimmy, qui n'aime que son ancienne employeuse, Lady Anstruther. Ivy quitte Downton en 1923, pour travailler aux États-Unis chez Harold Levinson, le frère de Cora Crawley.

#### Phyllis Baxter
Interprétée par Raquel Cassidy, Phyllis Baxter, appelée couramment Baxter, est la femme de chambre de Cora, après les départs de Mme O'Brien puis d'Edna Braithwaite. Douce et discrète, elle a obtenu son poste grâce à Thomas, qui l'a conseillée à Cora. Elle traîne des antécédents criminels, ayant volé les bijoux de son ancienne employeuse sous la contrainte d'un de ses collègues. Cela manque de causer son renvoi quand Cora l'apprend. Elle reste après avoir juré qu'elle ne volerait jamais son employeuse. Proche de Molesley, elle peut compter sur lui lorsqu'elle traverse des périodes difficiles, notamment lorsqu'elle doit témoigner au procès de celui qui l'obligeait à voler.

#### Andrew «Andy» Parker
Interprété par Michael C. Fox, Andrew, surnommé Andy, Parker est d'abord recruté par Carson en 1924 lors d'un voyage à Londres pour le mariage de Rose Aldridge, la famille ayant besoin d'un valet supplémentaire. Il rejoint Downton pour y être officiellement engagé comme valet de pied. Citadin d'origine, il est passionné par la campagne et par le travail de la terre, et se propose pour aider Mr. Mason, le beau-père de Daisy, pour élever les porcs. Mr. Mason lui prête alors des livres pour lui enseigner la théorie : Andy se révèle illettré. Il essaie d'apprendre avec Thomas, sans grand succès, puis fréquente quelque temps l'école de Downton pour y apprendre à lire. Il y fait de remarquables progrès : il tient même les comptes de Mr. Mason. Amoureux de Daisy, il est rejeté par cette dernière. Convaincu d'avoir perdu toutes ses chances, Andy s'éloigne de la jeune fille, ce qui n'a pour effet que de la faire enfin s'intéresser à lui. Andy, déçu, commence par la rejeter à son tour. Les deux jeunes gens se réconcilient et se rapprochent l'un de l'autre.

## Accueil

### Audiences
Début 2013, alors que Downton Abbey en est à sa troisième saison, le groupe télévisuel américain NBC Universal estime que la série a été regardée par environ 120 millions de spectateurs dans le monde, nombre calculé à partir des statistiques fournies par les sociétés de diffusion qui sont ses clientes.

#### Au Royaume-Uni
La saison 1 a rassemblé 9,7 millions de téléspectateurs en moyenne.
La saison 2 a rassemblé 11,72 millions de téléspectateurs en moyenne par épisode. Durant sa diffusion le Christmas Special de 2011 a rassemblé 12,11 millions de téléspectateurs devant ITV1.
La saison 3 a rassemblé 11,7 millions de téléspectateurs en moyenne par épisode. L'épisode Christmas Special de 2012 a rassemblé 10,28 millions de téléspectateurs en moyenne sur ITV1.
La saison 4 a rassemblé 11,5 millions de téléspectateurs en moyenne par épisode. L'épisode Christmas Special de 2013 n'a rassemblé que 8,77 millions de téléspectateurs sur ITV1.
La saison 5 rassemble en moyenne 10 millions de téléspectateurs par épisode.
À la fin de la saison 6, l'épisode final de la série est regardé par 6,9 millions de téléspectateurs, ce qui permet à ITV de faire mieux que la série concurrente de la BBC le même soir, EastEnders. S'y ajoutent 4 millions de vues sur les vidéos en ligne (replay), un record pour ce type de visionnage. L'ensemble constitue un total de 10,9 millions.
Selon un sondage sur le site du journal britannique The Telegraph fin 2013, la saison 1 était la plus populaire parmi les spectateurs (35% des votes sur 1 320 votes), suivie par l'épisode de Noël de la saison 2. La saison 4 était la troisième plus populaire, rassemblant 18% des votes. L'épisode de Noël de la saison 3 était le moins populaire, rassemblant moins de 5% des votes.

#### Aux États-Unis
La saison 3 a rassemblé 11,5 millions de téléspectateurs en moyenne par épisode à J+7 sur PBS.
La saison 4 a rassemblé 13,3 millions de téléspectateurs en moyenne par épisode à J+7 sur PBS. Le premier épisode de cette saison obtient une audience de 10,2 millions de spectateurs, ce qui constitue un record pour un premier épisode de saison d'une série de PBS.
La saison 5 a rassemblé 12,9 millions de téléspectateurs en moyenne par épisode à J+7 sur PBS.
En 2012, les médias britanniques remarquent que la série est devenue culte aux États-Unis. La BBC rapporte que les fans américains de la série organisent des soirées le dimanche pour regarder le nouvel épisode, se jettent sur les produits dérivés proches de la série et discutent abondamment des derniers rebondissements en date sur les réseaux sociaux comme Twitter et Facebook. Selon le Guardian, certains fans s'habillent en costumes d'époque pour regarder la série (voire habillent également leurs chiens).

#### Dans les pays francophones

##### En France
En France, la saison 1, diffusée en décembre 2011, a réuni 878 000 téléspectateurs pour le premier épisode puis autour de 700 000 pour les autres épisodes. La première saison dans son ensemble rassemble en France environ 830 000 spectateurs. Lors d'une rediffusion en septembre 2012, la saison 1 a rassemblé 564 000 téléspectateurs.
La saison 2 a été diffusé à partir du 30 septembre 2012. Dès la première soirée, TMC se plaçait en tête des audiences TNT de la soirée. Les épisodes de la saison 2 ont rassemblé environ 740 000 spectateurs sur TMC.
La saison 3 a rassemblé 770 000 téléspectateurs en moyenne par épisode.
Ces chiffres montrent un succès plus modeste de la série en France qu'au Royaume-Uni. Il est dû notamment à l'influence plus limitée de TMC, une chaîne de la TNT parmi d'autres, par rapport à la chaîne britannique ITV1 (l'une des chaînes les plus regardées au Royaume-Uni). TMC s'appuie cependant sur la série pour recueillir plusieurs de ses meilleurs scores d'audience pendant cette période.
L'épisode final de la série, à la fin de la saison 6, rassemble 1,1 million de téléspectateurs sur TMC le samedi 2 janvier 2016, ce qui représente le meilleur score d'audience pour la série en France et a fait de TMC la chaîne la plus regardée au moment de la diffusion de l'épisode.

##### En Belgique
Les saisons 1 et 2 ont été diffusées entre mars et mai 2014 à raison de deux épisodes tous les samedis soir sur RTL-TVI, à l'exception du dernier épisode de la saison 2 qui a été diffusé le soir de Noël pour coller à la programmation britannique. La troisième saison est diffusée depuis janvier 2015 sur Club RTL. En moyenne par épisode, il y a eu 181 000 téléspectateurs pour la première saison et 166 000 téléspectateurs pour la deuxième saison. Dernière diffusion le 30 avril 2015 avec la saison 4 et 6 épisodes sur 9. La saison 5 a été déprogrammée.
La diffusion a cependant repris sur la chaîne Club RTL depuis fin 2016, depuis le début de la série, à raison de deux épisodes tous les samedis soir.

### Réception critique

#### Critiques de presse au Royaume-Uni
Au Royaume-Uni, la série est remarquée pour son évocation bienveillante de l'aristocratie britannique des années 1910. Cela conduit à des réactions variées selon l'orientation politique des médias anglais : les médias orientés à gauche tendent à se montrer critiques envers la série, en lui reprochant de réécrire l'Histoire, tandis que ceux orientés à droite y voient une originalité bienvenue en comparaison des portraits habituellement plus acides de l'aristocratie anglaise dans les téléfilms. Dans le The Guardian, quotidien britannique de centre-gauche, Tanya Gold, commentant la première saison, voit dans la série « un portrait très édulcoré de l'aristocratie anglaise » où « le système des classes [sociales] existe au bénéfice de ceux d'en bas » et juge le résultat « incroyablement drôle »,.

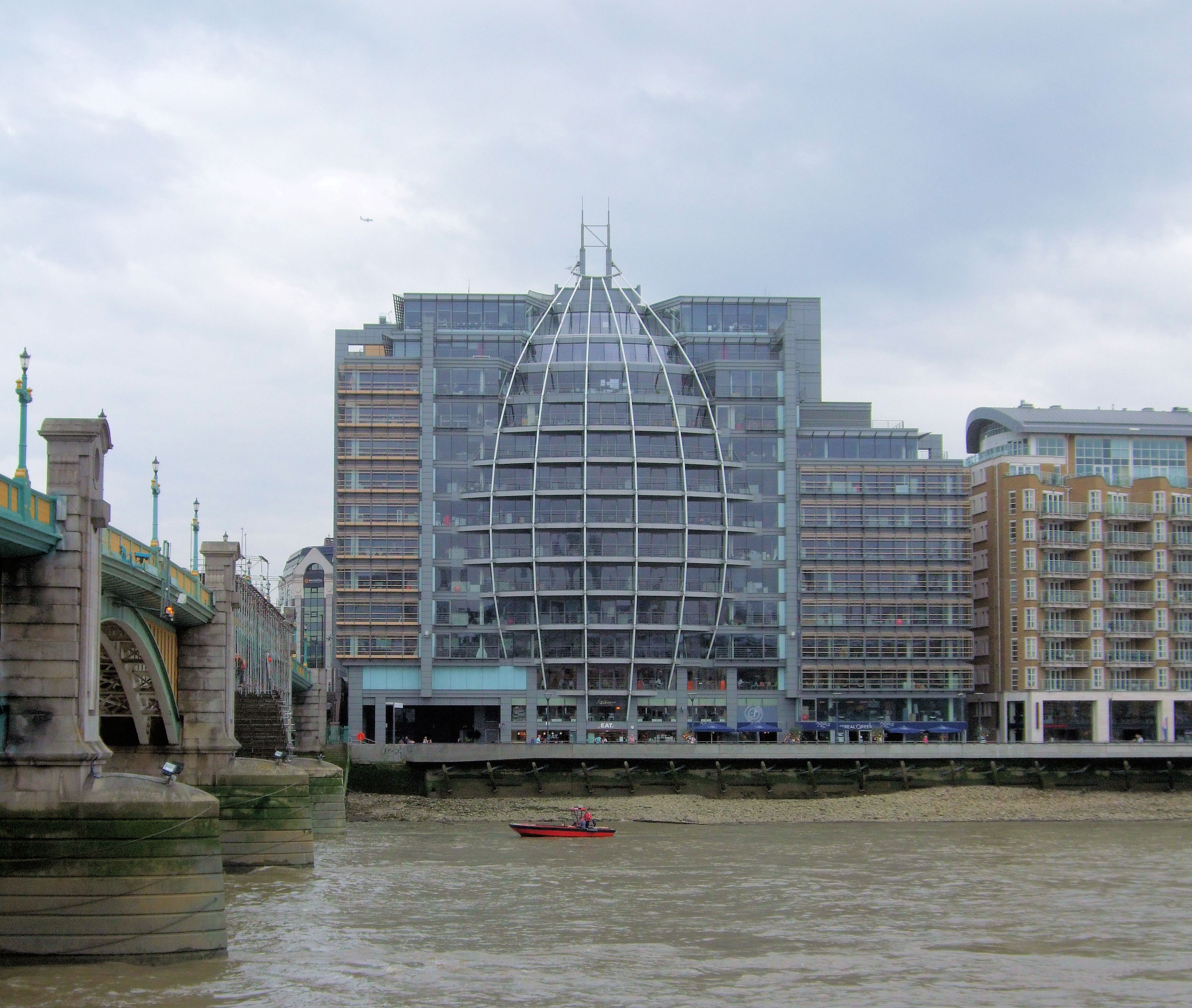
Les locaux de l'Office of Communications, instance régulatrice de la radio et de la télévision britanniques, dans le bâtiment de Riverside House, à Londres.

Les saisons successives recueillent des critiques parfois plus mitigées dans la presse. Dans un article du Guardian écrit après la fin de la série, Gabriel Tate juge que les scénarios de la série ont cessé d'être crédibles au cours de la saison 2 après la guérison de Matthew Crawley, pourtant revenu paralysé des jambes après la Première Guerre mondiale, guérison qu'il juge invraisemblable et dont il fait le premier signe d'une baisse de qualité scénaristique aggravée par les saisons suivantes. Le site Wired indique que la saison 4 a été reçue globalement comme la pire de la série, mais que même l'épisode le plus faible offre des décors et des costumes magnifiques. Le viol d'un personnage récurrent (qui se déroule hors scène) durant un épisode de la saison 4 regardé par 12 millions de téléspectateurs, suscite environ 240 courriers de plaintes de téléspectateurs s'estimant choqués par cette péripétie. L'Office of Communications, l'instance régulatrice des radios et télévisions britanniques, décide après examen de ne pas donner suite à ces plaintes, arguant que l'épisode était précédé d'un avertissement, qu'il était diffusé après 21h et que le viol se déroulait hors écran. Julian Fellowes a défendu son scénario en déclarant que la péripétie n'était ni gratuite ni sensationnaliste ; l'actrice Joanne Froggatt, quant à elle, s'est déclarée fière que la série soit capable d'aborder un sujet si délicat.
En dépit de ses imperfections, la série est saluée pour sa qualité d'ensemble par la presse britannique à la fin de la sixième et dernière saison. Après l'épisode final de la série, Richard Vine, du Guardian, reconnaît, : « Après toutes ces années, il reste difficile de déterminer ce qu'est au juste Downton Abbey ». Il conclut : « Au pays, la série a toujours fonctionné comme un spectacle pour enfants snobs, une vision fantasmée d'une Grande-Bretagne qui n'a jamais réellement existé, où tout le monde, depuis la fille de cuisine jusqu'au valet en second, est heureux de son sort parce que les gens d'en haut sont tellement de chics types. Elle s'est aussi avérée être un lieu où aussi bien le personnel peinant au sous-sol que les conservatrices en robes de bal ont reçu le don d'un curieux sens de la prémonition, un sentiment tangible de leur place dans l'histoire et de la façon dont "les choses" ne seront plus jamais les mêmes, une fois qu'ils auront quitté l'écran. C'est certainement la meilleure série sentimentale (soap) du dimanche soir que nous ayons eu depuis des années ; parfois ça a été une heure peuplée par une vingtaine de personnages en quête d'une intrigue, et parfois elle a été remplie d'interprétations et de regards sur les classes et les statuts sociaux aussi grandioses les unes que les autres. » Dans The Telegraph, journal plus conservateur, Allison Pearson salue la série comme « probablement le meilleur exemple de télé du dimanche soir dans l'histoire de ce medium : un mélange profondément plaisant de calamité humaine installé dans un décor réconfortant ». Elle estime que la série « est devenue partie intégrante de notre expérience nationale » et est d'avis que cet exploit est dû moins au scénario qu'à la performance des acteurs, en qui elle voit « une des gloires démocratiques de notre pays (...) qui pourrait changer un torchon du National Trust en Shakespeare ». Parmi les critiques les plus sévères figure A.A. Gill, qui, en 2011, écrit dans The Sunday Times que la série représente, « (...) tout ce que je méprise et tout ce qui provoque mon désespoir à la télévision britannique : le sentimentalisme façon National Trust, le drame costumé confortable qui refourgue aux gens une vision embarrassante, dégradante et factice de l'endroit où je vis ».
La question de l'exactitude historique de la série suscite de nombreuses réactions. Au fil des saisons, une partie des amateurs de la série se prend au jeu de la recherche d'erreurs ou de gaffes dans la reconstitution de l'époque. La presse britannique se prête au jeu en faisant grand bruit à propos d'une bouteille en plastique anachronique apparaissant dans une affiche publicitaire en 2014. La reine d'Angleterre Élisabeth II regarde et apprécie la série et aime repérer des erreurs de détail, par exemple un officier militaire de la Première Guerre mondiale portant ses médailles dans le mauvais ordre, ou arborant des décorations qui n'ont pas été créées avant la Deuxième guerre mondiale. Pamela Hicks, dame de compagnie de la reine, juge plus sévèrement la série, : « Non, non, tout est faux, comme si un gentleman quelconque avait pu garder une main dans ses poches de veste en parlant à une dame. Et il est ridicule de penser qu'une fête pendant un week-end pouvait rassembler seulement quatorze invités, elle en aurait compté au moins 40 ! »
Parmi les personnages et les acteurs les plus appréciés de la série figure la comtesse douairière Lady Violet, incarnée par Maggie Smith, dont la presse salue à la fois les dialogues ciselés pleins d'esprit et le jeu d'actrice impressionnant. Les répliques cinglantes de la douairière font l'objet de diverses compilations dans les médias et sous forme de vidéos conçues par des fans,.

#### Critiques de presse aux États-Unis
La série reçoit un excellent accueil aux États-Unis lors de la diffusion de sa première saison à partir de janvier 2011. Sur le site agrégateur de critiques Metacritic, la première saison de la série remporte un score moyen de 91 sur 100 fondée sur 16 critiques parues dans la presse britannique ou américaine en 2010-2011. De ce fait, Downton Abbey est inscrite au Livre Guinness des records de l'année 2011 comme la série télévisée ayant reçu le meilleur accueil de la critique (pour sa première saison) (« most critically acclaimed television show »), ce qui est une première pour une série britannique. Le même site attribue aux trois saisons suivantes des notes toujours en légère baisse : la saison 2 atteint un score de 85/100 fondé sur 26 critiques de presse, la saison 3 obtient 83/100 après consultation de 27 critiques de presse et la saison 4 un score de 72/100 basé sur 29 critiques. Les deux dernières saisons amorcent une très légère remontée : la saison 5 obtient un score de 75/100 fondé sur 22 critiques de presse et la sixième et dernière saison cumule un score de 76/100 fondé sur 26 critiques de presse.
Rotten Tomatoes, autre site agrégateur de critiques, décerne à la première saison de Downton Abbey un score de 95 sur 100 sur la base de 20 critiques parues dans la presse américaine avec pour résumé : « Downton Abbey transcende son intrigue de soap grâce à des dialogues pleins d'esprit, des costumes et des décors magnifiques, et d'excellents acteurs et actrices ». Le même site rend compte d'un enthousiasme encore plus grand pour la saison 2 qui obtient la note maximale, 100/100, fondée sur 24 critiques de presse. Comme Metacritic, Rotten Tomatoes reflète ensuite des critiques plus mitigées pour les saisons suivantes : la saison 3 obtient une note de 81/100 fondée sur 37 critiques de presse et le consensus critique rédigé par le site lui reproche que « son intrigue mélodramatique s'aventure parfois sur un terrain moins satisfaisant ». La saison 4 descend à 69/100, note fondée sur 39 critiques de presse et le site la considère comme « une certaine déception ». Là encore, les deux dernières saisons obtiennent de meilleures moyennes, Rotten Tomatoes reflétant de meilleures critiques que Metacritic : la saison 5 atteint une note de 80/100 fondée sur 30 critiques de presse et la saison 6 remonte à 89/100 sur la base de 26 critiques de presse ; le site estime que « les personnages mélodramatiques et les luttes de classes façon soap continuent à entretenir l'attrait » de la série.
Moyennes des notes obtenues par la série selon les critiques :
Le graphique qui aurait dû être présenté ici ne peut pas être affiché car il utilise l'ancienne extension Graph, désactivée pour des questions de sécurité. Des indications pour créer un nouveau graphique avec la nouvelle extension Chart sont disponibles ici.

Cet excellent accueil n'empêche pas les critiques de se diviser sur le degré de réalisme de la série. Dans la revue culturelle The New York Review of Books, James Fenton remarque que la représentation des aristocrates reste très idéalisée, et reproche même à la série d'avoir « jumped the shark » (« sauté le requin ») (expression qualifiant le moment où une série baisse nettement en qualité),. Dans le magazine économique Forbes, Jerry Bowyer est d'avis que les autres critiques surestiment la sympathie de la série envers l'aristocratie. Selon lui, Downton Abbey donne simplement un portrait plus nuancé et équilibré des aristocrates que la plupart des autres séries historiques, qui ont tendance à les diaboliser ou à les ridiculiser. Il affirme que le succès de la série a montré que « la bonne télévision n'a pas intrinsèquement besoin d'être orientée de centre-gauche. Les histoires favorables à la vertu, à la protection de la propriété et à l'admiration de la noblesse et de la richesse peuvent être racontées superbement et auprès de larges publics ».
Le caractère mélodramatique de la série est mis en avant par plusieurs critiques, qui y voient soit une qualité, soit un défaut. Dans le magazine Vanity Fair, David Kamp remarque, : « Le mélodrame n'est pas un produit dont le commerce est bien vu ces temps-ci, mais c'est précisément la raison qui rend Downton Abbey si plaisant. Avec sa délimitation claire entre gentils et méchants, ses dosages régulés de hauts et de bas, la série est une contre-programmation bienvenue par rapport au désespoir à petit feu et à l'ambiguïté morale de la plupart des drames de qualité diffusés à la télévision en ce moment ». Pour James Parker, dans The Atlantic, il s'agit bien plutôt d'un défaut, : « absurde comme l'Histoire, absurde comme un drame, la série réussit magnifiquement à produire de la mauvaise télévision. Les dialogues déroulent à la façon d'une opérette une multiplicité de micro-intrigues, pas trop difficiles pour l'oreille, bien qu'ici ou là une phrase atterrit comme un plateau de petites cuillères sur le sol. Le jeu des acteurs est excellent... il n'a pas le choix. » Plusieurs critiques comparent Downton Abbey à une série britannique plus ancienne au thème proche, Retour au château, au détriment de Downton,. Ben W. Heineman Jr. écrit par exemple que, si Dowton Abbey relève du divertissement, sa prédécesseure relevait, elle, de l'art ; il critique en outre le manque de profondeur des personnages de Downton.

#### Critiques de presse en France
La série est très bien accueillie dans la presse française à sa première diffusion sur la TNT fin 2011. Dans M le mag, supplément du Monde, Martine Delayahe écrit : « Downton Abbey ne pourra que passionner aussi bien les férus de séries pointues que les amateurs de drames historiques et psychologiques bien écrits, bien ficelés, bien mis en scène, bien joués. Drames familiaux sur fond d'histoire nationale, conspirations, haines cachées, amours contrariées : du grand art et un plaisir constant. » Quelques mois après, en décembre 2011, elle remarque : « Pour n'avoir rien de révolutionnaire dans la forme et rien d'iconoclaste sur le fond, "Downton Abbey" n'en a pas moins le charme simple et doux des histoires où l'on se retrouve en terrain de connaissance ». Fin 2014, au début de la quatrième saison de la série, la même journaliste estime que la formule fonctionne toujours bien mais trouve certaines intrigues secondaires superflues et moins prenantes. Également critique envers les faiblesses de la saison 5, le journal donne un avis bien plus favorable sur la saison 6, qui « non seulement redresse la barre par rapport à la précédente, mais compte quelques excellents épisodes ». Dans Les Inrocks, fin 2011, Olivier Joyard évoque « le succès mérité d'une série saisissante ». Il remarque que « la modernité sérielle est entrée dans chaque plan de ce drôle d'objet aux saillies politiques aussi surprenantes que ses brusques montées de violence feutrée », car « les personnages, riches ou misérables, sont traités à égalité par le récit », de sorte que la « circulation entre eux [le monde des maîtres et celui des domestiques] fait la chair de la narration et de la mise en scène » et que , sans « discours préétabli ».
Dans l'hebdomadaire culturel Télérama, Pierre Langlais donne une critique très convaincue du premier épisode : « Brillamment dialoguée, interprétée et mise en scène, la série multiplie les portraits de personnages attachants, drôles et souvent énigmatiques — les domestiques sont particulièrement réussis —, et, plus rythmée que les habituels drames historiques, évite toute sensation d'ennui ». Dans un autre article paru dans Télérama en août 2013, Pierre Langlais, évoquant la première saison de Downton Abbey, relate la controverse ayant agité la presse anglaise aus sujet de l'idéalisation de la réalité historique dans la série et de son caractère possiblement conservateur. Il évoque une « fascination nostalgique » et un « regard bienveillant sur la société de l'époque », mais nuance ce constat en rappelant que « Julian Fellowes s'intéresse dès les premiers instants de son histoire à l'évolution de cet univers, à son entrée dans la modernité » où la comtesse douairière, très conservatrice, apparaît presque comme un ressort comique tant ses remarques ne peuvent pas être prises au sérieux (y compris par la plupart des autres personnages). Il en conclut que la série « dépasse le fantasme conservateur » pour livrer « un portrait certes nostalgique mais plus complexe qu'il n'y paraît » de la société britannique des années 1910.
Le journal chrétien La Croix apprécie « L'interprétation parfaite, les caractères puissants, la réalisation infiniment soignée » et le fait que « vus des cuisines ou des salons d'apparat du comte de Grantham, les mêmes événements prennent des couleurs et des significations différentes ». En 2014, le journal continue à saluer « une peinture très délicate des mutations de la (très) haute société anglaise après la Première Guerre mondiale ». Dans un article paru vers la fin de la série en décembre 2015, Emmanuelle Giuliani et Stéphane Dreyfus mettent au crédit de Downton Abbey sa capacité à évoquer à la fois les grands événements historiques politiques et militaires et les évolutions plus progressives de la société, des technologies et des mœurs par l'intermédiaire du quotidien de la maisonnée des Crawley et de leurs domestiques.

#### Critiques de presse en Belgique
Fin 2011, au moment de la sortie en DVD de la saison 1 de Downton Abbey, La Libre Belgique présente la série, comme « un bijou, une perle fine, la promesse (tenue) de 7 heures exquises parfaitement mises en images » et estime que les qualités de la série sont « son incroyable sens du détail, la reconstitution élégante et stylée, le casting hors pair et l’interprétation sans faille, mais aussi la thématique bien plus moderne qu’il n’y paraît ». Dans L'Avenir, Céline Fion apprécie le caractère « surprenant » de la saison 3. La fin de la saison 6 est considérée par le journal L'Avenir comme « un final très riche ».

#### Critiques de presse en Suisse
Dans Le Temps, Nicolas Dufour salue, à propos des deux premières saisons, « Une œuvre qui joue en particulier sur la durée; et qui en joue bien, avec une maestria particulière lorsqu’il s’agit d’entremêler, dans la construction du feuilleton, enjeux psychologiques et situation des couches sociales. » Le même critique apprécie fin 2013 la capacité de la série à « narrer un passé sans passéisme » et écrit fin 2015, au début de la diffusion de la saison 6 : « En six saisons, le feuilleton conçu et écrit par lord Julian Fellowes aura atteint, et surtout tenu, une forme de perfection dans son projet, ses péripéties aussi bien que sa forme finale. Cette flamboyante brochette de personnages et d’acteurs a porté haut la notion de saga, au sens noble – et sans jeu de mots pseudo-sociologique. »

#### Critiques de presse au Québec
En janvier 2013, au moment du début de la troisième saison de Downton Abbey, Hugo Dumas écrit dans l'hebdomadaire québécois La Presse un avis favorable à la série dont il apprécie les scénarios qui « régale ses fans à différents niveaux », à la fois sur le plan de la reconstitution historique et sur celui des « intrigues tirant sur le roman-savon ». Il fait également l'éloge des « décors fabuleux » et des « costumes flamboyants » et se réjouit du succès populaire de la série.

### Distinctions

Logo de l'Academy of Television Arts and Sciences, qui décerne les Primetime Emmy Awards.

Downton Abbey remporte de nombreux prix ainsi que des nominations (statut de finaliste pour un prix). Ces récompenses sont très variées, allant du prix de la Meilleure série dramatique à des récompenses techniques comme la réalisation ou les costumes, en passant par des récompenses accordées aux acteurs individuels ou dans leur ensemble, ou encore pour la musique de certains épisodes. Elle se distingue notamment par le grand nombre de prix et de nominations qu'elle remporte aux Primetime Emmy Awards. La série est nommée pour 11 Emmy Awards en 2011 puis pour 16 Emmy Awards en 2012, ce qui fait d'elle la série britannique la plus nommée dans l'histoire des Emmy Awards à ce moment. Sur l'ensemble de ses six saisons, la série cumule 15 Emmys remportés et 69 nominations aux Emmy Awards.

#### Principales récompenses

##### 2011
- Primetime Emmy Award de la meilleure mini-série ou du meilleur téléfilm[154]
- Primetime Emmy Award de la meilleure actrice dans un second rôle dans une mini-série ou un téléfilm : Maggie Smith[154]
- Primetime Emmy Award du meilleur scénario pour une mini-série ou un téléfilm : Julian Fellowes[154]
- Primetime Emmy Award de la meilleure réalisation pour une mini-série ou un téléfilm : Brian Percival[154]
- Creative Arts Emmy Awards de la meilleure technique cinématographique pour une mini-série ou un film : David Katznelson[154]
- Creative Arts Emmy Awards des meilleurs costumes pour une mini-série ou téléfilm : Susannah Buxton, Costume Designer, Caroline McCall, Assistante Costume Designer[154].

##### 2012
- Producers Guild Award de la meilleure mini-série pour Julian Fellowes, Nigel Marchant et Gareth Neames[155]
- Primetime Emmy Award de la meilleure actrice dans un second rôle dans une série télévisée dramatique : Maggie Smith[156]
- Satellite Award de la meilleure actrice dans un second rôle dans une série télévisée : Maggie Smith[157]
- Costume Designers Guild Awards : Meilleurs costumes pour un téléfilm ou une mini-série : Susannah Buxton[158]
- Creative Arts Primetime Emmy Awards : Meilleure composition originale pour une série (bande originale pour un drame) : John Lunn[156]
- Creative Arts Primetime Emmy Awards : Meilleure coiffure pour une série à caméra unique : Annie "Nosh" Oldham et Christine Greenwood[156]

##### 2013
- Golden Globe de la meilleure mini-série ou du meilleur téléfilm[159]
- Golden Globe de la meilleure actrice dans un second rôle dans une série, une mini-série ou un téléfilm pour Maggie Smith[159]
- Screen Actors Guild Awards : Meilleure distribution pour une série dramatique[160]
- Costume Designers Guild Awards : Meilleurs costumes pour une série télévisée historique ou de fantasy : Caroline McCall[161]
- Primetime Emmy Awards : Meilleure composition originale pour une série (bande originale pour un drame) : John Lunn pour l'épisode 6 (2013)[162]

##### 2014
- Screen Actors Guild Awards : Meilleure actrice dans une série dramatique pour Maggie Smith[163]
- Costume Designers Guild Awards : Meilleurs costumes pour une série télévisée historique ou de fantasy : Caroline McCall[164]
- Creative Arts Emmy Awards : Meilleures coiffures dans une série à caméra unique : Magi Vaughan et Adam James Phillips pour l'épisode 8 (2014)[165]

##### 2015
- Golden Globe de la meilleure actrice dans un second rôle dans une série, une mini-série ou un téléfilm pour Joanne Froggatt[166]
- Screen Actors Guild Award de la meilleure distribution pour une série télévisée dramatique[167]
- Satellite Awards : Meilleur Blu-ray : Downton Abbey saison 6[168]

##### 2016
- Creative Arts Emmy Awards : Meilleurs décors pour un programme narratif (une heure ou plus) : épisodes 5 et 7 : Donal Woods, Mark Kebby, Linda Wilson[169]

#### Principales nominations

##### 2011
- Primetime Emmy Award de la meilleure actrice dans une mini-série ou un téléfilm : Elizabeth McGovern[154]
- Creative Arts Emmy Award du meilleur casting pour une mini-série, un film on spécial : Jill Trevellick[154]
- Creative Arts Emmy Award de la meilleure direction artistique pour une mini-série ou un film : Donal Woods, Charmian Adams et Gina Cromwell[154]
- Primetime Emmy Award du meilleur montage à caméra unique (Single-Camera Picture Editing) pour une mini-série ou un téléfilm : John Wilson[154]
- Royal Television Society Craft & Design Award de la meilleure musique pour un générique pour le compositeur John Lunn[170]
- Satellite Award de la meilleure actrice dans une série télévisée dramatique : Elizabeth McGovern[171]
- Satellite Award du meilleur acteur dans une série télévisée dramatique : Hugh Bonneville[171]
- Satellite Award de la meilleure actrice dans un second rôle dans une série télévisée : Maggie Smith[171]
- Satellite Award de la meilleure mini-série ou du meilleur téléfilm[171]

##### 2012
- Critics' Choice Television Award de la meilleure série télévisée dramatique[172]
- Critics' Choice Television Award de la meilleure actrice dans une série télévisée dramatique : Michelle Dockery[172]
- Primetime Emmy Award de la meilleure série télévisée dramatique[152]
- Primetime Emmy Award du meilleur acteur dans une série télévisée dramatique : Hugh Bonneville[152]
- Primetime Emmy Award de la meilleure actrice dans une série télévisée dramatique : Michelle Dockery[152]
- Primetime Emmy Award du meilleur acteur dans un second rôle dans une série télévisée dramatique : Jim Carter et Brendan Coyle[152]
- Primetime Emmy Award de la meilleure actrice dans un second rôle dans une série télévisée dramatique : Joanne Froggatt[152]
- Primetime Emmy Award de la meilleure réalisation pour une série télévisée dramatique : Brian Percival[152]
- Primetime Emmy Award du meilleur scénario pour une série télévisée dramatique : Julian Fellowes[152]
- Golden Globe de la meilleure actrice dans une mini-série ou un téléfilm pour Elizabeth McGovern[173]
- Golden Globe du meilleur acteur dans une mini-série ou un téléfilm pour Hugh Bonneville[173]
- Golden Globe de la meilleure actrice dans un second rôle dans une série, une mini-série ou un téléfilm pour Maggie Smith[173]
- International Film Music Critics Award (IFMCA) de la meilleure bande originale pour une série télévisée : John Lunn[174]
- British Academy Television Craft Awards (BAFTA) : Meilleure musique originale pour la télévision : John Lunn[175]
- Satellite Award de la meilleure série télévisée dramatique[157]
- Satellite Award de la meilleure actrice dans une série télévisée dramatique : Michelle Dockery[157]
- Satellite Award du meilleur acteur dans un second rôle dans une série télévisée : Jim Carter[157]

##### 2013
- Golden Globe de la meilleure série télévisée dramatique[176]
- Golden Globe de la meilleure actrice dans une série télévisée dramatique pour Michelle Dockery[176]
- Producers Guild of America Awards : Norman Felton Award du Meilleur producteur de télévision à épisodes (catégorie drame) : Julian Fellowes, Liz Trubridge et Gareth Neame[177]
- Screen Actors Guild Awards : Meilleure actrice dans une série dramatique pour Michelle Dockery et Maggie Smith[160]
- Online Film & Television Association Award pour la meilleure musique de série 2012-2013 : John Lunn[178]
- Satellite Award de la meilleure série télévisée dramatique[179]

##### 2014
- Creative Arts Emmy Award : Meilleur acteur invité dans une série dramatique : Paul Giamatti pour le rôle de Harold Levinson dans Downton Abbey[180]
- Creative Arts Emmy Award : Meilleurs costumes dans une série : Downton Abbey (épisode 8) : Caroline McCall, Heather Leat, Poli Kyriacou (PBS)[181]
- Creative Arts Emmy Award : Meilleure direction artistique dans une série, une mini-série ou un téléfilm historique (caméra unique) : Downton Abbey (épisode 8) (PBS)[182]
- Creative Arts Emmy Award : Meilleure musique dans une série (bande originale) : John Lunn pour l'épisode 8 (2014)[183]
- Online Film & Television Association Award pour la meilleure musique de série : John Lunn[184]
- Satellite Awards : Meilleur ensemble en Blu-ray et DVD : Downton Abbey, saisons 1 à 4[185]
- Screen Actors Guild Awards : Meilleure distribution pour une série télévisée dramatique[163]

##### 2015
- Golden Globes Awards : Meilleure série télévisée (catégorie drame)[166]
- Satellite Awards : Meilleur Blu-ray : Downton Abbey saison 5[168]

##### 2016
Lors de la vingtième cérémonie des Annual TV Awards organisée par l'Online Film & Television Association, Downton Abbey est en lice avec 14 nominations, mais ne remporte finalement pas de prix.

## Analyse

### Place dans le genre du drame historique anglais
Downton Abbey relève du genre du drame historique télévisé britannique, genre appelé en anglais costume drama (« drame en costumes ») ou period drama (« drame sur une période historique »). Le thème principal évoqué par Downton Abbey, celui de l'aristocratie britannique et de sa domesticité, avait déjà connu le succès au Royaume-Uni. Une précédente série britannique ayant le même thème que Downton Abbey, Maîtres et Valets, un feuilleton en 68 épisodes (diffusé de 1971 à 1975 puis continué en 2010-2012), avait remporté un grand succès et popularisé le principe consistant à mettre autant en avant les domestiques que les maîtres dans l'intrigue. Downton Abbey est considéré comme s'inscrivant dans la continuité de ce genre, tout en le renouvelant.
Parmi les prédécesseurs de Downton Abbey en dehors des séries télévisées figure la pièce de théâtre de Noël Coward Cavalcade, créée en 1931 puis adaptée au cinéma sous le même titre par Frank Lloyd en 1933. L'intrigue se situe à la même période et suit également le destin d'une famille aristocratique avant et après la Première Guerre mondiale, jusqu'aux années 1920.
Isabelle Brasme remarque que Downton Abbey s'inscrit dans un mouvement de renouveau de l'intérêt porté à l'Angleterre edwardienne au tournant des années 2010 et rapproche la série de l'adaptation télévisuelle du roman Parade's End de Fox Madox Ford, adaptation réalisée en 2012 par Tom Stoppard pour HBO et la BBC.

### Le mythe du majordome anglais
La figure du majordome anglais a été qualifiée de « mythe d'Angleterre connu internationalement » par l'écrivain japonais Kazuo Ishiguro au sujet de son roman Les Vestiges du jour, paru en 1989. Dans une analyse du roman, Salman Rushdie indique quelques œuvres ayant contribué à installer ce mythe, de la figure de Reginald Jeeves dans les romans de l'écrivain britannique P. G. Wodehouse à celle de Hudson dans la série télévisée britannique Maîtres et Valets dans les années 1970, puis il remarque que Downton Abbey s'inscrit dans la lignée de ce mythe, qu'il a fait découvrir à une nouvelle génération.

### Analyses sociopolitiques
Les séries dramatiques historiques ont suscité depuis longtemps des analyses variées adoptant une grille de lecture politique partagée entre deux tendances. L'une met en avant l'évasion vers un passé idéalisé et réconfortant qu'elles rendent possible pour le public. L'autre considère que ces séries ont un propos politique qui parle du présent à travers un détour par le passé.

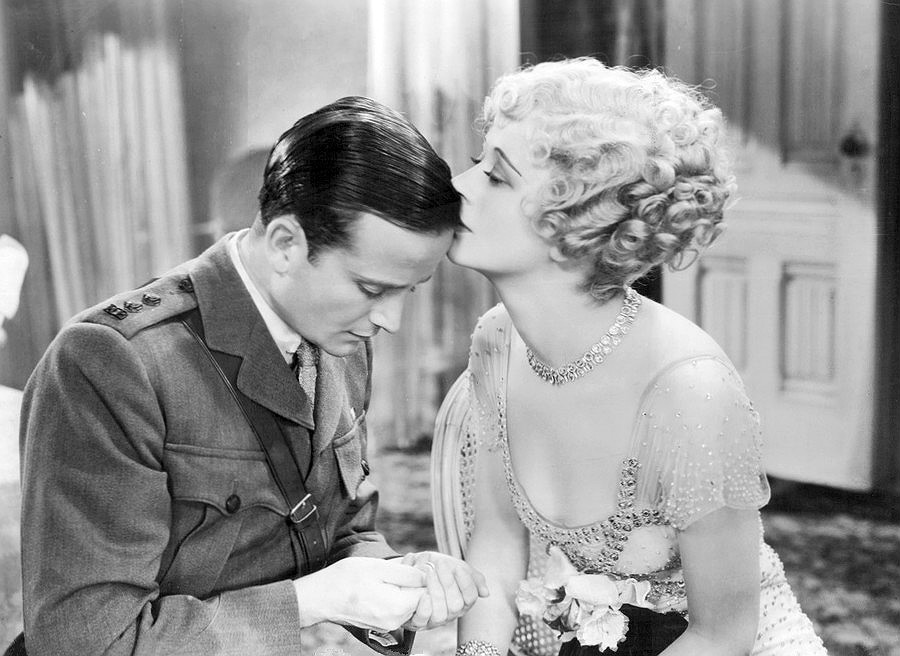
Frank Lawton et Ursula Jeans dans Cavalcade de Frank Lloyd (1933), d'après la pièce de théâtre de Noël Coward.

Dans une analyse parue dans le Guardian, Steven Fielding, professeur d'histoire politique à l'Université de Nottingham, opère une comparaison entre les séries historiques britanniques des années 1970 (comme Maîtres et Valets) et celles du début des années 2010 (comme Downton Abbey et la suite de Maîtres et Valets). Il observe des points communs entre les deux périodes : récession, coupes budgétaires, politique libérale controversée (marquée par Margaret Thatcher dans les années 1980), qui pourraient justifier un besoin du public de s'évader dans un passé confortable. Il remarque cependant que nombre de séries de ce genre dans les années 1970 contenaient en réalité de nombreux anachronismes délibérés et développaient un propos politique sur le présent. La série Maîtres et Valets, créée par les actrices Eileen Atkins et Jean Marsh, était ainsi conçue au départ dans une perspective progressiste, d'où son postulat original consistant à donner aux domestiques une place égale dans l'intrigue à celle de leurs maîtres aristocrates (un principe repris ensuite par plusieurs autres séries dont Downton Abbey). Les deux premières saisons montraient ainsi la société edwardienne comme un monde dominé par l'hypocrisie et la peur et abordaient des sujets d'actualité comme la corruption en politique, les tensions intergénérationnelles, les conflits entre hommes et femmes et la lutte des classes. La série a cependant connu des tensions internes du fait des divergences politiques au sein de son équipe : le scénariste Alfred Shaughnessy et le producteur John Hawkesworth avaient des opinions politiques plus conservatrices et ont orienté les saisons suivantes vers une image plus stéréotypée des années 1920, où les domestiques étaient de plus en plus utilisés à des fins comiques. Fielding observe alors que Downton Abbey et la suite de Maîtres et Valets en 2010 reposent beaucoup moins sur un tel propos politique et social, ce qu'il explique par un décalage général des opinions politiques britanniques du centre-gauche vers le centre-droit entre les années 1970 et 2010.
Fielding estime que Downton Abbey met l'accent sur la bienveillance des maîtres à l'égard des domestiques. De ce point de vue, il rapproche la série tant de Maîtres et Valets que de la pièce Cavalcade de Noël Coward. Il rapproche les origines sociales et le parcours du scénariste de Downton Abbey, Julian Fellowes, de ceux de figures comme Noël Coward, auteur de Cavalcade, d'origine modeste mais qui avait noué de nombreuses amitiés dans l'aristocratie britannique, ou comme Alfred Shaughnessy, qui était issu de l'aristocratie. Fielding estime que Cavalcade, Maîtres et Valets et Downton Abbey présentent tous trois une vision idéalisée de l'aristocratie (par l'intermédiaire de personnages comme Robert Crawley dans Downton) qui n'est pas historiquement exacte et qui ménage un spectacle réconfortant, en particulier à des époques de crise nationale : Cavalcade a été créée au moment où le Royaume-Uni subissait les conséquences de la crise financière de 1929, Maîtres et Valets dans un contexte de récession, de grève des mineurs et d'inflation galopante et Downton peu après la crise financière de 2008 et les politiques d'austérité qui en ont découlé. Plusieurs personnalités politiques conservatrices, à ces trois époques, ont tenté d'utiliser ces œuvres comme moyens de donner plus de portée et de popularité à leur discours politique. Le vicomte Rothermere était persuadé que Cavalcade aiderait la National Coalition conservatrice à remporter les élections générales d'octobre 1931. Certains critiques ont vu dans Maîtres et Valets l'exaltation d'un mode de vie bien installé et du dévouement au service d'un but commun qu'appelaient de leurs vœux des partisans de Margaret Thatcher comme Norman Tebbit. Au moment de la diffusion de Downton Abbey, David Cameron était déjà au pouvoir, mais il a anobli Julian Fellowes, scénariste de la série. Ce dernier concède avoir eu « un peu un agenda politique, pour être entièrement honnête, au sens où je suis un Tory "One Nation" et où je n'aime pas la façon dont les politiciens encouragent les gens à se haïr pour obtenir des votes ». Fielding conclut qu'il est difficile d'évaluer dans quelle mesure ces œuvres ont réellement eu l'influence espérée par ces politiciens, mais qu'elles contiennent un message socialement conservateur, réconfortant et basé en bonne partie sur un mythe qui ressemble peu au passé réel du pays.
L'analyste français des relations internationales Dominique Moïsi, dans son livre Géopolitique de la peur, met en avant le fait que Downton Abbey exprime la peur d'un monde qui disparaît, dans un contexte général où les séries télévisées forment selon lui un moyen pour les sociétés d'exprimer leurs peurs et leurs angoisses. Dans un article de muséographie, Jennifer Harris prend l'exemple de Downton Abbey pour réfléchir aux limites du réalisme et de la narrativisation[Quoi ?] à outrance en matière de vulgarisation historique : elle est d'avis que l'attachement émotionnel aux personnages dans les fictions réalistes l'emporte sur l'assimilation de connaissances générales sur l'époque servant de cadre à l'histoire et empêche les visiteurs d'appréhender l'ensemble de l'époque en question, ce qui peut aussi altérer leur conscience politique.

## Produits dérivés

### Exploitation commerciale de la série
La série a donné lieu à des produits dérivés d'autant plus nombreux au fil des saisons que la série devenait plus populaire. À partir de fin 2010 puis en 2011, le succès public et critique de la série entraîne un regain d'intérêt pour les costumes et accessoires inspirés du Royaume-Uni de la fin des années 1910 et du début des années 1920, époques où se déroule Downton Abbey, phénomène baptisé « l'effet Downton Abbey » ou « Downtonmania »,. Une première gamme de produits dérivés issue d'un accord d'exclusivité avec la chaîne de magasins Past Times est commercialisée en décembre 2011 ; elle consiste principalement en une série de mugs et de coussins arborant des citations de dialogues de la série, et comprend également un calendrier illustré de photos de la série ainsi qu'un livre de making-of.
La commercialisation de produits dérivés en grand nombre a lieu avec un temps de retard, en regard du moment du succès initial de la série. Le producteur Gareth Neame l'explique par le fait qu'il était rare en 2010 qu'une série télévisée britannique présente une telle valeur et un tel potentiel en termes de produits dérivés et qu'il fallait s'assurer d'un succès avant de changer la série en une franchise largement exploitée. Dans les premiers temps, faute de produits dérivés officiels, d'autres commerçants saisissent l'occasion pour attirer la clientèle potentielle constituée par les fans et plus généralement le public de la série, en proposant notamment des vêtements et des accessoires vestimentaires inspirés de l'Angleterre edwardienne, la série semblant avoir contribué à accroître la demande dans ce domaine. Les éditeurs utilisent la série comme moyen de promouvoir des livres sur les thèmes qu'elle aborde auprès d'un public qu'ils espèrent enclin à la lecture, en mettant en avant des romans du XIXe siècle, des mémoires d'aristocrates et de domestiques ou encore des ouvrages historiques. Les premiers produits dérivés officiels, commercialisés dès 2011-2012, consistent classiquement en livres et en un album de bande originale de la série. La conception d'autres produits dérivés nécessite cependant davantage de temps, ce qui explique le décalage entre le succès public et l'exploitation commerciale de la franchise officielle.
À l'automne 2012, le styliste américain Ralph Lauren fait référence à l'univers vestimentaire de Downton Abbey dans sa collection automne-hiver et signe un partenariat publicitaire avec son distributeur américain.
Profitant du retard des produits dérivés officiels, des commerçants tentent d'exploiter le succès de la série pour vendre leurs marchandises. En janvier 2013, le groupe audiovisuel américain NBC, qui possède les droits de la série, enjoint au réseau de télévision PBS de cesser de commercialiser des produits dérivés de Downton Abbey car PBS n'en a pas acheté les droits ; la chaîne avait en effet commercialisé des boucles d'oreilles et des colliers promus au moyen de noms et de photographies de personnages de la série. Au mois de mai de la même année, NBC rend public son projet pour une vaste gamme de produits dérivés officiels élaborés par Knockout Licensing. La gamme comprend des vêtements, des produits de beauté et des articles de maison officiels (incluant des meubles et des papiers peints) inspirés par la série et par la période des années 1920. Ces articles sont destinés à être commercialisés sur la boutique en ligne de la chaîne, initialement pour une distribution aux États-Unis et au Canada. Un accord est également conclu avec le fabricant de figurines Bradford Exchanges.
C'est vers l'automne 2013 que de nombreuses autres gammes de produits dérivés officiels de Downton Abbey sont commercialisées, afin de profiter du démarrage de la quatrième saison de la série. La chaîne de magasins britannique Marks & Spencer commercialise une gamme de produits de beauté aux couleurs de Downton Abbey, le joaillier "1928" réalise des bijoux inspirés de ceux de lady Mary et de ses sœurs, et un site marchand propose même des vins ayant un rapport assez vague avec la série.
L'exploitation commerciale de la franchise s'étend encore en 2014-2015. Le fabricant de peintures londonien Mylans, qui fournit les peintures des décors de la série, commercialise courant 2015 les peintures grises utilisées pour l'office où s'affairent les domestiques de Downton et pour le bureau de M. Carson. Des baignoires, lavabos et accessoires de plomberie portant le monogramme de Downton Abbey sont commercialisés fin 2015.

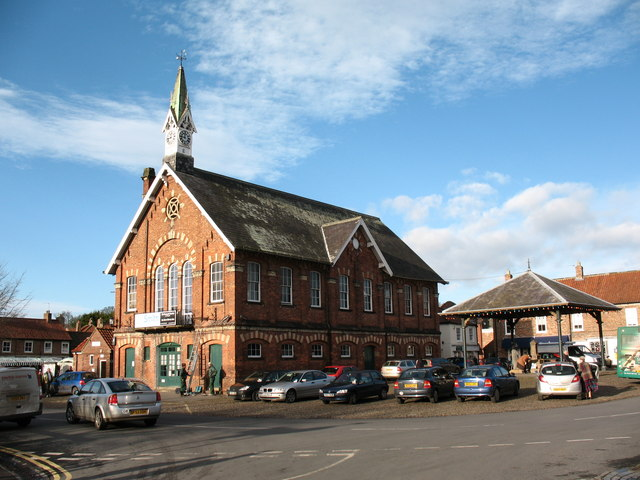
La région du Yorkshire profite de l'intérêt suscité par la série. Ici la mairie d'Easingwold, dans les environs du village fictif de Downton.

Le succès de la série exerce une influence positive sur le tourisme dans ses lieux de tournage, à commencer par Highclere Castle, lieu de tournage principal de la série, qui organise des visites du château et des séjours dans un cottage anglais voisin, mais aussi la région anglaise du Yorkshire. Une exposition rassemblant une vingtaine de costumes utilisés pour la série est organisée à l'été 2015 au musée de Cannon Hall, près de Barnsley, dans le sud de la région.
Aux États-Unis, le Smithsonian Museum produit un docu-fiction en trois épisodes, Million Dollar American Princesses, qui détaille les destins de plusieurs filles de riches familles américaines données en mariage à des membres de l'aristocratie britannique entre les années 1870 et 1930. Le documentaire établit plusieurs liens avec la série Downton Abbey afin d'intéresser son public, en se présentant comme une exploration des sources historiques ayant inspiré le personnage de Cora Crawley. L'actrice Elizabeth McGovern, qui joue Cora dans la série, présente les trois épisodes. Le docu-fiction est diffusé sur la chaîne Smithsonian Channel en 2015 au cours des semaines précédant le début de la diffusion de la saison 5 de la série aux États-Unis.
La relation entretenue par les fans avec la série Downton Abbey est liée au haut niveau de détail de l'univers (décors, costumes, accessoires), selon Cele Otnes, professeure de marketing à l'université d'Illinois aux États-Unis. Otnes rapproche l'univers de Downton Abbey de celui de la série Mad Men (une série historique américaine créée par Matthew Weiner et diffusée par AMC entre 2007 et 2015, qui met en scène le New York des années 1960) au sens où ces deux univers proposent un mode de vie et une esthétique.

### DVD et Blu-ray

#### DVD
Au Royaume-Uni, les DVD sont édités par Universal Pictures UK. Le doublage VF a été réalisé par la société AUDI'ART.
- Downton Abbey: Series 1 (ASIN B003WE9C5U), 3 DVD, sortie le 8 novembre 2010.
- Downton Abbey: Series 2 (ASIN B004G5Z0AU), 4 DVD, sortie le 7 novembre 2011.

En France, les DVD sont édités par Universal Pictures
- Downton Abbey : Saison 1 (ASIN B008B2G3YG), 3 DVD, sortie le 25 septembre 2012.
- Downton Abbey : Saison 2 (ASIN B009G2T5W2), 4 DVD, sortie le 7 mai 2013.
- Downton Abbey : Saison 3 (ASIN B00H8SZ59S), 4 DVD, sortie le 4 février 2014.
- Downton Abbey : Saison 4 (ASIN B00LU4TBC8), 4 DVD, sortie le 14 octobre 2014.
- Downton Abbey : Saison 5 (ASIN B00RC3MIB2), 4 DVD, sortie le 3 mars 2015.

#### Blu-ray
Au Royaume-Uni, les Blu-ray sont édités par Universal Pictures UK. Le doublage VF a été réalisé par la société AUDI'ART.
- Downton Abbey : Series 1 (ASIN B0046ZT40W), 2 Blu-ray, sortie le 29 novembre 2010.
- Downton Abbey : Series 2 (ASIN B005M0R4X4), 3 Blu-ray, sortie le 7 novembre 2011.

En France, les Blu-ray sont édités par Universal Pictures
- Downton Abbey : Saison 1 (ASIN B008B2G3QE), 2 Blu-ray, sortie le 25 septembre 2012.
- Downton Abbey : Saison 2 (ASIN B009G2T6JE), 3 Blu-ray, sortie le 7 mai 2013.
- Downton Abbey : Saison 3 (ASIN B00H8SZ4X0), 3 Blu-ray, sortie le 4 février 2014.
- Downton Abbey : Saison 4 (ASIN B00LU4TCHC), 3 Blu-ray, sortie le 14 octobre 2014.
- Downton Abbey : Saison 5 (ASIN B00RC3MI30), 3 Blu-ray, sortie le 3 mars 2015.

#### DVD demaking-of
The manners of Downton Abbey , un documentaire du type making-of animé par le consultant historique de la série, Alastair Bruce, paraît en DVD en 2015. Il s'intéresse à la reconstitution historique des manières et usages de l'époque de la série.

### Livres
Un compagnon officiel des deux premières saisons écrit par Jessica Fellowes, The World of Downton Abbey, parait dès 2011, suivi d'un guide des personnages de la saison 3, The Chronicles of Downton Abbey : A New Era, en 2012. Les scénarios des trois premières saisons de la série, accompagnés de notes et de remarques de Julian Fellowes, sont publiés en 2013-2014 sous le titre Downton Abbey : The Complete Scripts, en trois volumes. Un ouvrage collectif de conseils pour tenir sa maison dans les années 1910, Downton Abbey : Rules for Household Staff, est publié sous le nom du majordome Carson et traduit en français par Hélène Hinfray sous le titre Instructions et petits secrets du majordome de Downton Abbey pour bien tenir sa maison en 2015,.

### Albums de musique
Un album réunissant la bande originale des premières saisons de la série ainsi que quelques variantes inédites, Downton Abbey : Original Music from the Television Series, est édité sous forme de CD par le label Decca en septembre 2011. Il comprend la bande originale composée par John Lunn ainsi qu'une chanson aux paroles écrites par Don Black et des chansons interprétées par Mary-Jess Leaverland et Alfie Boe. Pour cet album, le thème du générique de début, composé par John Lunn, a fait l'objet d'une adaptation en chanson, Did I Make the Most of Loving You ?, incluant des paroles écrites par Don Black.
Par la suite, une autre mélodie de Lunn a été adaptée en une chanson intitulée I’ll Count The Days, interprétée par Rebecca Ferguson.
Un album musical de Noël de Downton Abbey, intitulé Christmas at Downton Abbey, est édité chez Warner Music en novembre 2014. Il comprend 45 pistes et regroupe plusieurs versions festives du thème principal de la série, des hymnes traditionnels et chants de Noël ainsi que le morceau Downton Abbey Suite. L'album inclut cinq chansons interprétées par Julian Ovenden (acteur incarnant Charles Blake, un soupirant de Lady Mary Crawley), dont Silent Night et O Holy Night, ainsi qu'un duo avec Elizabeth McGovern (qui joue Cora Crawley). Les parties chorales de l'album sont interprétées par le Chœur du King's College de Cambridge et par le chœur Libera. La chanteuse soprano néo-zélandaise Kiri Te Kanawa participe aussi à l'album.

### Jeux
Une adaptation de la série en jeu de plateau, Downton Abbey : The Boardgame, est éditée courant 2013.
Un jeu vidéo d'enquête, Downton Abbey : Mysteries of the Manor, est développé par le studio Activision pour le système d'exploitation iOS et publié en septembre 2015. Il consiste à explorer la demeure des Crawley afin d'y découvrir des objets cachés et d'y résoudre des énigmes.

## Postérité

### Allusions et parodies
Le succès de Downton Abbey a suscité des allusions, voire des parodies, de la part d'autres séries télévisées britanniques ou américaines. La sitcom américaine How I Met Your Mother fait allusion à Downton Abbey dans l'épisode The Fortress, diffusé en mars 2013, où le personnage de Lily regarde une série télévisée très fortement semblable à Downton Abbey et intitulée Woodworthy Manor. Une autre allusion comique figure dans la série télévisée d'animation américaine Les Griffin (Family Guy) : dans l'épisode Chap Stewie (épisode final de la saison 12), plusieurs personnages regardent une série télévisée très semblable à Downton Abbey et intitulée The Cadwalliders of Essex, et l'essentiel de l'épisode consiste en un voyage spatio-temporel qui amène le personnage de Stewie à renaître temporairement dans la peau d'un personnage de cette série.
La série a droit par ailleurs à des vidéos parodiques sur Internet, dont une réécriture de la chanson « Uptown Funk » de Bruno Mars sous la forme d'un clip intitulé « Downton Funk » conçu par le site comique américain CollegeHumor et mis en ligne fin février 2015. On y voit des personnages d'aristocrates et de domestiques anglais des années 1910 chanter et danser sur des paroles qui détournent la chanson d'origine pour la remplir d'allusions parodiques aux personnages et aux péripéties de Downton Abbey : le refrain « I'm too hot » (« Je suis trop torride ») devient ainsi « I'm too prim » (« Je suis trop collet monté »). Le clip est remarqué par les médias britanniques et américains,. La série télévisée éducative américaine Sesame Street conçoit une parodie intitulée Upside Downton Abbey. Plusieurs autres parodies sous forme de sketches comiques apparaissent dans des émissions comiques américaines.
Downton Abbey donne également lieu à des références dans le monde politique britannique des années 2010. L'Equality (Titles) Bill, un projet de loi proposé sans succès au Parlement du Royaume-Uni en 2013, est ainsi surnommé couramment la « Downton Abbey law ». Elle visait à permettre aux femmes d'hériter de titres héréditaires et de pairies au même titre que les hommes, c'est-à-dire de mettre fin à la primogéniture masculine dans le système nobiliaire britannique. Le surnom de la loi est une allusion à la règle de primogéniture masculine qui empêche Lady Mary Crawley d'hériter de Downton Abbey puisque le domaine doit revenir à un héritier mâle.
Enfin, la série exerce une influence sur les prénoms choisis par ses spectateurs pour leurs enfants : elle a contribué au retour en grâce du prénom Cora, considéré auparavant comme suranné. Ce type de phénomène de mode dans les prénoms sous l'influence de programmes télévisés populaires a été régulièrement observé.

### Influence sur les séries télévisées postérieures
Début 2010, la BBC annonce un projet de reprise de sa série historique dramatique Maîtres et Valets, qui avait connu un grand succès dès le début de sa diffusion dans les années 1970. Peu de temps après, ITV annonce la diffusion de Downton Abbey. La similitude entre les thèmes des deux séries suscite une rivalité entre elles auprès du public et des diffuseurs étrangers en 2010-2012. La reprise de Maîtres et valets ne dure finalement que deux saisons, de 2010 à 2012. Les critiques considèrent que Downton Abbey et son succès ont en partie coupé l'herbe sous le pied à la reprise de Maîtres et Valets, qui n'a pas pu rivaliser avec cette nouvelle série considérée comme son successeur,.
L'excellent accueil public et critique réservé à Downton Abbey incite les producteurs, dans les années 2010, à tenter de créer d'autres séries sur des thèmes similaires afin de renouveler son succès. Les autres chaînes de télévision, britanniques et étrangères, mettent en avant des séries présentées comme des successeurs ou des réponses à Downton Abbey. Les médias parlent d'un « effet Downton Abbey » pour désigner la multiplication des séries dramatiques historiques situées grosso modo à la fin du XIXe siècle et au début du XXe siècle et mettant toutes en scène des personnages des milieux aisés et leurs domestiques au train de vie modeste.

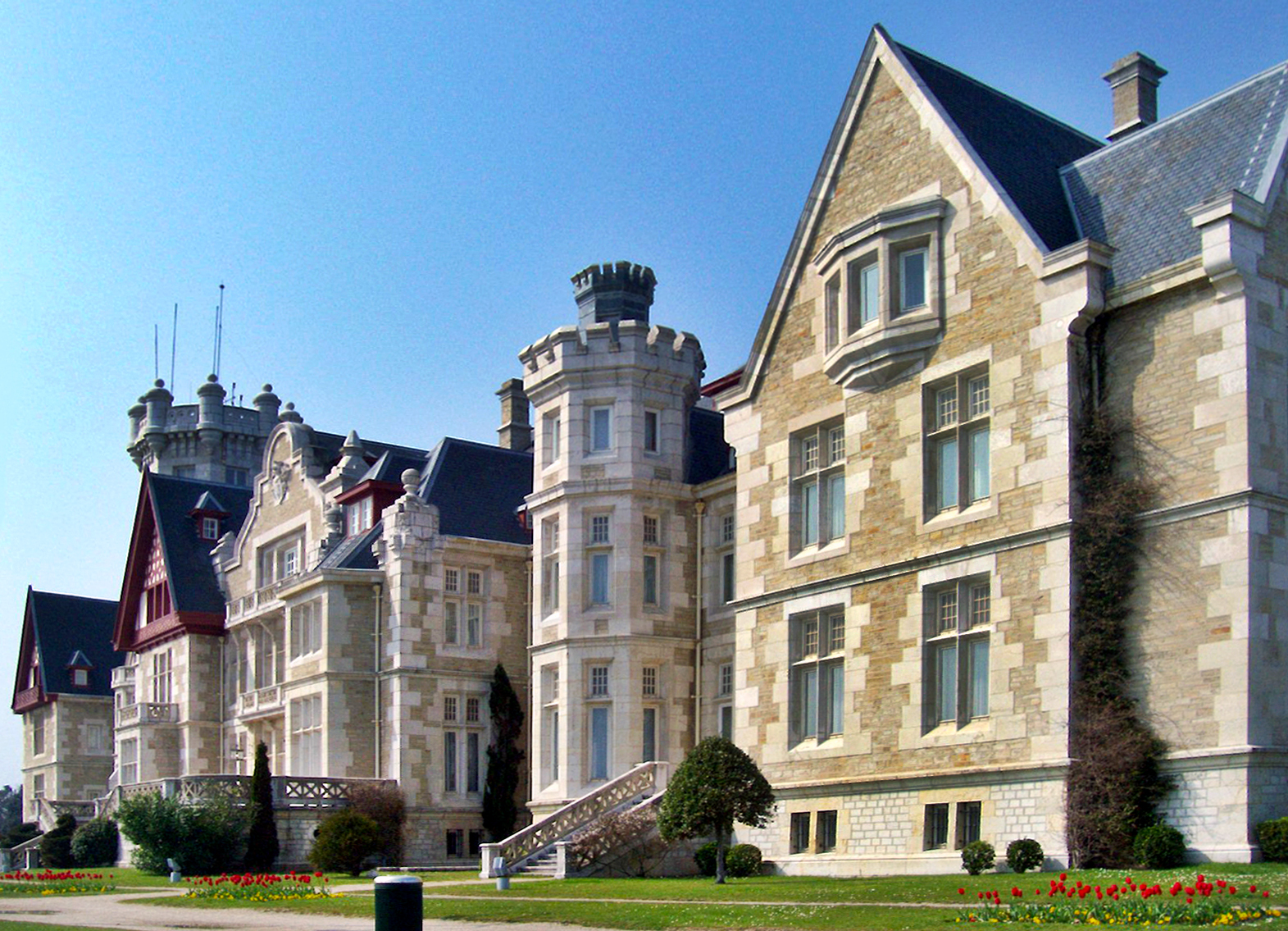
Plusieurs séries situées dans la lignée de Downton Abbey se déroulent dans des hôtels de luxe. La série espagnole Grand Hôtel est filmée au palais royal de la Magdalena à Santander.

En dépit de la rareté des séries historiques dramatiques aux États-Unis, le succès de Downton Abbey incite le groupe audiovisuel américain ABC à mettre en projet une série qualifiée par les médias de « réponse américaine à Downton Abbey », intitulée Gilded Lilys. Situé à New York, dans le quartier de Manhattan en 1895, la série se serait déroulée dans le premier hôtel de luxe de la ville, tenu par une riche famille. Doté d'un budget de plusieurs millions de dollars, le projet est produit par Shonda Rhimes (connue pour la série Grey's Anatomy), qui recrute Gwyneth Paltrow pour jouer une matriarche respectable et John Barrowman pour jouer l'un des deux frères. Un épisode pilote est tourné, mais le projet est abandonné par ABC courant 2012, avant même sa diffusion. Parmi les raisons invoquées pour cette annulation figurent le peu de confiance d'ABC envers un projet relevant d'un genre qui remporte habituellement beaucoup moins de succès aux États-Unis qu'au Royaume-Uni, ainsi que le recrutement de Barrowman dans l'un des rôles principaux, une partie de l'équipe de production ayant émis des réserves envers le choix d'un acteur encore peu connu aux États-Unis à ce moment. Le groupe ABC privilégie finalement un autre projet de série qui entame sa diffusion en 2017 : The Halcyon, également centré sur un hôtel, mais situé à Londres dans le quartier de West End, en 1940. La diffusion de la série sur la chaîne britannique ITV est considérée comme une tentative de la chaîne pour renouveler le succès de Downton Abbey. Elle est cependant annulée par ITV après une unique saison.
La chaîne BBC America, de son côté, diffuse à partir de 2013 une série historique, Copper, produite par les studios canadiens Shaw Media et Cineflix, dont l'intrigue se déroule dans les milieux de la police new-yorkaise à partir des années 1860, mais plusieurs de ses personnages principaux appartiennent aux milieux aisés.
La chaîne britannique Channel 4 produit la série Indian Summers (diffusée en France par la chaîne Arte à partir de septembre 2016), dont l'intrigue est située dans les milieux coloniaux de l'Inde britannique. Elle n'est pas reconduite au-delà de la deuxième saison.
La série espagnole Grand Hôtel, produite par Bambú Producciones et diffusée en Espagne sur la chaîne Antena 3 à partir de juin 2013, se déroule dans un hôtel de luxe à Cantaloa en 1905 et son intrigue croise les destins des employés de l'hôtel et de ses résidents. Elle est considérée par les médias comme une réponse espagnole à Downton Abbey,.

### Rôle dans le regain du marché de la domesticité de luxe
Un regain de demande sur le marché des emplois domestiques, en particulier pour des emplois de majordomes, est parfois mis en relation avec le succès de la série. Downton Abbey fait ainsi partie des modèles revendiqués par l'International Butler Academy, une école de majordomes ouverte en Chine en 2014 qui se fonde sur la tradition britannique plutôt que sur les usages chinois afin de proposer des domestiques à de riches clients. Cependant, les sociologues replacent ce renouveau de l'intérêt pour les domestiques dans un contexte plus général : ils y voient davantage un signe que les nouveaux riches de différents pays cherchent à s'approprier les codes de l'ancien art de vivre de la bourgeoisie européenne afin de montrer leur richesse.

### Adaptations

#### Jeux
La série a servi de libre inspiration à un jeu de rôle grandeur nature international intitulé Fairweather Manor : 1917, organisé par le collectif Dziobak Larp Studios (regroupant deux associations et une entreprise) au château Moszna (Pałac w Mosznej) en Pologne. Pour la durée d'un week-end, les joueurs incarnent maîtres ou domestiques dans une maisonnée aristocratique proche de celle représentée dans la série ; comme l'indique le nom du jeu, l'intrigue se déroule en 1917.

## Antépisode
En 2012, Julian Fellowes indique avoir entamé l'élaboration d'une série intitulée The Gilded Age (L'Âge doré), située dans le New York des années 1880, durant la période ayant été surnommée ainsi. La série est d'abord évoquée comme un antépisode à Downton Abbey puisque la période évoquée correspond à la jeunesse de Cora et Robert Crawley et que Cora vient des États-Unis. En 2018, la série est annoncée pour une diffusion en 2019 sur le réseau NBC ; Fellowes indique que les personnages principaux sont différents de ceux de Downton Abbey.

### Citations
1. ↑  « It's about trying to find a language that it doesn’t sound anachronistic... but you try to find a middle ground where it feels authentic to the ear and yet we feel as though it is characters that we know and relate to. »
2. ↑  « To make a show with aristocratic characters talking as they would have spoken in 1920, or before or after, would be impossible to act and would be would be very, very painful to listen to. »
3. ↑  « It's not Peter and the Wolf, but it does help to define the character's place in the drama. »
4. ↑  « The practice is “a bit messy,” Mr. Neame acknowledged. “You have to realize it’s commerce, and just accept it.” »
5. ↑  « In Downton Abbey, the class system exists for the benefit of those at the bottom (...) It is a very sanitised portrait of the English aristocracy. (...) It's amazingly funny. »
6. ↑  « After all these years, it’s still hard to nail down what Downton Abbey actually is. »
7. ↑  « At home, the show has always played like a posh pantomime – a fantasy vision of a Britain that never really existed, where everyone from kitchen maid to second footman is happy with their lot because the people at the top are such bally decent chaps. It’s also ended up being a place where both the staff grinding away downstairs and the toffs in ball gowns upstairs have been gifted with a peculiar sense of foresight, a tangible sense of their place in history and how “things” will never be the same again, once they’re off the screen. It’s certainly the purest Sunday night soap we’ve had for years; sometimes it’s been an hour populated by 20-odd characters in search of a plot, and sometimes it’s filled with great performances and insight into class and position. »
8. ↑  « Downton, which first appeared on our screens in 2010, is arguably the truest example of Sunday-night telly in the history of the medium – a deeply enjoyable mixture of human calamity set within a comforting framework. »
9. ↑  « (...) this TV drama has become part of our shared national experience (...) »
10. ↑  « one of the democratic glories of this country, a company of great actors - Jim Carter, Penelope Wilton, Maggie Smith, Brendan Coyle, Joanna Froggatt, Phyllis Logan, Hugh Bonneville, Dan Stevens – who could turn a National Trust tea towel into Shakespeare. »
11. ↑  « (...) everything I despise and despair of on British television: National Trust sentimentality, costumed comfort drama that flogs an embarrassing, demeaning, and bogus vision of the place I live in. »
12. ↑  « No, no it's all wrong, as though any gentleman would have his hand in his suit pockets whilst talking to a lady. And it is ridiculous to think that a weekend party would consist of only fourteen house guests, it would have consisted of at least 40 ! »
13. ↑  « Downton Abbey transcends its soapy plotting with witty dialogue, lavish costumes and sets, and an outstanding cast. »
14. ↑  « In its third season, Downton Abbey remains a gripping, fascinating look at 1920s England, though its melodramatic plotting occasionally veers into less satisfying territory. »
15. ↑  « Though its cast remains strong, Downton Abbey’s fourth season is a bit of a comedown after the multiple story arcs that challenged viewers in past seasons. »
16. ↑  « Melodramatic characters and soapy class struggles continue to keep Downton Abbey compelling as this celebrated series approaches its grand finale. »
17. ↑  « It is noticeable that the aristocrats in the series, even the ones who are supposed to be the most ridiculous, never lapse into the most offensive kind of upper-class drawl one would expect of them. Great care has been taken to keep them pleasant and approachable, even when the things they say are sometimes shown to be class-bound and unfeeling. »
18. ↑  « (...) there is no inherent need for good TV to be left of center. Stories sympathetic to virtue, preservation of property and admiration of nobility and of wealth can be told beautifully and to wide audiences. »
19. ↑  « Melodrama is an uncool thing to trade in these days, but then, that's precisely why Downton Abbey is so pleasurable. In its clear delineation between the goodies and the baddies, in its regulated dosages of highs and lows, the show is welcome counter-programming to the slow-burning despair and moral ambiguity of most quality drama on television right now. »
20. ↑  « Preposterous as history, preposterous as drama, the show succeeds magnificently as bad television. The dialogue spins light-operatically along in the service of multiplying plotlets, not too hard on the ear, although now and again a line lands like a tray of dropped spoons. The acting is superb—it has to be. »